# Novaesium
Novaesium, das ehemalige Legionslager Neuss (auch Castrum Novaesium, Plural Castra Novaesia), im heutigen Neusser Ortsteil Gnadental ist eines der bedeutendsten und besterforschten römischen Militärlager des Rheinlandes. Ferner gilt das heutige Bodendenkmal als das älteste bekannte Militärlager seiner Art in dieser Region. Während der Zeit seiner Existenz war Novaesium neben Vetera und Mogontiacum die wichtigste Aufmarschbasis der Römer bei ihrem Versuch, die Germania magna zu okkupieren, und bildete anschließend einen wesentlichen Bestandteil des Niedergermanischen Limes, der seit 2021 zum Bestand des UNESCO-Weltkulturerbes gehört. Daneben gehörten zu Novaesium zwei zivile Siedlungen, die Lagerstadt rund um das Legionslager („canabae“) und eine weitere Ortschaft („vicus“) wenige Kilometer weiter nördlich. In der provinzialrömischen Archäologie galt die Rekonstruktion des Militärlagers von Novaesium über Jahrzehnte als idealtypisch für römische Legionslager der Kaiserzeit.

## Lage

Rheinverlauf in römischer Zeit und im 19. Jahrhundert

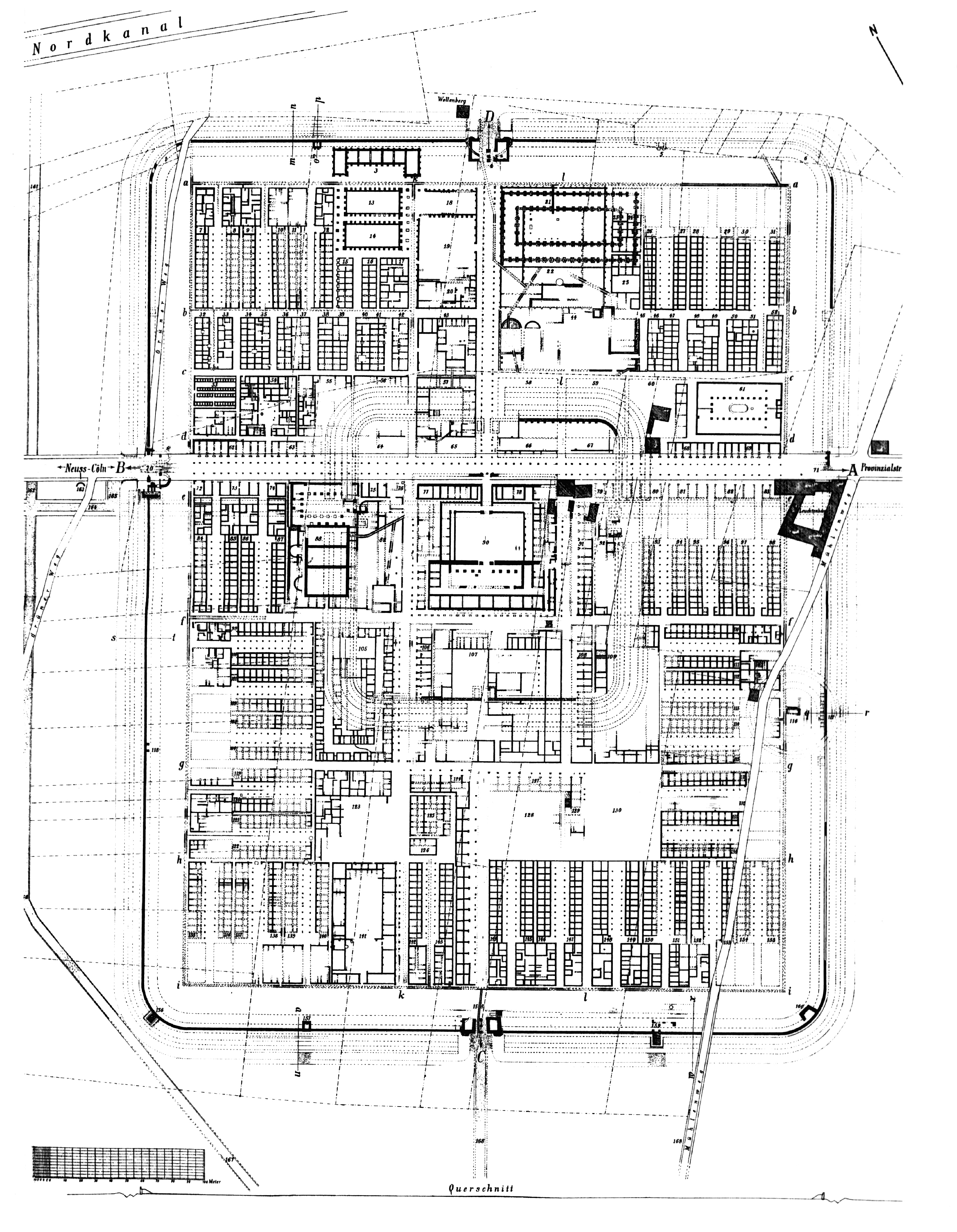
Grabungsbefunde des „Koenenlagers“ (1887–1900)

Das Areal der Neusser Militärlager befindet sich unmittelbar nordwestlich der Erftmündung, etwa 2,5 Kilometer südöstlich der heutigen Stadt Neuss. In antiker Zeit bot sich der Platz aufgrund der topographischen Gegebenheiten geradezu als Garnisonsstandort an. In dieser Region weitet sich die Kölner Bucht zur Niederrheinischen Tiefebene. Strategisch war der Platz insofern günstig gewählt, als von hier aus ein schnelles Eingreifen im Bereich von Wupper-, Düssel- und Ruhrmündung möglich war. Besonderer Aufmerksamkeit unterlag hierbei vermutlich der Mündungsbereich der Ruhr auf dem Gebiet von Duisburg, der zusätzlich noch direkt durch die gegenüber liegenden Auxiliarlager Asciburgium (Moers-Asberg) und Gelduba (Krefeld-Gellep-Stratum) gesichert war. Dort traf eine wichtige ältere Handels- und Heerstraße, der spätere Hellweg, von Osten her auf den Rhein.
Der Neusser Garnisonsplatz nahm in der Geschichte des linksrheinischen römischen Germaniens eine strategische Schlüsselposition ein, zunächst als Operationsbasis der römischen Offensiven gegen die Germanen noch vor und kurz nach der Zeitenwende. Später wurde er wichtiger Bestandteil innerhalb des zur Absicherung der Provinz Germania inferior defensiv ausgerichteten Niedergermanischen Limes bis ins vierte nachchristliche Jahrhundert.
Der unmittelbare Ort der Lager war durch natürliche Hindernisse geschützt. So knickte der Rhein nicht wie heute an dieser Stelle nach Norden ab, sondern verlief noch gute drei Kilometer weiter geradeaus in nordwestliche Richtung, um erst im Bereich des heutigen Neusser Rheinhafens wieder nach Nordost zu schwenken. Auf diese Art und Weise bildete er ein Annäherungshindernis vor den Prätorialfronten der Neusser Lager. Einen gewissen Flankenschutz bildeten nach Südosten die Erft und nach Nordwesten das damals noch sumpfige „Meertal“, eine heute bebaute Niederung.
In der heutigen Siedlungstopographie ist von der einstigen Garnison obertägig nichts mehr zu sehen. Lediglich ein „Historischer Rundgang“ mit dort aufgestellten Kopien römischer Großartefakte und diversen Hinweis- und Informationstafeln sowie der in situ konservierte und mit einem Schutzbau versehene Befund einer römischen Kultstätte (sogenannte fossa sanguinis) verweisen auf das antike Novaesium.

## Antike Quellen und Etymologie
Die Ersterwähnung des Ortsnamens Novaesium erfolgte in den Historien des Tacitus. In diesen Beschreibungen spielte die Garnison des Ortes in der Zeit des Bataveraufstands des Iulius Civilis und den Wirren des Vierkaiserjahres 68/69 n. Chr. eine unrühmliche Rolle.
Auch bei den antiken Geographen findet der Ort Erwähnung. So führt der in Alexandria lebende römische Geograph Claudius Ptolemäus (85–165 n. Chr.?) in seinem Werk Geographike Hyphegesis Novaesium auf, verlegt es aber fälschlicherweise weit nach Osten in die Germania magna. In der Tabula Peutingeriana erscheint der Ortsname, in der Schreibweise durch mittelalterliche Kopisten in Novesio verändert, zwischen Asciburgium im Norden und der Colonia Claudia Ara Agrippinensium im Süden, rund 34 km vom ersten und rund 39 km von der zweiten entfernt.
In der Spätantike wurde Novaesium im Zusammenhang mit den Feldzügen des Flavius Claudius Iulianus, des späteren Kaisers Julian, um das Jahr 358 bei Ammianus Marcellinus erwähnt, bevor dann der antike Name als Nivisium castellum ein letztes Mal bei Gregor von Tours in der Historia Francorum (Geschichte der Franken) genannt wird, im Zusammenhang mit einem römischen Feldzug gegen die Franken um das Jahr 388.
Die Herkunft des Namens Novaesium ist nicht gänzlich geklärt. Es scheint sich um ein lateinisch-keltisches Kompositum zu handeln, bei dem möglicherweise der ursprünglich keltische Name der Erft oder eines anderen örtlichen Gewässers latinisiert wurde.

## Historische Hintergründe

### Okkupationszeit

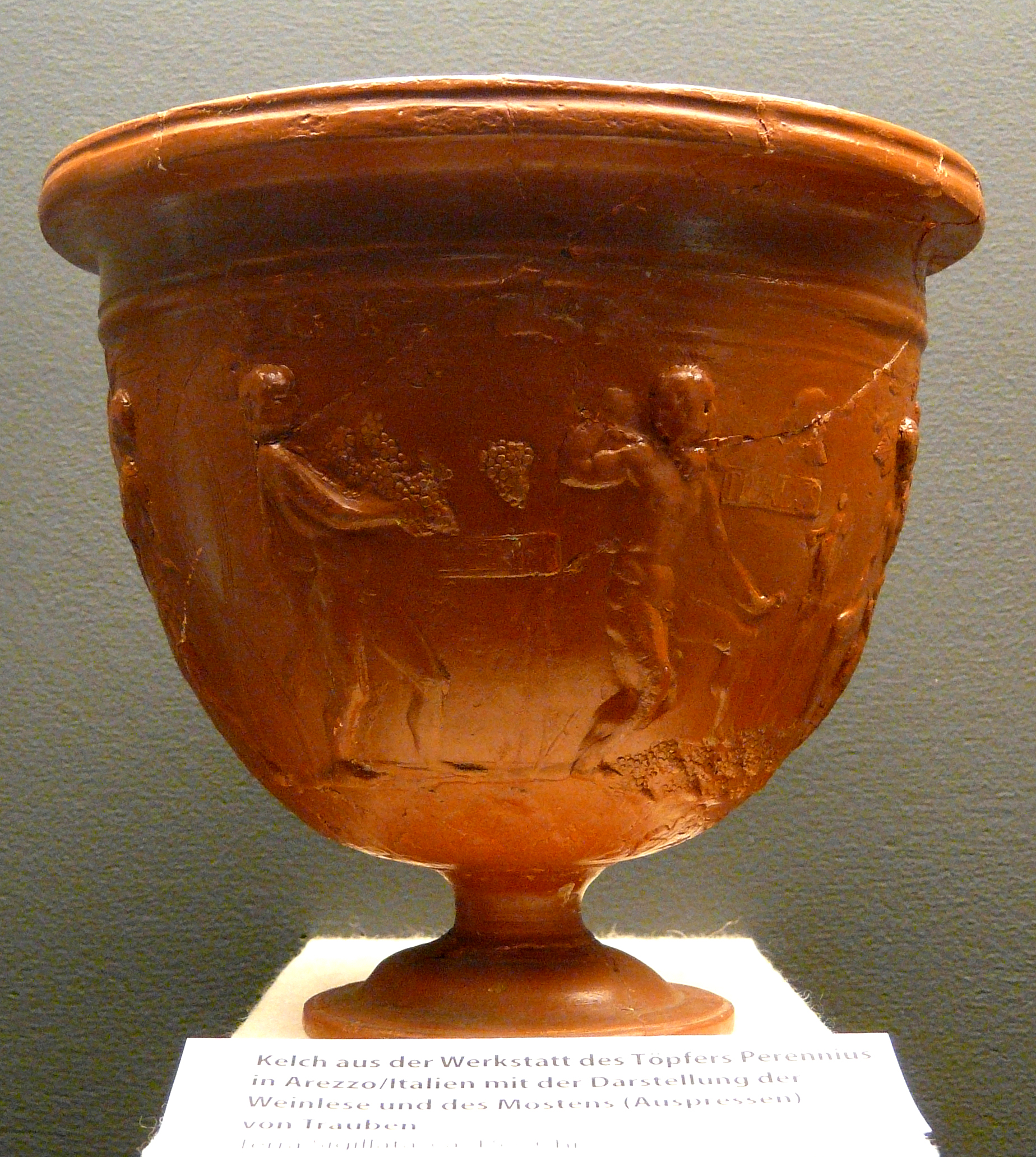
Arretinische Terra Sigillata aus der Werkstatt des Perennius, Typ Drag. 11

Im Anschluss an Gaius Iulius Caesars Gallischem Krieg (58 bis 51/50 v. Chr.) war am Niederrhein ein für die Römer nicht ungefährliches Bevölkerungsvakuum entstanden. Insbesondere Marcus Vipsanius Agrippa versuchte während seiner Statthalterschaften in Gallien (39/38 v. Chr. und 20 bis 18 v. Chr.) dieses Vakuum durch die Umsiedlung germanischer Stämme, den Aufbau von Verwaltungsstrukturen und die Anlage eines Fernstraßennetzes zu füllen. Zu diesem Zeitpunkt wurde der Rhein noch als Grenze der römischen Interessensphäre angesehen. Das Hauptaugenmerk lag auf der Sicherung und Erschließung der durch Caesar eroberten Gebiete. Eine weitere Expansionspolitik stand noch nicht auf der Tagesordnung, die Legionen waren tief im gallischen Hinterland verteilt.
Dieser Zustand änderte sich durch zunehmende und andauernde Übergriffe germanischer Stämme auf linksrheinisches Gebiet, die in der so genannten Clades Lolliana gipfelten. In diesem Gefecht im Jahr 17 oder 16 v. Chr. unterlag der römische Statthalter Marcus Lollius gegen eine vereinigte Streitmacht der Sugambrer, Tenkterer und Usipeter. Der politisch-propagandistische Schaden scheint größer gewesen zu sein als die tatsächlichen militärischen Folgen und führte zu einem grundsätzlichen Wandel der römischen Germanienpolitik. Augustus begab sich im Jahr 16 v. Chr. persönlich nach Gallien, um die „germanische Frage“ endgültig zu regeln. Er blieb drei Jahre und richtete – nachdem er die Räter besiegt und das Gebiet zwischen Alpen und Donau befriedet hatte – ab 15 v. Chr. die Dislozierung des niedergermanischen Heeres neu aus.
Die Rheinlinie verlor ihren vormals eher defensiven Charakter und wurde zur offensiven Aufmarschbasis gegen die östlich des Flusses gelegenen germanischen Gebiete. Die nach dem Alpenfeldzug freigewordenen Truppen wurden an den Rhein verlegt, die Legionslager Noviomagus bei Nijmegen und Vetera bei Xanten errichtet. Ob die offensivere Ausrichtung der Germanienpolitik zu diesem Zeitpunkt tatsächlich schon die Besetzung des rechtsrheinischen Germaniens bis zur Elbe zum Ziel hatte, wie lange vermutet worden war, wird in der jüngeren Literatur angezweifelt.

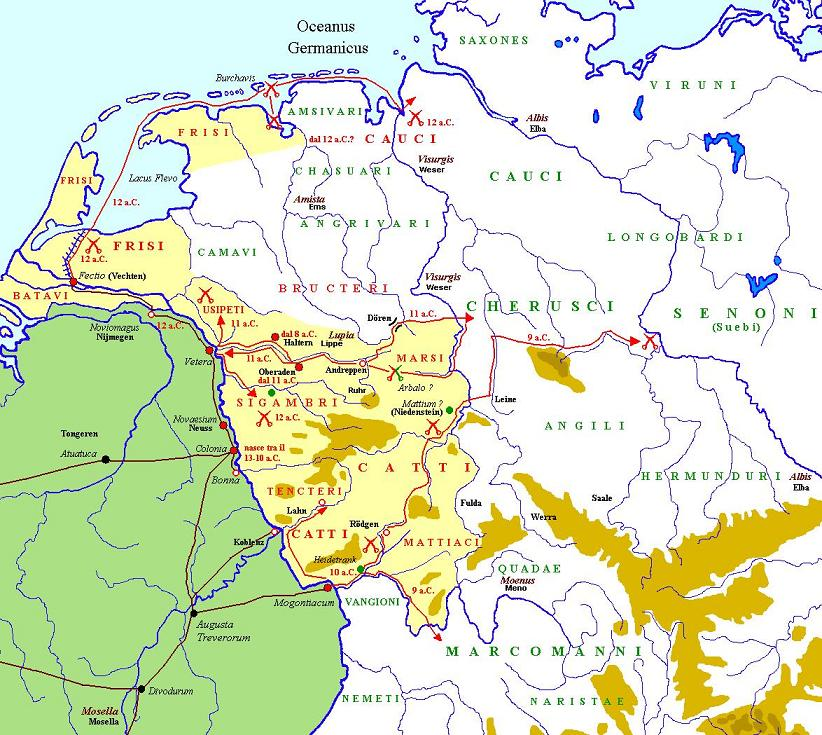
Feldzüge des Drusus

Als Augustus im Jahre 13 v. Chr. nach Rom zurückkehrte, übergab er den Oberbefehl seinem Stiefsohn Drusus, dessen Name für die groß angelegte Offensive gegen die Germanen in den Jahren 12–9 v. Chr. steht. Im Rahmen dieser so genannten Drususoffensive diente Novaesium vermutlich als Operations- und/oder logistische Basis für die Feldzüge ins rechtsrheinische Germanien. Drusus führte dort insgesamt vier Feldzüge, wobei sich im Laufe der Auseinandersetzungen die Hauptaktivitäten ins Gebiet der Chatten verlagerten. Nach seinem frühen Tod wurden die Kampagnen von Tiberius (9–6 v. Chr.), Lucius Domitius Ahenobarbus (um das Jahr 3 v. Chr.), Marcus Vinicius (um die Zeitenwende) und ab dem Jahre 4 n. Chr. erneut durch Tiberius fortgesetzt.
Im Frühjahr des Jahres 6 n. Chr. mussten die Operationen jedoch abgebrochen werden, da ein Aufstand in der Provinz Pannonia die dortige Anwesenheit des Feldherrn und eines Teiles der Legionen erforderlich machten. Sein Nachfolger als Statthalter, Publius Quinctilius Varus (7–9 n. Chr.) bewies eine weniger glückliche Hand, was im Jahre 9 n. Chr. zur Varusschlacht, der so genannten „Schlacht im Teutoburger Wald“ führte, die mit der völligen Vernichtung der drei Legionen XVII, XVIII, XIX, drei Alen und sechs Kohorten endete. In der Folgezeit räumten die Römer alle rechtsrheinischen Garnisonen und schraubten ihre Ambitionen gegenüber Germanien deutlich zurück. Unter Tiberius, der wieder an den Rhein geeilt war, standen der Ausbau und die Konsolidierung der Flussgrenze nunmehr zunächst im Vordergrund. Die Anzahl der Legionen am Rhein wurde von sechs auf acht erhöht.
Nach der Rückkehr des Tiberius nach Rom im Jahre 12 n. Chr. übernahm Germanicus im darauf folgenden Jahr den Oberbefehl im Rheinland. Er bereitete weitere Offensiven ins rechtsrheinische Germanien vor, musste im Jahre 14 n. Chr. aber zunächst eine Meuterei der rheinischen Legionen niederschlagen, die sich nach dem Tod des Augustus gegen dessen Nachfolger Tiberius erhoben hatten. An dieser Meuterei waren die Legionen I und XX aus dem Legionslager apud aram Ubiorum beteiligt sowie die Legionen V und XXI aus Vetera, die zu diesem Zeitpunkt in einem Sommerlager in finibus Ubiorum („im Gebiet der Ubier“, vermutlich im so genannten „Lager C“ in Novaesium) zusammengezogen worden waren. Anschließend begannen die groß angelegten und aufwändigen Vorstöße in die Germania magna. Hierbei führte Germanicus den südlichen, von Mogontiacum (Mainz) aus operierenden Flügel des römischen Heeres, während Aulus Caecina Severus den Oberbefehl über die nördliche, von Vetera aus agierende Heeresgruppe innehatte.

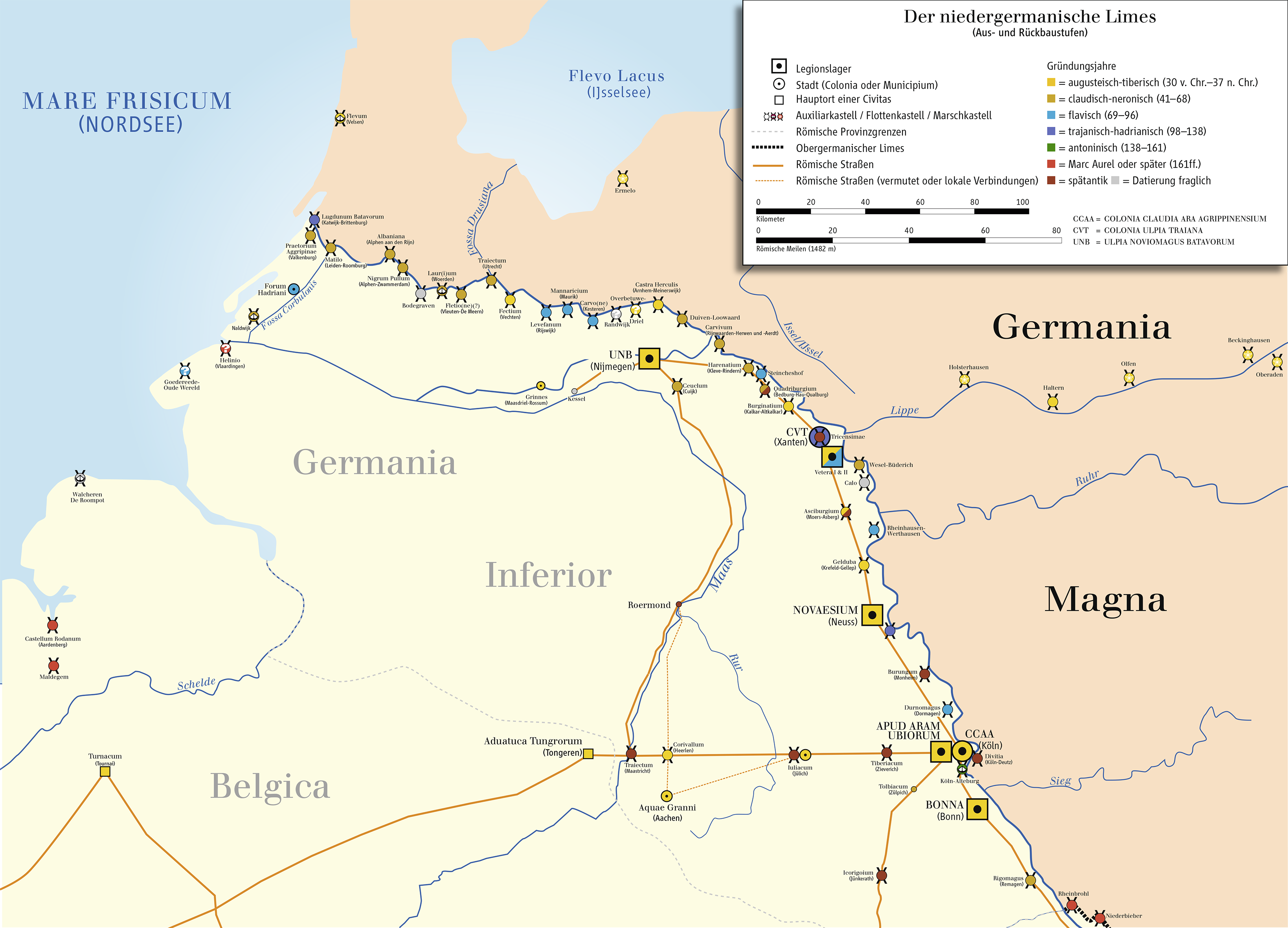
Lage von Novaesium im Verlauf des Niedergermanischen Limes

Nachdem die teuren Feldzüge bis zum Jahre 16 n. Chr. nicht den gewünschten Erfolg erbracht hatten, brach Tiberius die Offensive ab und beorderte Germanicus nach Rom zurück. In der Folgezeit blieb der Niederrhein eine defensiv ausgerichtete Grenze. An dieser Grenze und damit auch in Novaesium blieb es über ein halbes Jahrhundert lang relativ friedlich. So ist die Zeit des Claudius in erster Linie durch den Ausbau des Straßennetzes gekennzeichnet, das die verschiedenen Militärlager des Rheinlandes miteinander verband. Diese ruhige Lage änderte sich erst mit den Ereignissen der Jahre 69/70 n. Chr., die das gesamte Imperium erschüttern sollten.

### Vierkaiserjahr und Bataveraufstand
Nach Jahrzehnten der relativen Ruhe war das Rheinland während der Vierkaiserjahres die neben dem italienischen Mutterland am stärksten in die Geschehnisse involvierte Region des Imperiums. Galba, der Nachfolger Neros, brachte durch einige unpopuläre Personalentscheidungen das Niedergermanische Heer gegen sich auf, das seinerseits im Januar 69 n. Chr. Vitellius zum Kaiser ausrief. Um seinen Thronanspruch in Rom durchsetzen zu können, marschierte Vitellius mit großen Teilen des Heeres in zwei Säulen nach Italien. Darunter befanden sich auch Legionäre aus Novaesium. Insgesamt wurden aus den westlichen Provinzen und Heeresbezirken etwa 70.000 Mann abgezogen, die Grenzsicherungen damit empfindlich entblößt.
Nach den anfänglichen Erfolgen des Vitellius, der sich gegen Galba und dessen unmittelbaren Nachfolger Otho durchgesetzt hatte, wurden acht Bataverkohorten (rund 4000 Mann) an die germanische Grenze zurückbeordert. Sie bezogen im Sommer 69 bei Mogontiacum Quartier. Etwa gleichzeitig wurde im Osten des Reiches, in den Provinzen Aegyptus, Syria und Iudaea sowie von den Donaulegionen Titus Flavius Vespasianus als Kaiser gegen Vitellius ausgerufen; seine Truppen setzten sich gen Rom in Marsch.
Als daraufhin Vitellius in den Stammesgebieten der Bataver und der Cananefaten von diesen als willkürlich empfundene Aushebungen durchführte, um seine Verbände für die bevorstehenden Auseinandersetzungen mit Vespasian zu verstärken, erhoben sich die Bataver und Cananefaten gemeinsam mit den Friesen unter der Führung des batavischen Adeligen und Kommandanten einer Bataverkohorte Iulius Civilis. Dabei erweckte Civilis zunächst geschickt den Anschein, auf Seiten Vespasians gegen Vitellius in den Bürgerkrieg einzugreifen.
Der Aufstand gewann an Dynamik, als Ende des Sommers/Anfang Herbst 69 n. Chr. die acht in Mogontiacum stationierten Bataverkohorten nach Norden marschierten und sich mit den Truppen des Civilis vereinigten. Ein Entsatzheer für das inzwischen von den Aufständischen eingeschlossene Vetera aus Soldaten der Legio XXII Primigenia unter dem Kommando des Gaius Dillius Vocula wurde von Süden her in Marsch gesetzt und vereinigte sich in Novaesium mit der Legio XVI Gallica. Es wagte aber nicht, weiter in den Raum um Vetera vorzudringen, sondern schlug bei Gelduba ein Lager auf. Währenddessen vergrößerte sich die Armee des Civilis durch Zulauf aus nahezu allen Regionen Germaniens unaufhörlich und begann, die Gebiete der Moriner, Menapier, Ubier und Treverer, also das gesamte Rheinland bis hinunter zur Mosel und bis hinüber zur Nordseeküste zu verwüsten.
Etwa zu diesem Zeitpunkt fiel in Norditalien in der Zweiten Schlacht von Bedriacum die Entscheidung zwischen Vitellius und Vespasian zugunsten des Flaviers. Die Nachricht hiervon, sowie die Aufforderung Vespasians an Civilis, die Kampftätigkeiten zu beenden, dürfte am Niederrhein Anfang November des Jahres eingetroffen sein. Sie wurde jedoch von dem Bataver ignoriert, der stattdessen einen Teil seiner Truppen gegen Vocula sandte. Vocula besiegte die gegen ihn aufgebotenen Truppen und marschierte auf Vetera zu, welches er vorübergehend entsetzen konnte, bis Ende Dezember 69 Civilis das Lager erneut einschloss. Vocula zog sich daraufhin nach Novaesium zurück und wurde von Civilis verfolgt, der Gelduba einnahm und dessen Reiterei bis nach Novaesium vorstieß. In den folgenden Monaten verlagerten sich die Hauptereignisse des Krieges tiefer in den Süden des Rheinlandes, wo sich nun auch einige gallische Stämme, darunter die Treverer gemeinsam mit den vitellianischen Legionen gegen Vespasians Herrschaft erhoben.

### Von den Flaviern bis zum Ende der Garnison Novaesium
Vespasian setzte ein Expeditionskorps aus neun Legionen nach Germanien in Marsch. Die Pläne zur Rückeroberung der rheinischen Gebiete waren von Gaius Licinius Mucianus ausgearbeitet worden und wurden von Appius Annius Gallus am Oberrhein und von Quintus Petillius Cerialis am Niederrhein erfolgreich exekutiert. Nach einer letzten Schlacht im Herbst des Jahres 70 endeten die Kämpfe schließlich mit einem Verhandlungsfrieden. Aufgrund des Verhaltens der meisten rheinischen Verbände während der Auseinandersetzungen wurden die rheinischen Heeresbezirke völlig neu organisiert. Novaesium war von diesen Umstrukturierungsmaßnahmen insofern betroffen, als die Legio XVI Gallica von der Legio VI Victrix ersetzt wurde, die das im Laufe des Krieges zerstörte Lager in Steinbauweise neu errichtete. Bis auf zwei Ereignisse blieb es in der flavischen Zeit im Rheinland relativ ruhig. Um 77/78 führte Gaius Rutilius Gallicus unter Beteiligung der Legio VI einen Feldzug gegen die Brukterer, in dessen Verlauf die Seherin Veleda gefangen genommen wurde. Während des Saturninusaufstandes gegen Domitian im Jahre 89 blieb die Legion auf Seiten des Kaisers und war möglicherweise an der Niederwerfung des Aufstands durch den niedergermanischen Legaten Aulus Bucius Lappius Maximus beteiligt. In die letzten Jahre des Domitian fiel die Errichtung des Kleinkastells auf dem Reckberg.

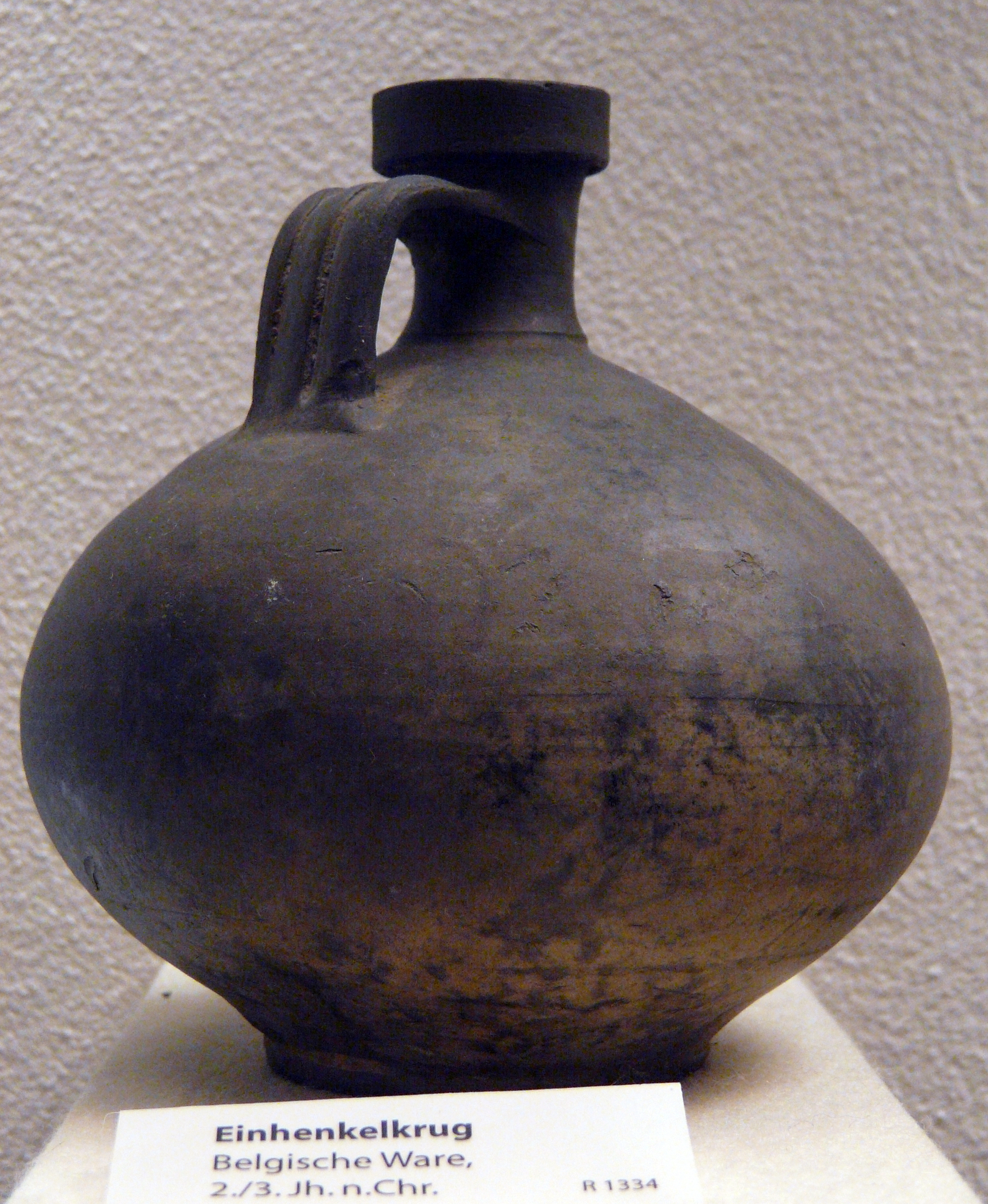
Glattwandiger Einhenkelkrug vom Typ Hofheim 50, 2.–3. Jahrhundert (Clemens-Sels-Museum, Neuss)

Während der Ära der Adoptivkaiser blieb es friedlich an der Rheingrenze und für die Provinz Germania inferior begann die Zeit einer wirtschaftlichen Blüte. Übernahm Trajan anfangs die Dislozierung am niedergermanischen Heeres wohl noch so, wie sie seit den Flaviern bestanden hatte, so reduzierte er schon bald die Anzahl der Legionen am Niederrhein von vier auf zunächst drei (Bonna, Vetera und Noviomagus) und spätestens ab etwa 104 auf nur noch zwei (Bonna und Vetera). In diesem Zusammenhang wurde Novaesium spätestens um 103/104 als Legionslager aufgelassen und nur noch von einer Auxiliareinheit belegt. Von den Markomannenkriegen, die Obergermanien und Raetien schwer in Mitleidenschaft zogen, blieb die Germania Inferior völlig verschont, mit einem kleineren Germaneneinfall wurde der spätere Kaiser Clodius Albinus mühelos fertig. Die wohlwollende Politik der Severer ihren Truppen gegenüber sorgte für steigenden Wohlstand der Legionäre und Auxiliare in den Grenzprovinzen. Von dem ersten Auftauchen der Alamannen wurde die Germania Inferior im Gegensatz zu Obergermanien zwar noch nicht direkt in Mitleidenschaft gezogen, hatte aber Truppenkontingente für Caracallas Gegenoffensive des Jahres 213 zu stellen. Mit den Numeri kam erstmals eine neue Truppengattung zum Einsatz. Germanische Übergriffe auch auf niederrheinisches Gebiet gab es möglicherweise bereits unter Caracallas unmittelbaren Nachfolgern Elagabal und Severus Alexander, jedoch war das Rheinland bei weitem nicht so betroffen, wie die Germania superior durch den ersten großen Alamanneneinfall im Jahre 233.
Als Valerianus für seine Feldzüge gegen das Sassanidenreich Truppen von Rhein und Donau abgezogen und so die Verteidigung der dortigen Limites entblößt hatte, blieb dies den Germanen natürlich nicht lange verborgen. 254 überschritten in Raetia, 259 in Obergermanien erneut die Alamannen und ab 256/257 im Norden erstmals die Franken die Reichsgrenzen. Der Sohn und Mitregent des Valerianus sowie spätere Kaiser Gallienus eilte an den Rhein und führte Verstärkungstruppen aus Britannien heran. Gallienus reformierte das Heer und stellte die Weichen für die später erfolgende Differenzierung in Grenztruppen (Limitanei) und Bewegungsheer (Comitatenses), da man aus den Germaneneinfällen die Lehre gezogen hatte, dass den eingebrochenen Germanen kaum mehr Widerstand entgegengebracht wurde, wenn die Limeslinie selbst erst einmal durchbrochen war. Aus einer Revolte des Jahres 259 entstand das Gallische Sonderreich des Marcus Cassianius Latinius Postumus, durch das vorübergehend die iberischen, gallischen und britannischen Provinzen aus dem Imperium herausgelöst wurden. Das Imperium Galliarum hatte einen Bestand von 14 Jahren und war von Beginn seiner Existenz an in schwere Abwehrkämpfe an der germanischen Grenze verwickelt. Es gelang jedoch, die Grenzen zu halten. Im Jahr 273 ging das Sonderreich auf friedlichem Wege wieder im Römischen Reich auf. Nur kurze Zeit später kam es zu neuerlichen germanischen Angriffen auf das Reich und im Jahre 276 zu einem fränkischen Angriff auf eine ganze Reihe von Orten. Spätestens dabei (wenn nicht schon 256/257) scheint das letzte Militärlager von Novaesium zerstört worden zu sein.

## Forschungsgeschichte

Neuss zur Zeit der Ausgrabungen 1887–1900

Constantin Koenen und sein Grabungsteam 1891

Bereits aus dem 16. und 17. Jahrhundert sind vereinzelte römische Funde aus Neuss überliefert. Größeres Interesse für die römischen Relikte und eine systematische Forschung entwickelten sich aber, nicht nur in Neuss, erst im Laufe des 19. Jahrhunderts. 1820 wurde in Bonn das „Königlich Preußische Museum Vaterländischer Althertümer in den rheinisch-westphälischen Provinzen“ gegründet, aus dem sich später das Rheinische Landesmuseum Bonn entwickeln sollte. 1839 bildete sich der Neusser Altertumsverein, der die ersten Ausgrabungen initiierte und aus dessen Sammlungen sich 1845 das erste Neusser Museum entwickelte. 1841 entstand in Bonn der „Verein von Alterthumsfreunden im Rheinlande“, der seit 1842 die wegweisenden Bonner Jahrbücher herausgibt.
Zum „Vater“ der systematischen archäologischen Ausgrabungen sollte schließlich Constantin Koenen (1854–1929) werden, der sich zum Ziel gesetzt hatte, das bei Tacitus beschriebene Militärlager zu finden. 1886 wurde er im Rahmen einer Sondierungsgrabung erstmals fündig und von 1887 bis 1900 führte er die großflächige Freilegung des später nach ihm in der Literatur auch „Koenenlager“ genannten Legionskastells durch und publizierte die umfangreichen Ergebnisse bereits 1904 in den Bonner Jahrbüchern.
Nach dieser Pioniertat wurde es für ein Vierteljahrhundert ruhiger um Novaesium. Erst in den 1920er Jahren erfolgten weitere Untersuchungen, wieder durch Constantin Koenen. Schon damals glaubte er, begründete Hinweise für weitere, ältere militärische Ansiedlungen der Römer unmittelbar nordwestlich des von ihm entdeckten Lagers festzustellen, konnte sich aber mit dieser Hypothese in der Fachwelt bis zu seinem Tode nicht durchsetzen.
Nach einer Unterbrechung der Grabungstätigkeiten durch den Zweiten Weltkrieg wurden die archäologischen Forschungen 1955 unter der Leitung von Harald von Petrikovits und Gustav Müller (seit 1957) wieder aufgenommen. Sie dauerten nun ununterbrochen bis zum Jahr 1972 an. Im Verlauf dieser Ausgrabungen bestätigte sich Koenens Vermutung auf eindrucksvolle Weise. Insgesamt acht verschiedene Lager unterschiedlicher Zeitstellung konnten identifiziert werden, ferner die canabae legionis, die zivilen Siedlungen vor den Legionslagern, sowie zahlreiche Gräber. Die Ergebnisse wurden in bislang neun Monographien zu einzelnen Fundkomplexen in der Reihe „Limesforschungen“, der Römisch-Germanischen Kommission des Deutschen Archäologischen Instituts publiziert, eine Gesamtdarstellung steht allerdings bis heute aus.
Auch im weiteren Verlauf der 1970er Jahre sowie in den folgenden Jahrzehnten kamen die Ausgrabungstätigkeiten in Neuss nie gänzlich zum Stillstand. Sie dauern, oft durch infolge von Baumaßnahmen notwendig werdende Not- oder Rettungsgrabungen bis heute an. Durch die Ernennung des Niedergermanischen Limes zum UNESCO-Welterbe wurden die diesbezüglichen Anforderungen noch einmal verschärft.

## Militärlager

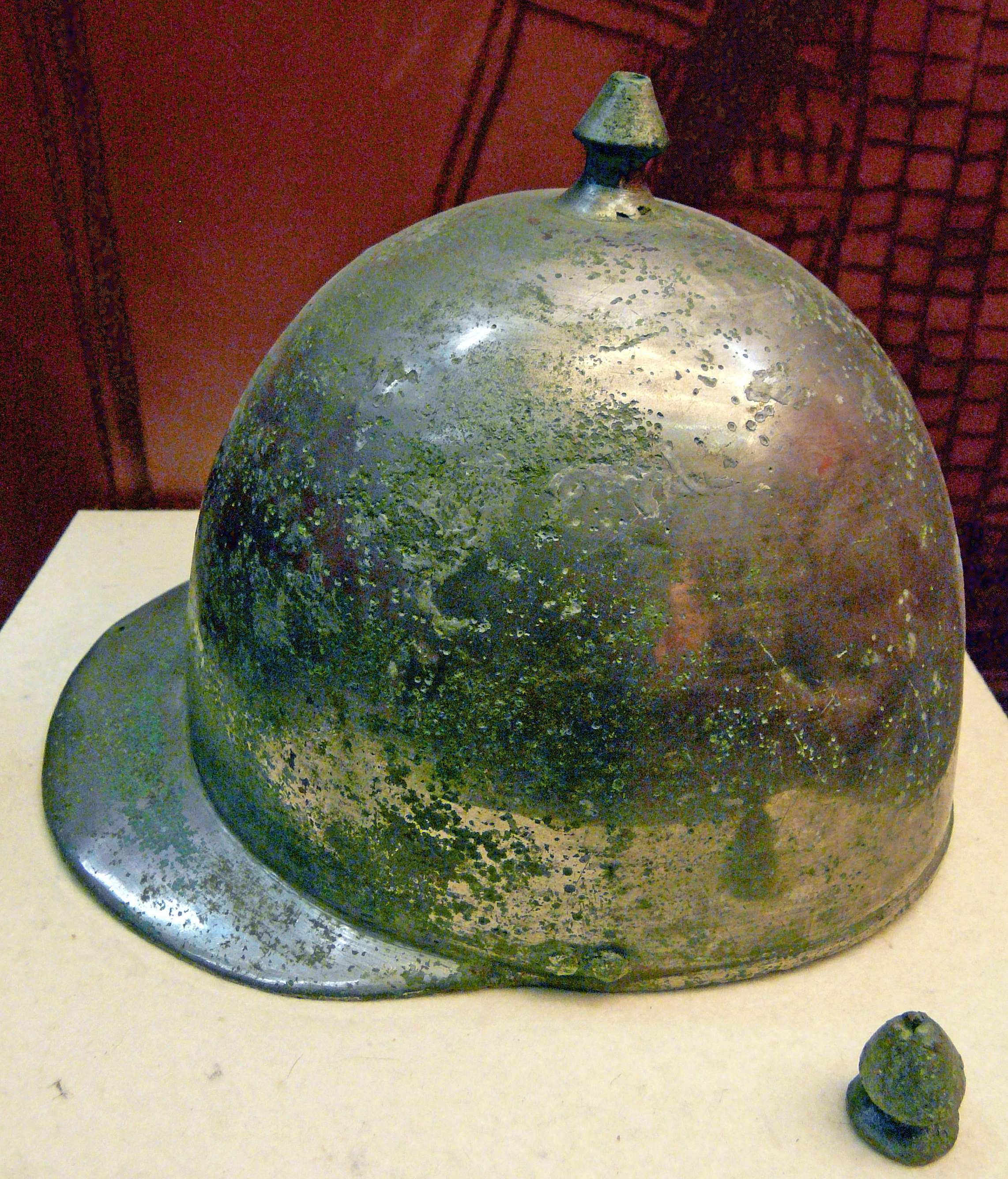
Infanteriehelm vom Typ Buggenum/Spät-Montefortino aus Novaesium, verzinnte Bronze, 1. Jahrhundert (Clemens-Sels-Museum, Neuss)

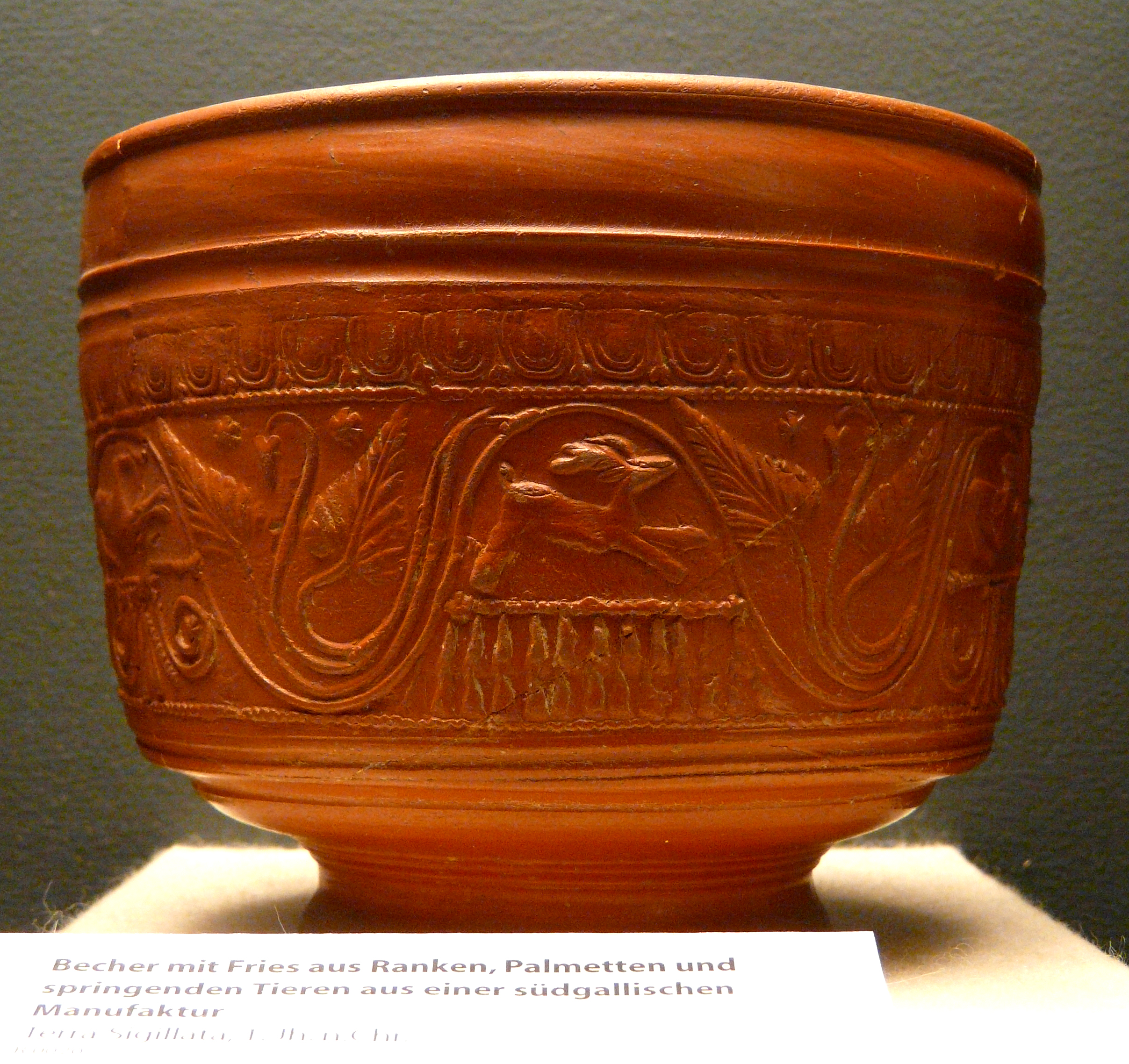
Südgallische Terra Sigillata Typ Drag. 30 (Clemens-Sels-Museum, Neuss)

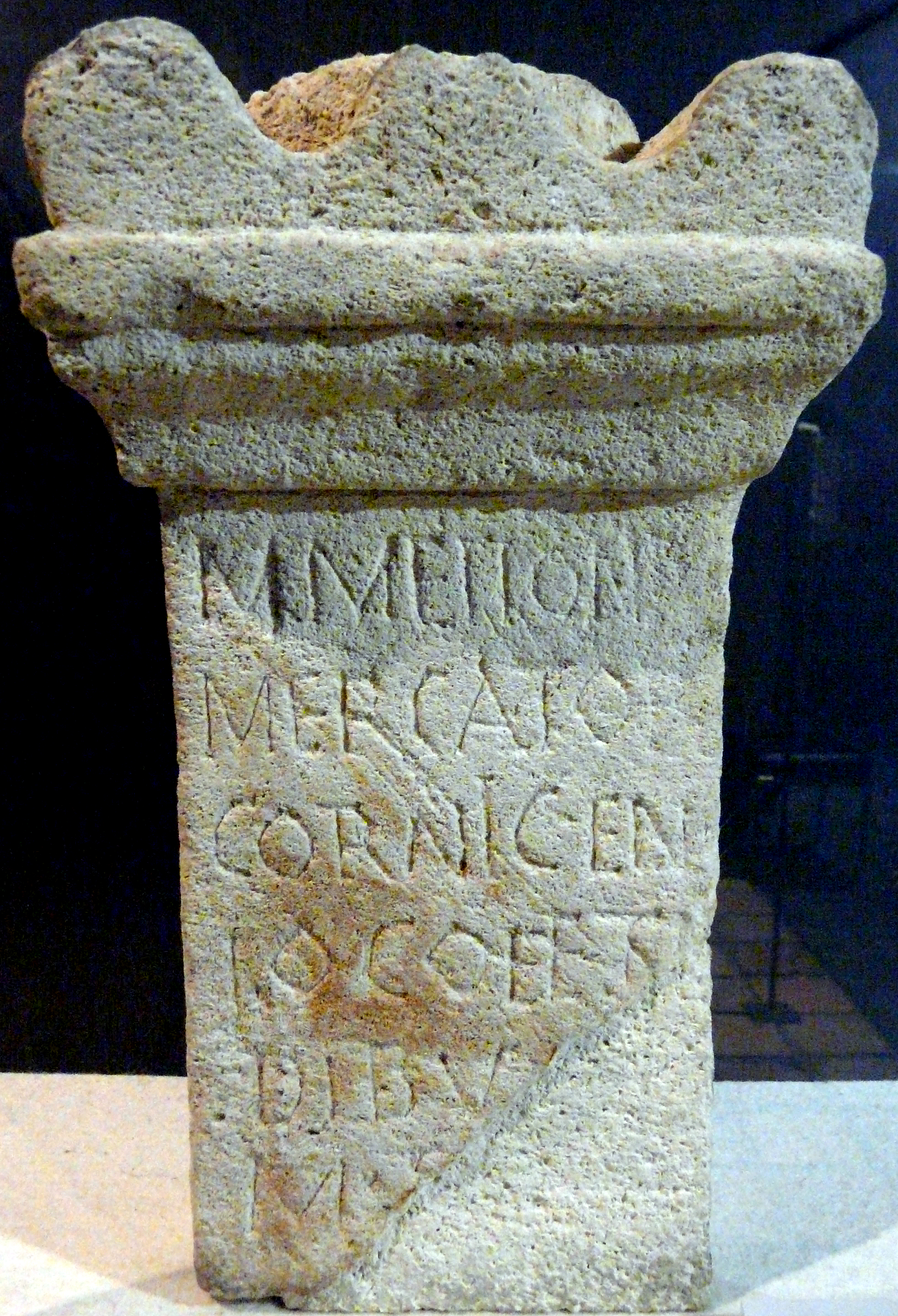
Weihestein des Cornicen Marcus Mellonius Mercator (Clemens-Sels-Museum, Neuss)

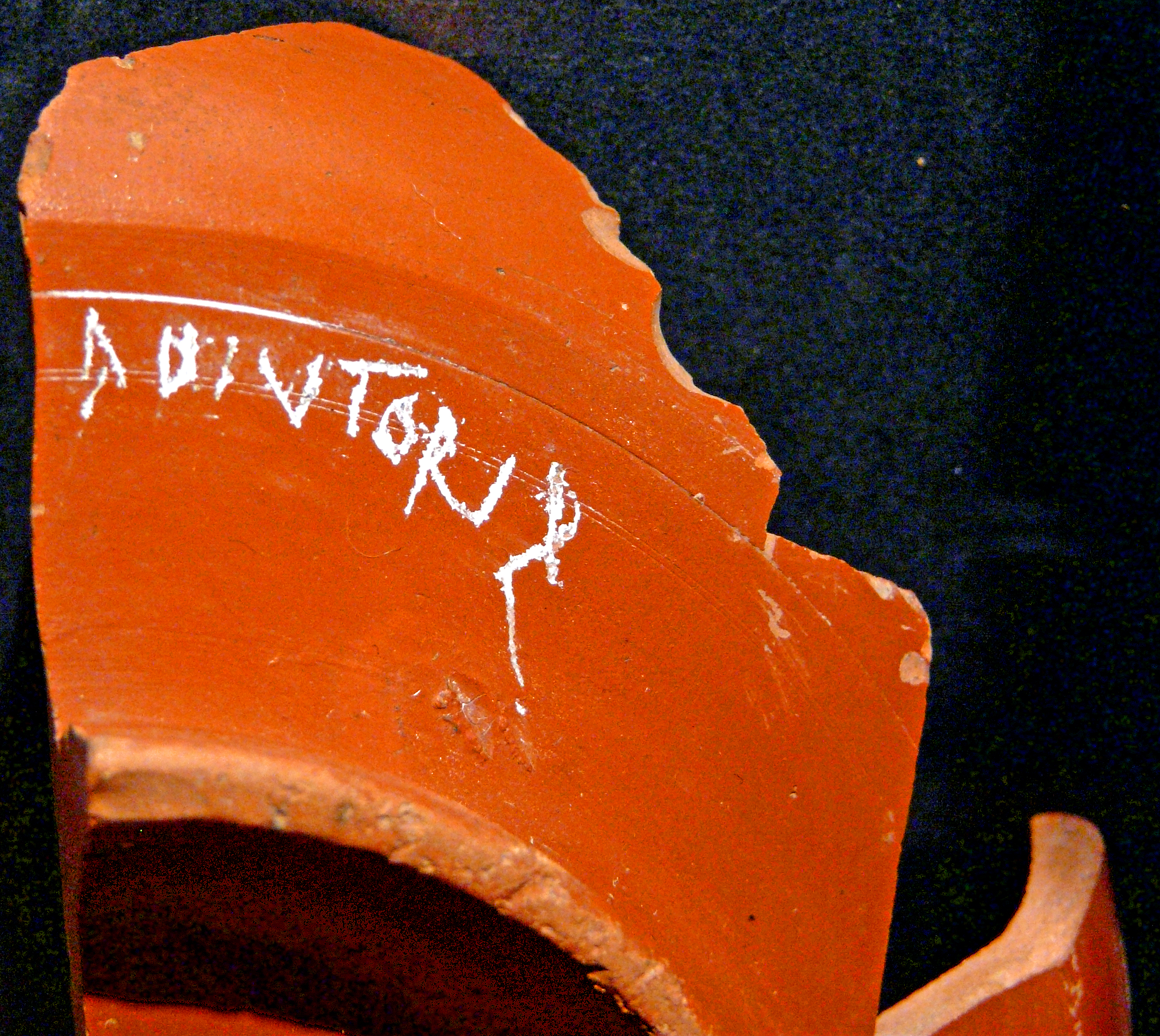
TS-Teller mit eingeritzter Besitzerangabe ADIV(I) TORVL(I), 1. Jahrhundert (Clemens-Sels-Museum, Neuss)

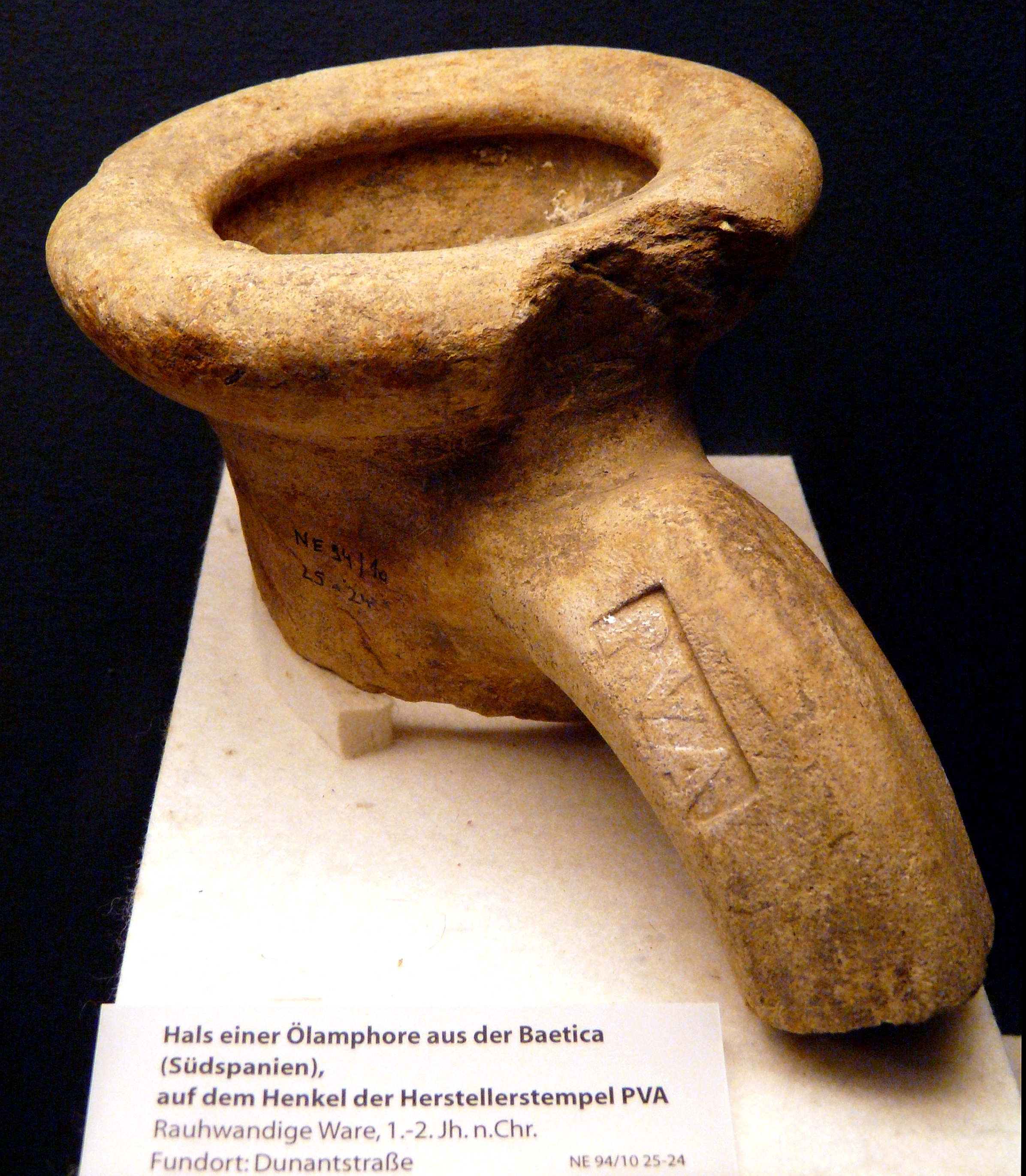
Amphorenhals mit Herstellerstempel „PVA“, rauhwandige Ware, 1.–2. Jahrhundert (Clemens-Sels-Museum, Neuss)

### Frühste Spuren
Erst 2011 wurde ein kleineres Lager mit Holzpalisaden entdeckt, das ein Jahr später auf die Jahre 30/29 v. Chr. datiert werden konnte.

### Augusteisch-tiberische Lager A–F
Die frühen Militärlager von Neuss befanden sich allesamt westlich des Meertals und unmittelbar südlich des heutigen Nordkanals, in dem Gebiet, in dem der Zubringer der heutigen Bundesautobahn 57 auf den Kanal zuläuft. Die insgesamt zwölf Bauphasen dieser sechs Lager weisen eine durchschnittliche Nutzungsdauer von fünf Jahren auf.

#### Lager A
Als ältester Garnisonsplatz in Novaesium gilt das so genannte Lager A, dessen Erbauung vermutlich zwischen 20 und 15 v. Chr. erfolgte und das damit als das älteste nachgewiesene römische Militärlager an der Rheingrenze anzusehen ist. Seine Prätorialfront war auf den römerzeitlichen Rheinverlauf ausgerichtet. Mit seiner geschätzten (die genaue Größe ist archäologisch nicht mehr feststellbar) Fläche von 13–14 Hektar ist es zu klein für ein Legionslager. Es wird vermutlich einer größeren, möglicherweise mit Spezialaufgaben betrauten Vexillatio als Standort gedient haben. Inschriftlich ist jedoch kein Name einer hier stationierten Einheit überliefert. Vor dem Südtor war der Grabenverlauf unterbrochen. Das Lager besaß entweder einen polygonalen oder einen trapezförmigen Grundriss, war von zwei, insgesamt 14 Meter breiten, 2,5–2,8 Meter tiefen Spitzgräben umgeben, zum Rhein hin ausgerichtet und vermutlich mit einem Erdwall oder einer Holz-Erde-Mauer bewehrt. Es besaß einen relativ provisorischen Charakter – die Unterbringung der Mannschaften erfolgte in Zelten – und wurde vermutlich bereits um das Jahr 10 v. Chr. wieder aufgelassen.

#### Doppellegionslager B
An derselben Stelle wie das Lager A, dieses aufgrund seines deutlich größeren Umfanges einschließend, entstand in Zeit der Germanenoffensiven des Drusus und des Tiberius (12–9 v. Chr.) ein großes, polygonal angelegtes Lager, das mit seinen gemessenen Maximalachsen von 660 × 800 Metern wohl eine Fläche von rund 45 Hektar bedeckte. Damit dürfte es insgesamt zwei Legionen nebst ihren Hilfstruppen Platz geboten haben. Wie das Lager A besaß auch das Legionslager B einen eher provisorischen Charakter. Es war von einem 14 m breiten Doppelgraben umgeben. Anfänglich setzte sich dieses Grabensystem aus einem äußeren, 3,20 Meter tiefen Sohlgraben und einem inneren, bis zu 1,80 Meter tiefen Spitzgraben zusammen. Später trat ein weiterer Spitzgraben an die Stelle des Sohlgrabens. Die Umwehrung bestand aus einer Holz-Erde-Mauer oder einem Erdwall, die Unterbringung der Soldaten erfolgte in Zelten. Spätestens im Jahre 14 n. Chr. wurde das Lager wieder aufgegeben. Als Besatzung werden die Legio XIX und entweder die Legio XVII oder die Legio XVIII vermutet.

#### Vier-Legionen-Lager C
Lager C, dessen Umfassung bislang archäologisch nur an wenigen Stellen untersucht werden konnte, wird auf eine Gesamtgröße von über 80 Hektar geschätzt. Es war von einem sechs Meter breiten Spitzgraben und einer Holz-Erde-Mauer umgeben. Von den Zentralbauten sind die Principia (Stabsgebäude) mit dem Lagerforum und das Praetorium (Kommandantenwohnhaus) bekannt. Der Baukomplex der Principia resp. des Forums umfasste mit seinen Seitenlängen von 75 × 80 Meter eine Fläche von 6000 m², alleine auf den mit Arkadengängen umgebenen, an drei Seiten geschlossenen Innenhof entfielen hiervon 2500 m² (44 × 57 m). Das Praetorium, das Wohngebäude des Kommandanten, bedeckte mit seinen Abmessungen von 108 × 122 Meter eine Fläche von über 13.000 m². Es war im Stil einer Peristylvilla, mit Innenhöfen und Säulenhallen ausgeführt und bestand aus vier verschiedenen Gebäudeteilen.
Das Lager C wird als das Sommerlager in finibus Ubiorum („im Gebiet der Ubier“) des Jahres 14 n. Chr. angesehen, von dem Tacitus in den Annalen berichtet. Demnach wären hier die Legio I Germanica (aus Köln), die Legio V Alaudae (aus Vetera/Xanten), die Legio XX Valeria Victrix (aus Köln) und die Legio XXI Rapax (aus Xanten) vorübergehend in Neuss zusammengezogen worden. Die Meuterei, in deren Verlauf die Legionen Germanicus zum Kaiser ausrufen wollten, hätte also auf Neusser Boden stattgefunden.

#### Auxiliarlager D
Das Lager D, dessen Maße nicht genau ermittelt werden konnten, sondern weitgehend geschätzt wurden, bedeckte mit seinen Seiten von vermutlich 180–200 Metern Länge und 140–180 Metern Breite eine Fläche von 2,5–3,5 Hektar. Es war von zwei Spitzgräben umgeben, deren Tiefe 1,4 bzw. 2,3 Meter und deren Gesamtbreite fast elf Meter betrug, und mit einer drei Meter mächtigen Holz-Erde-Mauer bewehrt. An den abgerundeten Ecken der Umwehrung befanden sich die eingezogenen Wangen von Torkonstruktionen. Die Größe des Lagers spricht für die Unterbringung eines Hilftruppenverbandes in der Stärke einer cohors quingenaria (Infanterieeinheit mit rund 500 Mann) oder cohors milliaria (Infanterieeinheit mit rund 1000 Mann) oder einer ala quingenaria (Kavallerieeinheit mit rund 500 Mann). Die Datierung ist nicht geklärt, das Militärlager lässt sich nur grob der Regierungszeit des Tiberius zuweisen.

#### Lager E
Das polygonale, mit mindestens sechs Ecken versehene Lager E besaß eine geschätzte Fläche von mehr als 40 Hektar. Es war von einem 5 Meter breiten Spitzgraben umgeben und mit einer einfachen Holz-Erde-Mauer bewehrt. Bestandteil des Lagers war ein 53 × 58 Meter großes Wirtschaftsgebäude mit 22 × 32 Meter großen Innenhof, das als horreum (Magazinbau, Getreidespeicher) oder fabrica (Werkstatt) gedeutet wird. Das Lager entstand in frühtiberischer Zeit, wurde vermutlich nur kurzzeitig genutzt und wohl im Jahre 17 n. Chr. – im Zusammenhang mit der Beendigung der Offensivpolitik gegen die Germanen – aufgegeben.

#### Legionslager F
Mit der Änderung der römischen Germanienpolitik wurden die in Niedergermanien stationierten Truppen neu disloziert. Das bisher apud aram Ubiorum (bei Köln) bestehende Doppellegionslager wurde aufgelöst. Während die zuvor dort stationierte Legio I Germanica nach Bonna verlegt wurde, bezog die Legio XX Valeria Victrix Quartier in Novaesium und errichtete dort das so genannte Lager F. Als zusätzliche Hilfstruppen sind die Cohors III Lusitanorum („3. Lusitanierkohorte“, eine Infanterieeinheit aus Spanien) und die Ala Parthorum Veterana („Ala parthischer Veteranen“, eine Kavallerieeinheit aus Persien) nachgewiesen. Das Lager erfuhr fünf bis sechs Umbauphasen, in denen die Lagerfläche zwischen 22 und 26 Hektar betrug. Es war von einem bis zu sechs Meter breiten Spitzgraben umgeben und mit einer zwischen 2,5 und 3 Meter breiten Holz-Erde-Mauer bewehrt, die in Abständen von etwa 80 m mit Wachtürmen versehen war. Das Lager bestand bis zur Verlegung der legio XX Valeria Victrix  nach Britannien im Jahre 43 n. Chr.

### Legionslager G („Koenen-Lager“)
Vermutlich aufgrund fortschreitender Erosion der Niederterrasse und einer damit einhergehenden allmählichen Verlagerung des Rheinbogens wurde das Legionslager G von der Legio XVI Gallica nicht an der Stelle des älteren Lagers F, sondern östlich davon im Erftmündungsgebiet errichtet.

#### Lager G1
Eine erste Bauphase (Lager G1) bestand aus einer im Jahre 43 n. Chr. errichteten Holz-Erde-Konstruktion. Sie besaß einen streng rechteckigen Grundriss und anfänglich eine Größe von rund 420 × 570 Metern. Die Umwehrung war an den abgerundeten Ecken mit Türmen bewehrt, darüber hinaus werden 60 bis 120(!) Zwischentürme von jeweils vier Meter Breite angenommen. Von den Toren konnte lediglich die Porta Praetoria, das Haupttor, archäologisch erfasst werden. Sie gehörte zum Typus der L- bzw. hakenförmigen Toranlagen und besaß eine Gesamtbreite von 26 Metern bei einer lichten Weite des Torweges von 8,8 Meter. Die beiden flankierenden Tortürme hatten jeweils eine Breite von 8,6 Meter und eine Tiefe von 4,2 Meter. Sie waren über einen 4,2 Meter breiten Wehrgang verbunden, der um einen ins Innere gezogenen Torhof führte. Vor der Umwehrung verlief im Anschluss an eine 3,8 m breite Berme ein etwa fünf Meter breiter und annähernd zwei Meter tiefer Spitzgraben. Von den Innengebäuden, die zum überwiegenden Teil als Pfostenbauten mit eingezapften Schwellbalken ausgeführt waren, wurde insbesondere ein Magazingebäude vom Korridortyp besser bekannt, das eine Fläche von mehr als 1100 m² bedeckte. Es bestand aus dem eigentlichen Magazinteil, der vier durch Korridore voneinander getrennte Reihen kleinerer (1,5/2,0 × 1,8/2,8 Meter) Kammern (insgesamt 79 Stück) enthielt und aus einem vom Magazinbereich mittels eines Durchgangs getrennten Verwaltungskomplex.

#### Lager G2

Grundriss (Legionslager G2) vor dem Bataveraufstand

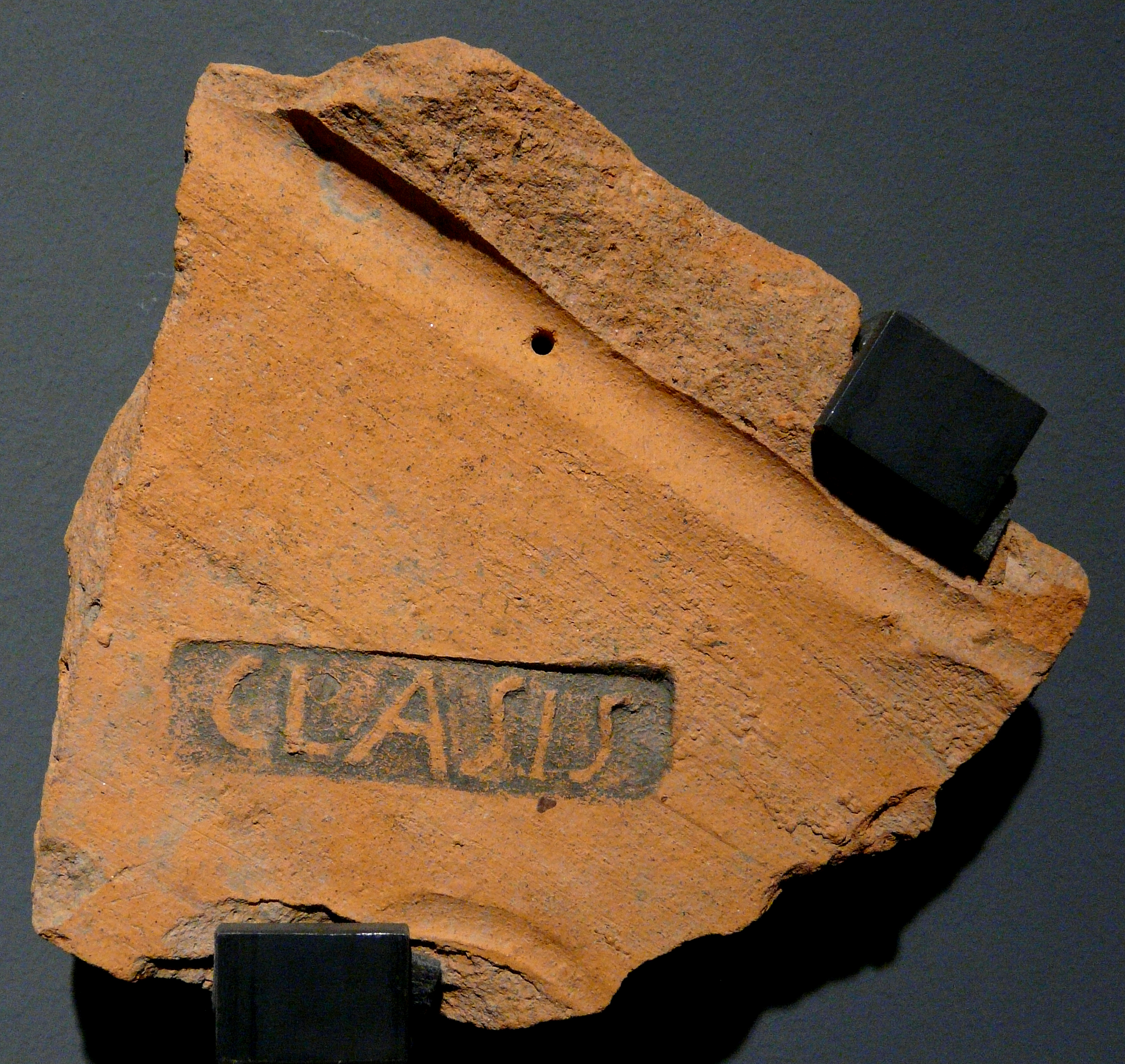
Ziegel mit Stempel „CLAS(S)IS“ der Classis Germanica aus dem Lager G3 (Clemens-Sels-Museum, Neuss)

Grundriss (Legionslager G3) nach dem Bataveraufstand

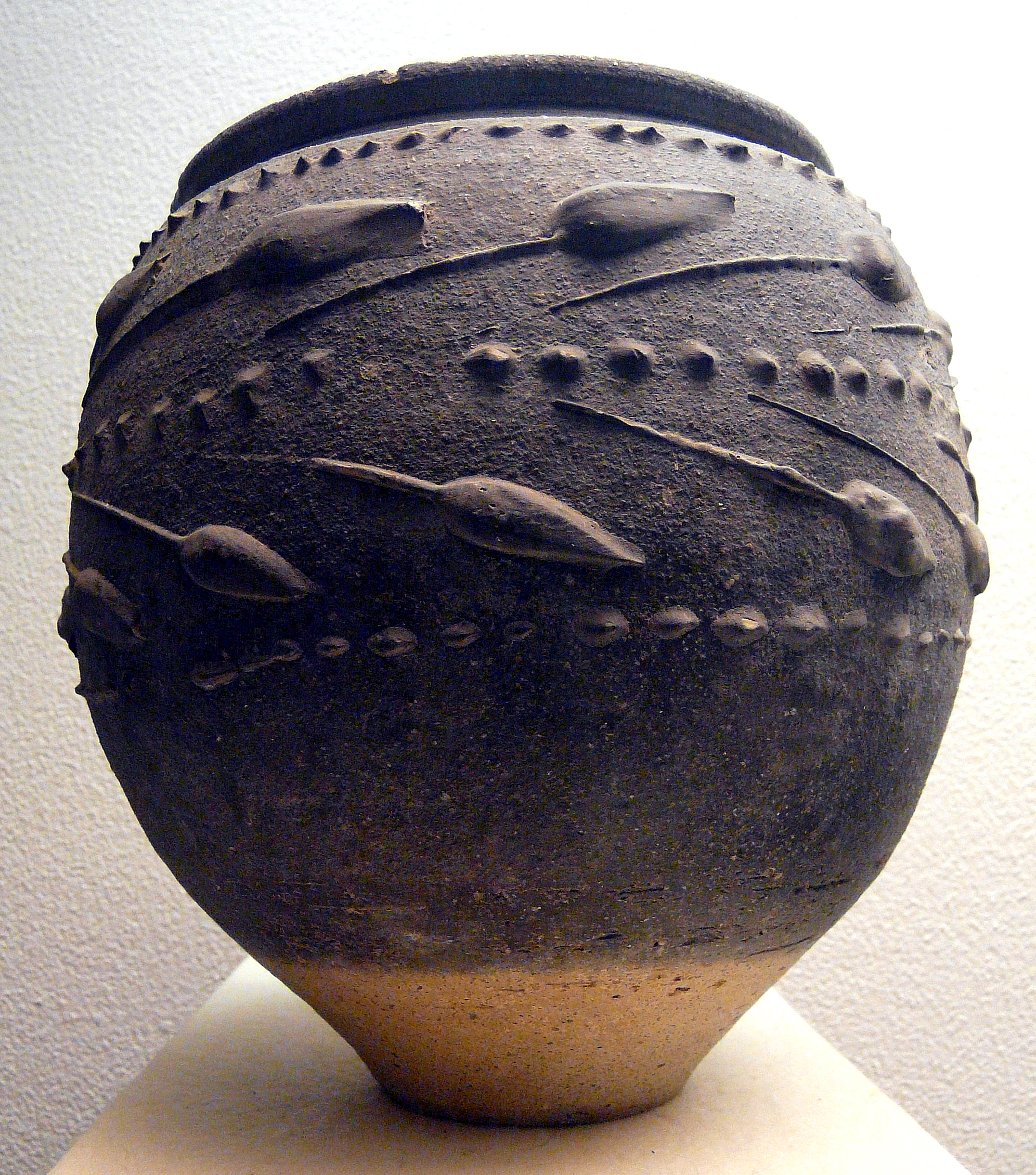
Rauhwandige Ware, 1. Jahrhundert (Clemens-Sels-Museum, Neuss)

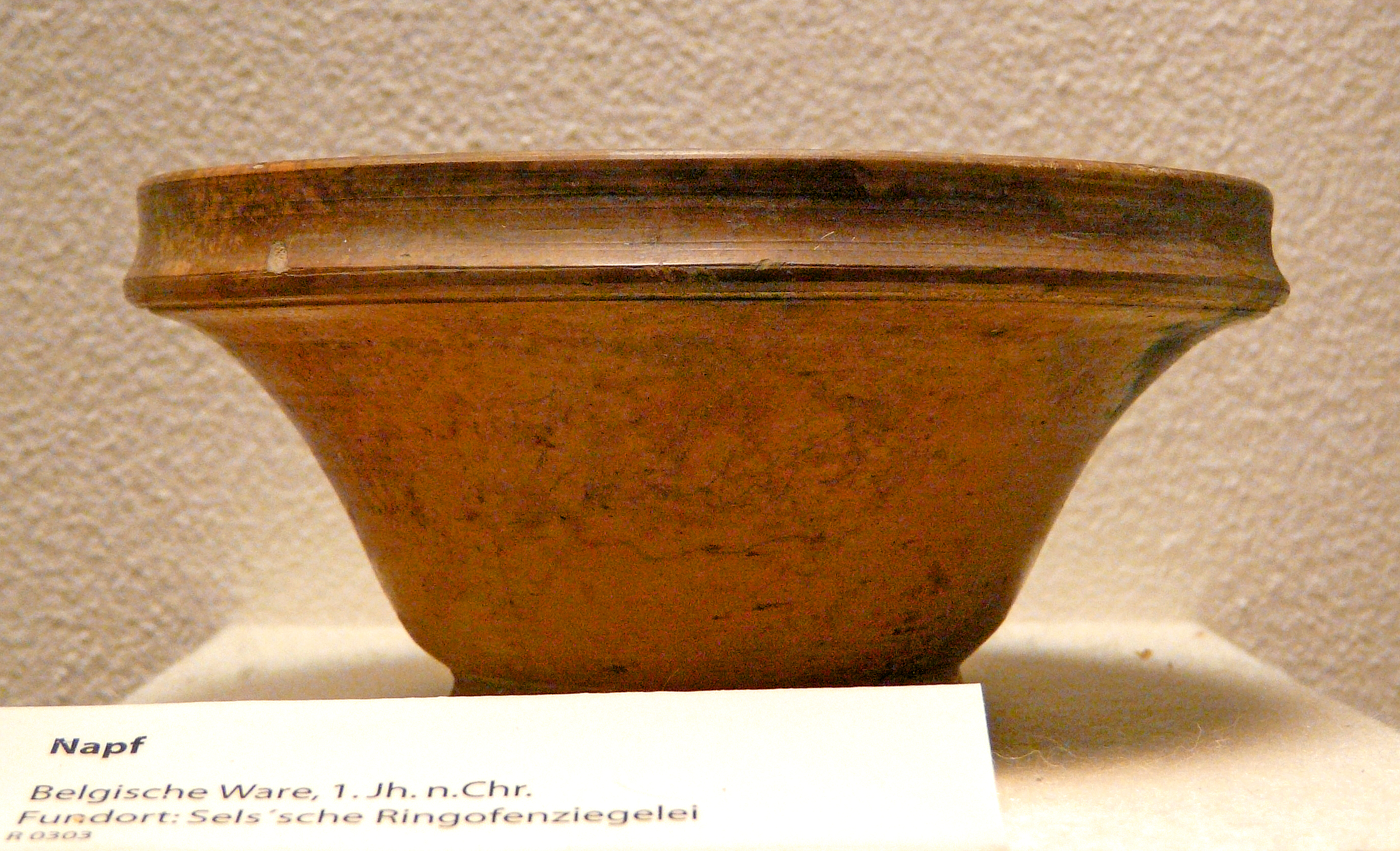
Napf, Belgische Ware, 1. Jahrhundert (Clemens-Sels-Museum, Neuss)

Das Lager G1 wurde um die Mitte des ersten nachchristlichen Jahrhunderts durch ein weiteres Holz-Erde-Lager (Lager G2) ersetzt. Der Umbau scheint eher sukzessive, in zum Teil kleineren Schritten, die eher den Charakter von Reparaturmaßnahmen hatten, stattgefunden zu haben, denn in einem einzigen größeren und geplanten Umbau. Dabei blieb die ursprüngliche Lagerumwehrung bestehen, während der einfache Spitzgraben durch einen Doppelgraben ersetzt wurde, der ohne Berme unmittelbar an die Umwehrung ansetzte, was ein gewisses Risiko von Unterspülungen nicht ausschloss. Bei einer Gesamtbreite des neuen Doppelgrabensystems von acht Metern war der innere Graben 1,7 Meter und der äußere 2,3 Meter tief. Die Vermutung, dass die bisher hölzernen Toranlagen bereits in dieser Bauphase durch steinerne Tore ersetzt worden seien, ist nicht gänzlich gesichert, da die Fundamente zum Zeitpunkt ihrer Freilegung bereits völlig ausgebrochen waren. Die neue Anlage der Porta Praetoria war 26,5 Meter breit und erreichte eine Tiefe von annähernd 15 Metern. Ihre beiden Tortürme besaßen eine Breite von neun Metern und umschlossen einen eingezogenen Torhof von 7,5 × 7,0 Metern. Die wuchtige Ausführung des Bauwerkes und der Fund von Gesimseblöcken vor der Außenfassade lassen auf ein äußerst repräsentatives Erscheinungsbild des Lagers zur Rheinseite hin schließen. Die Toranlage der Porta Decumana (rückwärtiges Tor) war mit einem Größenverhältnis von knapp 25 Meter zu über zehn Metern geringfügig kleiner und weniger qualitätvoll ausgeführt. Während des Bataveraufstandes 69/70 n. Chr. wurde das Lager G2 zerstört.

#### Lager G3
Bereits 70 n. Chr. wurde das Kastell an gleicher Stelle von der legio VI victrix neu errichtet (Lager G3), diesmal in Steinbauweise. Die Wehrmauer ruhte auf 1,2–1,5 Meter breiten Fundamenten und war auf der Außenseite mit 60 × 35 Zentimeter × 30–60 Zentimeter großen Tuffquadern verkleidet. Ihre Höhe dürfte im Aufgehenden 4,0–4,5 Meter erreicht haben. Vor der Mauer verlief, im Anschluss an eine über zwei Meter breite Berme, ein mächtiger Wehrgraben in Form einer fossa Punica. Der Graben erreichte bei 12,0–13,0 Meter Breite eine Tiefe von 3,5 Meter unter antiker Geländeoberkante. Das beim Aushub des Grabens gewonnene Erdmaterial (geschätzte 45.000 m³) wurde zur Aufschüttung des hinter der Wehrmauer angelegten Erdwalls benutzt. Von den Toranlagen konnten nur noch geringe Spuren festgestellt werden, am deutlichsten noch von der Porta Praetoria. Deren Konstruktion besaß eine Gesamtbreite von 29,4 Meter und war von Türmen mit vermutlich oktogonalem Grundriss und einem Durchmesser von sechs Metern flankiert. Im Bereich des rund 15 Meter breiten und zwölf Meter tiefen Vorhofes zog die Mauer bogenförmig nach innen und gab dem Vorhof eine fast halbkreisförmige Gestalt. Der Tordurchgang in der Mitte des Bogens besaß eine lichte Weite von sieben Metern. Die Eck- und Zwischentürme besaßen keine einheitlichen Grundrisse, was möglicherweise auf nachträgliche Reparatur- und Umbaumaßnahmen zurückgeführt werden kann. Aus einem dieser Türme (oder aber aus dem Entwässerungssystem des Lagers) soll ein Ziegel der Classis Germanica geborgen worden sein. Die Umwehrung der Anlage G3 wurde in den 80er Jahren noch einmal vollständig erneuert. Zum Ende des Legionslagers G gibt es in der Literatur unterschiedliche Meinungen, sowohl die Mitte der 90er Jahre als auch die Jahre um 103/104 werden angenommen. Sicher scheint, dass noch vor der endgültigen Auflassung eine Reduzierung der Truppengröße von Legions- auf Auxilienstärke stattgefunden hat.

#### Infrastruktur und Logistik der Lager G1 bis G3
Zwei Hauptverkehrsachsen bildeten das Straßengerüst des Lagers. Die Via Praetoria führte in der Praetentura (vorderer Lagerteil) von der Porta Praetoria (Haupttor) zu den Principia (Stabsgebäuder) und fand dann in der Retentura (rückwärtiger Lagerteil) zwischen dem Praetorium (Kommandantenwohnhaus) und der Porta Decumana (rückwärtiges Tor) mit der Via Decumana ihre Fortsetzung. Diese Achse wurde vor den Principia von der Via Principalis gekreuzt, die das linke Seitentor (Porta Principalis Sinistra) mit dem rechten (Porta Principalis Dextra) verband. Eine weitere Hauptstraße war die Via Sagularis, die am Fuße des Umwehrungswalles das gesamte Lager umlief. Zwischen diesen Hauptachsen verliefen kleinere Lagergassen. Die Straßen waren mittels Schotter und Gesteinsbruch sowie Kies und verdichteten Sandschichten befestigt, die Stärke eines einzelnen Straßenkörpers konnte ohne weiteres bis zu 0,35 Meter betragen. Regenwasser wurde durch einfache Straßengräben in Holzkanäle geleitet und von diesen aus schließlich über einen steinernen Sammelkanal, der die nördlichen Lagerecke unterquerte, in Richtung Rhein entsorgt.
Das römische Heer war bemüht, einen Großteil der materiellen Bedürfnisse der Truppe durch Eigenversorgung zu befriedigen. Hierzu war unter anderem eine ausreichende Lagerhaltung notwendig, allein der Bedarf an Getreide für eine Legion belief sich pro Jahr auf rund 2000 Tonnen. In Neuss wurden – neben einem (bereits weiter oben beschriebenen) Speichergebäude vom Korridortypus aus der Bauphase G1 – fünf weitere Speicherbauten in der Nähe der Porta Praetoria freigelegt, zwei Pfeilerhorrea und drei Magazinbauten vom so genannten „Hoftyp“. Die Pfeilerhorrea waren 33 Meter lang und 14 Meter breit. Ihre schwebenden Böden ruhten auf Stein- und Ziegelpfeilern. Bis zum Niveau der Schwebeböden waren die aufgehenden Mauern mit Lüftungsschlitzen versehen. An den Außenwänden befanden sich Strebepfeiler, die den Druck der eingelagerten Masse kompensieren sollten. Die Bauten vom „Hoftyp“, bei denen die jeweils vier zur Güterlagerung bestimmten, zehn Meter breiten Gebäudeflügel einen Innenhof umschlossen, wiesen in ihrer Konstruktion ähnliche Sicherungs- und Stabilisierungsmerkmale auf.

#### Principia der Lager G1 bis G3
Das Zentrum aller Lager wurde von den Principia, dem Stabsgebäude des Kastells beherrscht. Die Principia des Koenenlagers maßen in der Periode G1 wohl 70 × 73 Meter und erreichten in ihrer letzten Ausbauphase eine Ausdehnung von 81 × 88 Meter, was einer Gesamtfläche von über 7100 m² entsprach. Man betrat das Gebäude durch eine 6 Meter breite und 12 Meter lange Eingangshalle und gelangte in einen von Arkadengängen gesäumten Innenhof von 46,5 Metern Breite und 48,0 Metern Länge (= 2232 m²). An den Längsseiten des Hofes befanden sich die Fluchten von insgesamt wohl 20 Räumen, die als Waffenkammern (Armamentaria) und Schreibstuben (Tabularia) dienten. Die Breite der einzelnen Räume schwankte – bei einer gleichbleibenden Tiefe von sieben Metern – zwischen drei und sieben Metern. An der Rückfront des Hofes schloss eine 9,6 Meter tiefe Raumflucht den Gebäudekomplex ab. Die Flucht enthielt insgesamt neun Räume, deren mittlerer, acht Meter breiter Raum das Fahnenheiligtum (Aedes) war. Die anderen Räume dürften als Scholae (Kollegien) und Verwaltungsräumlichkeiten gedient haben. Die Principia wurden, vermutlich noch in der Bauphase G2 erstmals umgebaut. Hierbei wurde der Innenhof im rückwärtigen Teil um 16 m verkürzt, um Platz für eine Querhalle zu gewinnen, die in Form einer dreischiffigen Basilika ausgeführt wurde, deren Mittelschiff eine Breite von zehn Metern hatte. Spätestens nach der Beendigung des Bataveraufstandes, mit Beginn der Phase G3 erfolgten weitere Umbaumaßnahmen. Dabei wurde an der Vorderfront ein Verwaltungstrakt mit insgesamt 14 Räumen angebaut und die beiden seitlichen Gebäudeflügel um sieben Meter verbreitert. Die Querhalle riss man vollständig ab und ersetzte sie durch einen Neubau.

#### Praetorium und Tribunenbauten der Lager G1 bis G3
In der Retentura (rückwärtiger Lagerteil), unmittelbar hinter den Principia, befand sich das Praetorium, das Wohn- und Präsentationsgebäude des Legionslegaten. Er war großzügig und luxuriös nach dem Vorbild einer palastähnlichen, italischen Peristylvilla gestaltet und nahm mit seinen Maßen von 80 × 84 Meter eine Fläche von 6720 m² ein. In der Südwestecke des Gebäudekomplexes befand sich vermutlich eine Thermenanlage, in den nordöstlichen Teil des Palastes wurden in einer späteren Bauphase Büroräumlichkeiten eingebaut.
Die Unterkünfte der sechs Militärtribunen lagen längs der Via Principalis, der Lagerhauptstraße, die das linke (Porta Principalis Sinistra) und das rechte (Porta Principalis Dextra) Seitentor des Lagers miteinander verband. Sie waren urbanen mediterranen Atriumhäusern nachempfunden und bedeckten mit ihren Maßen von 38 × 38 Meter eine Fläche von jeweils rund 1400 m². Ein solches Anwesen betrat man über ein drei Meter breites Vestibulum (Eingangshalle), das zu einem gut 100 m² großen Innenhof führte, der ein Impluvium beherbergte. Um den Hof gruppierten sich vier Gebäudeflügel mit den Wohn- und Wirtschaftsräumlichkeiten. Beheizbare Wohn- und Baderäume gehörten zum Standard dieser luxuriösen Bauten.

#### Mannschaftsunterkünfte der Lager G1 bis G3
Die durchschnittliche Kaserne einer Zenturie war ungefähr 75 Meter lang. Davon entfielen auf den Kopfbau 24 Meter bei elf bis zwölf Metern Breite und auf die eigentliche Mannschaftsbaracke 51 Meter bei Breite von sieben bis acht Metern. Letztere gliederte sich in elf bis zwölf Contubernien, die aus einem Vor- und einem Schlafraum bestanden. Jeweils acht Mann teilten sich ein solches Contubernium, so dass jedem Soldaten eine Gesamtfläche von lediglich gut vier Quadratmetern zum Wohnen und zum Schlafen (jeweils etwa zur Hälfte) zur Verfügung stand. Der Kopfbau hingegen stand mit seinen knapp 300 m² ausschließlich dem Centurio und seinem Personal zur Verfügung. Entsprechend waren die Grundrisse der Kopfbauten wie kleinere städtische Atriumhäuser gestaltet, bei denen die Wohn- und Wirtschaftsräume um einen kleinen Innenhof herum angeordnet waren. Jeweils zwei solche Kasernenbauten öffneten sich gegeneinander und bildeten so einen kleinen Kasernenhof. Unter den die Mannschaftstrakte überkragenden, pfostengestützten Vordächern waren möglicherweise die Tragtiere untergestellt.

### Auxiliarlager H
Das so genannte Auxiliarlager H befindet sich unmittelbar ostsüdöstlich der Legionslager, zwischen diesen und der Erftmündung. Es wurde um die Mitte des 2. Jahrhunderts n. Chr. durch eine Auxiliareinheit, höchstwahrscheinlich eine Ala errichtet. Der Name der Ala ist nicht gesichert, in der Literatur findet sich aber die Vermutung, dass es sich um die Ala Afrorum veterana, einen reinen Kavallerieverband von knapp 500 Mann Stärke gehandelt haben könnte.
Das Lager bedeckte mit seinen Seitenlängen von 178 × 165 Metern eine annähernd quadratische Fläche von knapp drei Hektar. Es war mit einer steinernen, durch Strebepfeiler verstärkten Steinmauer bewehrt und von einem insgesamt 21 Meter breiten, doppelten Spitzgrabensystem umgeben. Über die Innenbebauung ist infolge starker und großflächiger nachrömerzeitlicher Störungen kaum etwas bekannt.
Das Ende der Belegungsdauer des Kastells ist ebenfalls nicht gesichert. Es wurde entweder bereits bei den ersten Einfällen der Franken um 256/257 oder spätestens im Rahmen der fränkischen Angriffe um 275/276 zerstört. Einzelfunde aus dem Bereich des Lagers und seines Vicus lassen darüber hinaus jedoch auch noch eine römische Präsenz bis in die erste Hälfte des 4. Jahrhunderts möglich erscheinen.

### Kleinkastell, Wachturm, Siedlung und Gräberfeld auf dem Reckberg

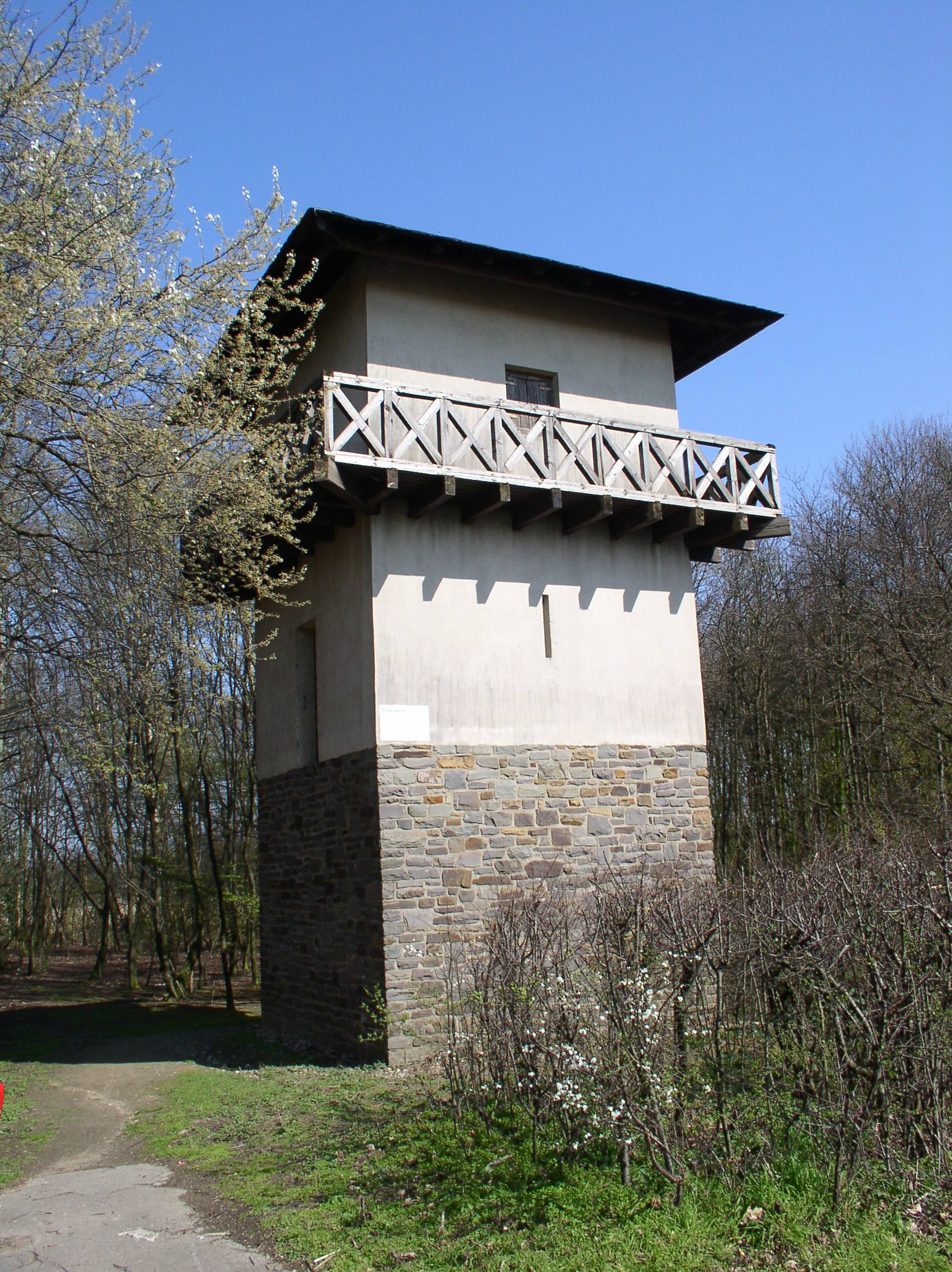
Wachturm am Reckberg (Neuss)

Etwa drei Kilometer östlich der Legions- und Auxiliarlager von Novaesium entfernt befanden sich zwei, vermutlich derselben Zeitstellung angehörende römische Baulichkeiten auf zwei „Erster“ und „Zweiter Reckberg“ genannten Sanddünen am Rande der Niederterrasse. Von diesen Dünen, die zwischen dem Fluss und der von Novaesium nach Durnomagus verlaufenden Limesstraße lagen, war ein weiter Blick über die Rheinniederung und zu den Nachbargarnisonen gewährleistet. In der heutigen Siedlungsgeographie befinden sich die beiden Bodendenkmale in einem kleinen Waldstück inmitten landwirtschaftlich genutzter Flächen zwischen den Neusser Stadtteilen Grimlinghausen und Uedesheim, unmittelbar nördlich der Straße „Am Reckberg“.
Das Kleinkastell lag am „Zweiten Reckberg“ und wies zwei Bauperioden auf. Das jüngere Steinkastell hatte mit seinen Seitenmaßen von 33,0 × 34,5 Meter einen annähernd quadratischen Grundriss. Die Wehrmauer besaß eine Stärke von 1,9 Metern. Ihre Ecken waren abgerundet, an ihren Innenseiten befanden sich die eingezogenen Wangen der 5,4 Meter tiefen Türme. Mit seinem einzigen Tor, einer einfachen Konstruktion mit ebenfalls eingezogenen Wangen und einer Durchlassbreite von drei Metern, war die Fortifikation nach SSW, zur Römerstraße hin ausgerichtet. Vor der Umwehrung verlief ein insgesamt 6,5 m breiter, doppelter Spitzgraben, der zum Zeitpunkt seiner Ausgrabung noch eine Tiefe von 4,25 Meter unter Geländeoberkante erreichte. Ein weiterer doppelter Spitzgraben von insgesamt sieben Meter Breite, der ein wenig außerhalb der Anlage entdeckt wurde, gehörte vermutlich zu einem in Holz-Erde-Bauweise errichteten, älteren Kastell. Das Kleinkastell am Reckberg wurde Anfang des zweiten Jahrhunderts / Ende des ersten Jahrhunderts errichtet und möglicherweise bis zur Mitte des dritten Jahrhunderts genutzt.
Etwa 200 Meter nordwestlich des Kleinkastells, am „Ersten Reckberg“ wurde ein quadratischer Mauerzug von rund 5 × 5 Metern Größe freigelegt, der zu den Fundamenten eines römischen Wachturms gehörte. Die Stärke der aus Sandstein erbauten Fundamente betrug einen Meter. Auf ihnen erhob sich der in Fachwerkbauweise errichtete Turm. Informationen über das Alter des Wachturms fehlen, vermutlich ist er zeitgleich mit dem Kleinkastell errichtet worden. 1991 erbaute man unweit der Stelle, an der der römische Wachturm ursprünglich gestanden hatte, eine Rekonstruktion des Turms.
Etwa einhundert Meter westlich des Kastells, südlich der Römerstraße (der heutigen Straße „Am Reckberg“) wurden die Trümmer einer gut fünfzig Meter durchmessenden Siedlung lokalisiert, deren Gräberfeld sich weitere fünfzig Meter entfernt, am östlichen Hang des „Ersten Reckbergs“ befand. Zur Datierung der Siedlung konnten lediglich das Fundmaterial des Gräberfeldes herangezogen werden, da Funde aus dem Siedlungsstreifen unmittelbar neben der stark frequentierten Limesstraße auch nach der Auflassung der Siedlung dorthin gelangt sein könnten. Das Gräberfeld wurde ausweislich des Fundmaterials vom Ende des ersten bis zur ersten Hälfte des dritten Jahrhunderts belegt.

### Spätantike Befestigungen

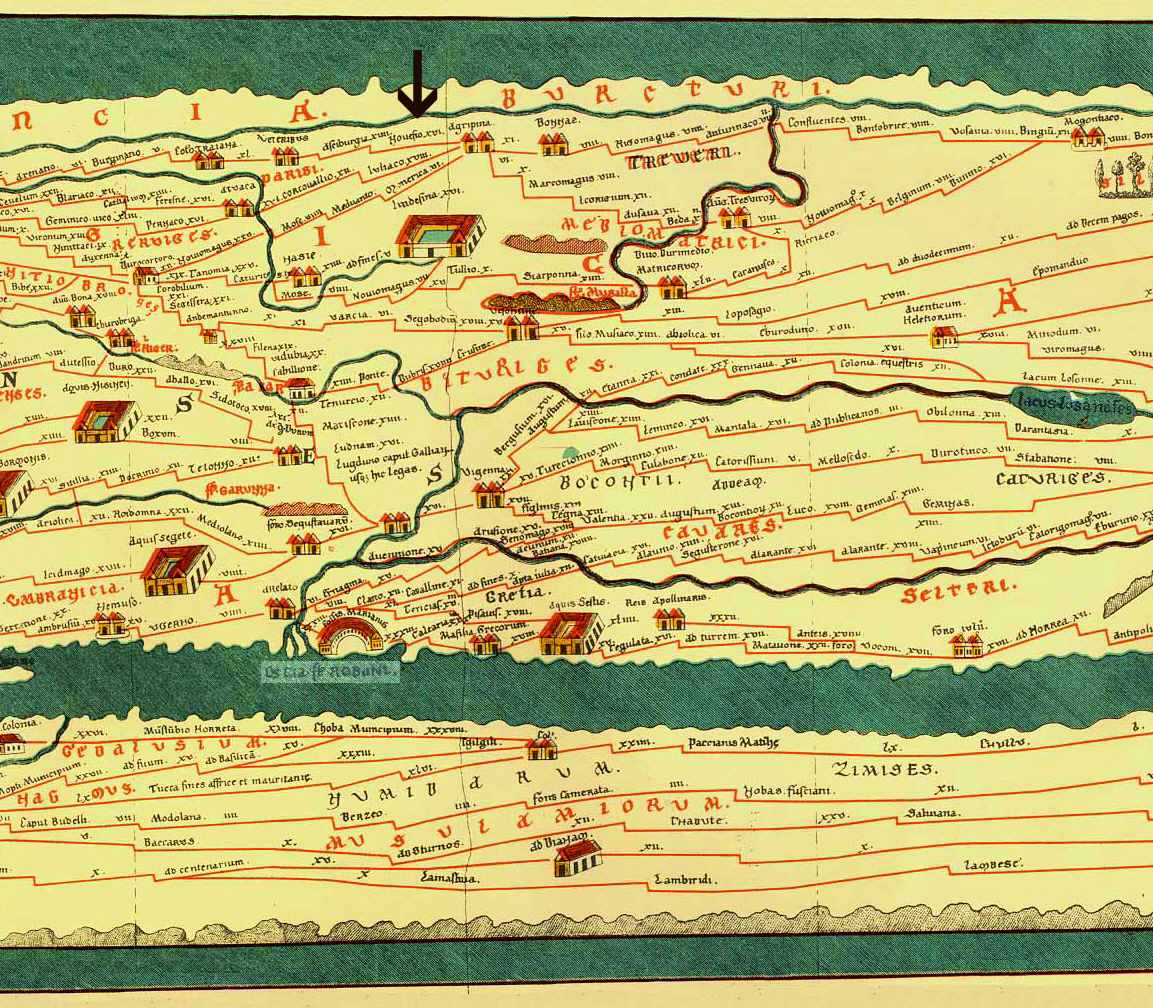
Novaesium auf der Tabula Peutingeriana (Pfeil am oberen Bildrand)

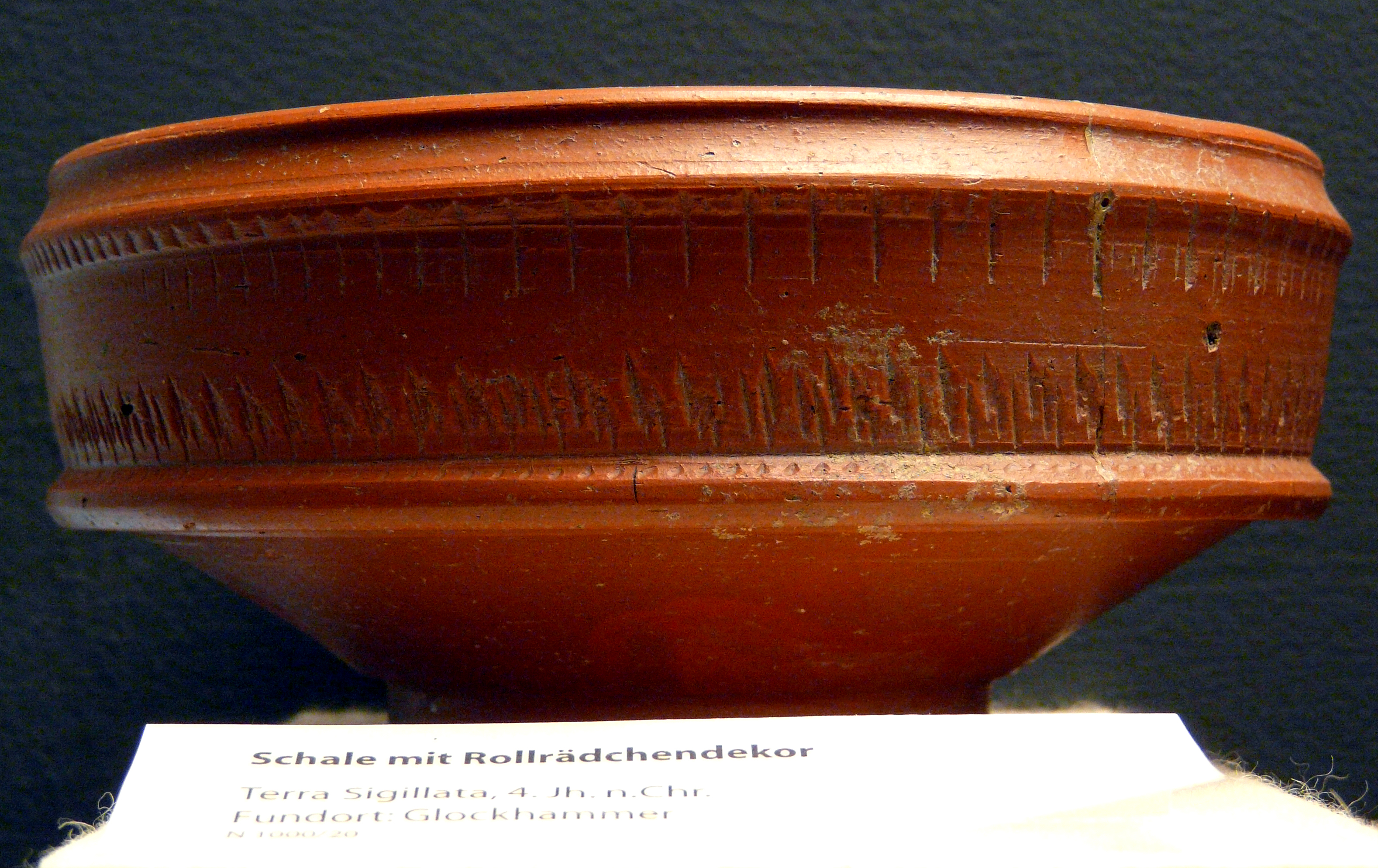
TS-Schale mit Rollrädchendekor, 4. Jahrhundert (Clemens-Sels-Museum, Neuss)

Die schriftlichen Überlieferungen zu Novaesium dünnen mit fortschreitender Zeit zunehmend aus. Für die Spätantike sind wir daher verstärkt auf archäologische Befunde angewiesen. In und unmittelbar um Neuss lassen sich für das vierte Jahrhundert die folgenden Stellen lokalisieren:

#### „Novaesium“ und „Nivisium castellum“
Das spätantike Neuss als militärischer Stützpunkt ist uns zwar in seiner Existenz durch schriftliche Quellen als „Novesium“ und als „Nivisium castellum“ überliefert, es konnte jedoch bislang nicht lokalisiert werden. Zwei mögliche Standorte werden kontrovers diskutiert: während die einen die Garnison im Bereich der Erftmündung vermuten, suchen andere sie im Bereich der Neusser Altstadt. Die letzte Hypothese wird gestützt durch die Funde zweier Brunnen, die mit Fundmaterial aus der Zeit zwischen dem ersten und der Mitte des vierten Jahrhunderts verfüllt waren, sowie eines Soldatengrabes aus den Jahren zwischen 350 und 360.

#### Fortifikation in der „Hummelbachaue“
In den Jahren 1993/1994 wurde in der „Hummelbachaue“, auf dem Gelände eines Golfplatzes rund zwei Kilometer südsüdwestlich der Erftmündung, ein bemerkenswertes spätrömisches Relikt mit eindeutig militärischem Charakter freigelegt. Es handelte sich dabei um ein vermutlich einen Hektar großes Lager, dessen Innenbebauung wohl aus mit Stein fundamentierten Fachwerkgebäuden bestand. Die Aufgabe der dort stationierten Truppe, wohl eine Einheit der Comitatenses, des römischen Feld- bzw. Bewegungsheeres dieser Zeit (im Gegensatz zu den Limitanei, denen der Grenzdienst oblag), bestand vermutlich in der Sicherung einer wichtigen, vom Rhein ins Limeshinterland führenden Straße. Ausweislich der Funde wurde das Kastell im späten vierten Jahrhundert, wohl als Reaktion auf einen Frankeneinfall in den Jahren 387/388, errichtet und bis ins sechste [!] Jahrhundert genutzt. Damit bildet es eines der seltenen Beispiele einer Nutzungskontinuität von der römischen bis in die fränkische Zeit.

#### Burgus bei „Gut Gnadental“
Ende der 1990er Jahre schließlich wurde beim „Gut Gnadental“, gut anderthalb Kilometer Luftlinie südwestlich der Erftmündung, ein Burgus aus dem frühen vierten Jahrhundert entdeckt. Die Fortifikation, von der die Fundamente zweier Mauerzüge und eines runden Turms freigelegt werden konnten, wurde vermutlich im Zusammenhang mit der konstantinischen Wiederherstellung der Grenzsicherungssysteme der Provinz Germania secunda erbaut. Die Aufgabe der Garnison bestand wohl in der Überwachung einer nach Massilia führenden römischen Fernstraße.

## Truppen

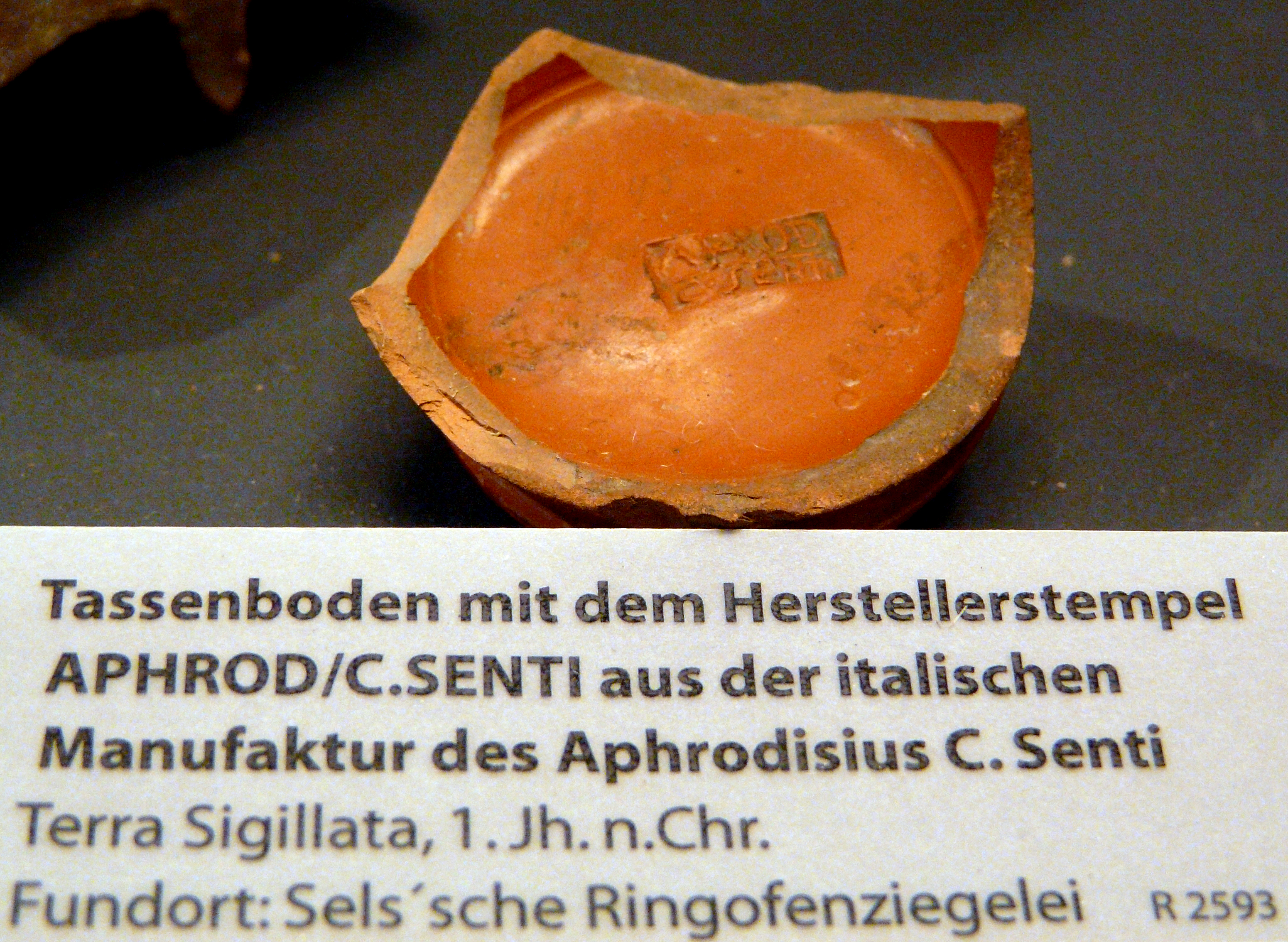
Italischer TS-Tassenboden mit Stempel „APHROD C.SENTI“, 1. Jh. (Clemens-Sels-Museum, Neuss)

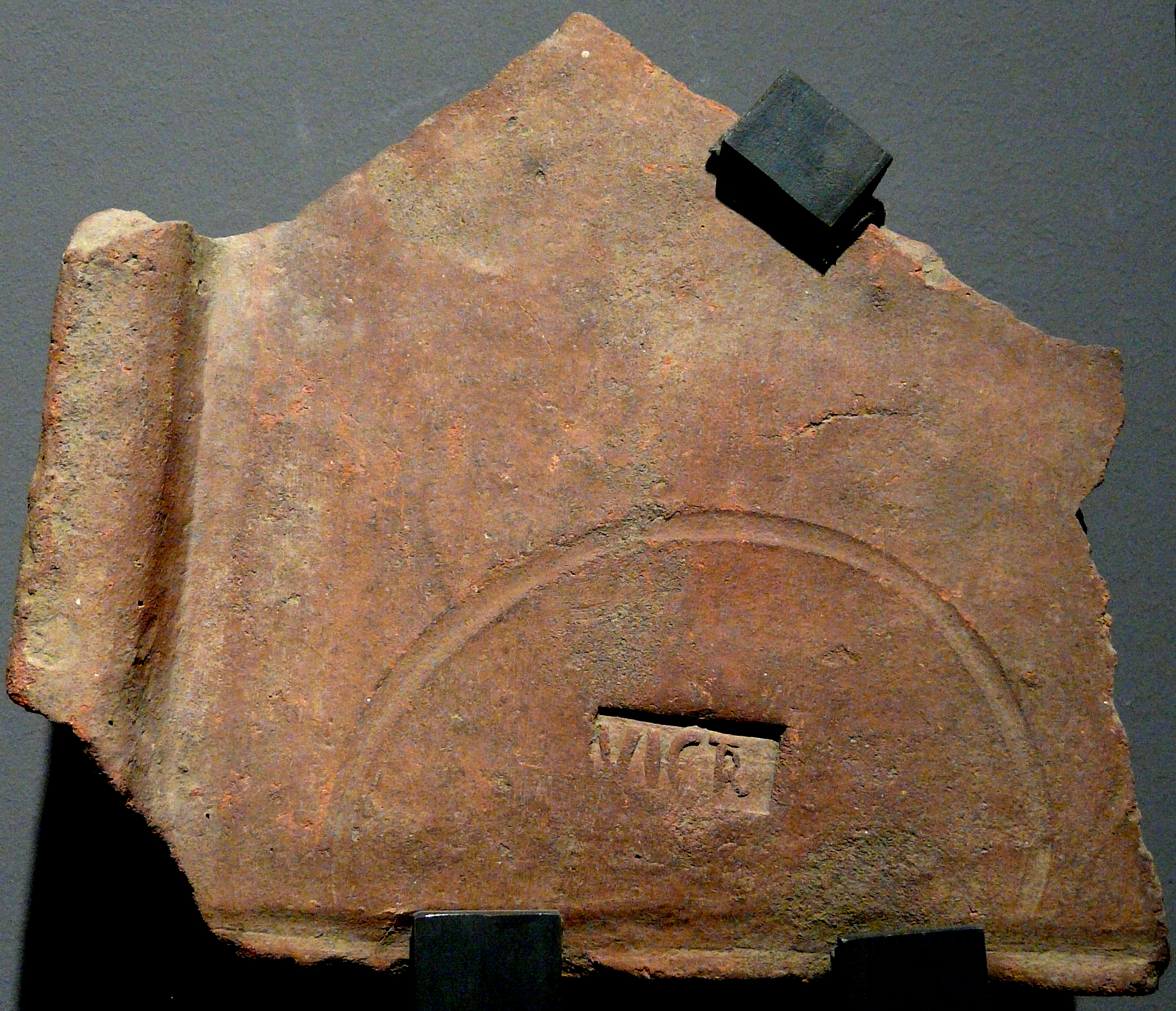
Ziegelstempel der (legio VI) VICTR(ix) (Clemens-Sels-Museum, Neuss)

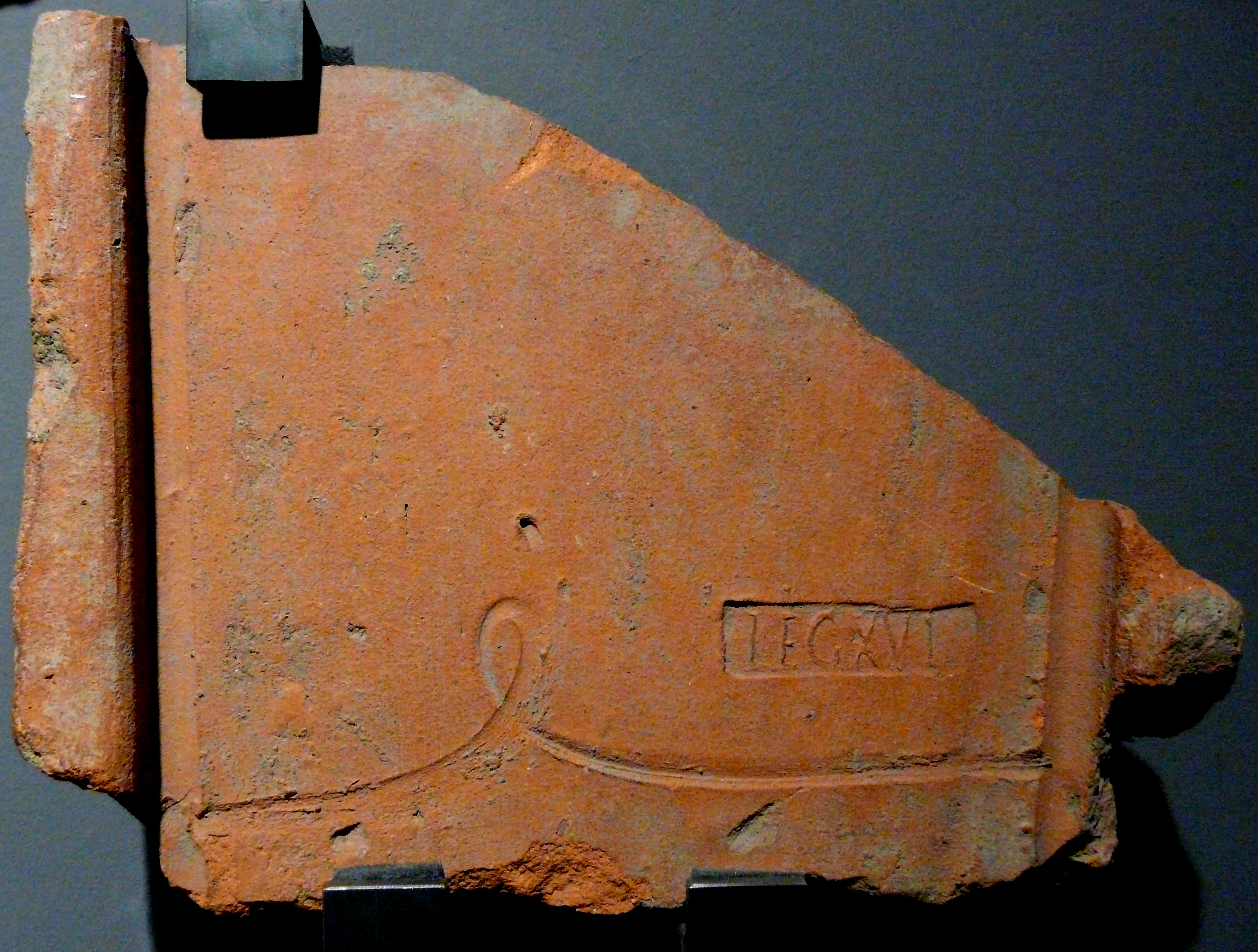
Ziegelstempel der LEG(io) XVI (Clemens-Sels-Museum, Neuss)

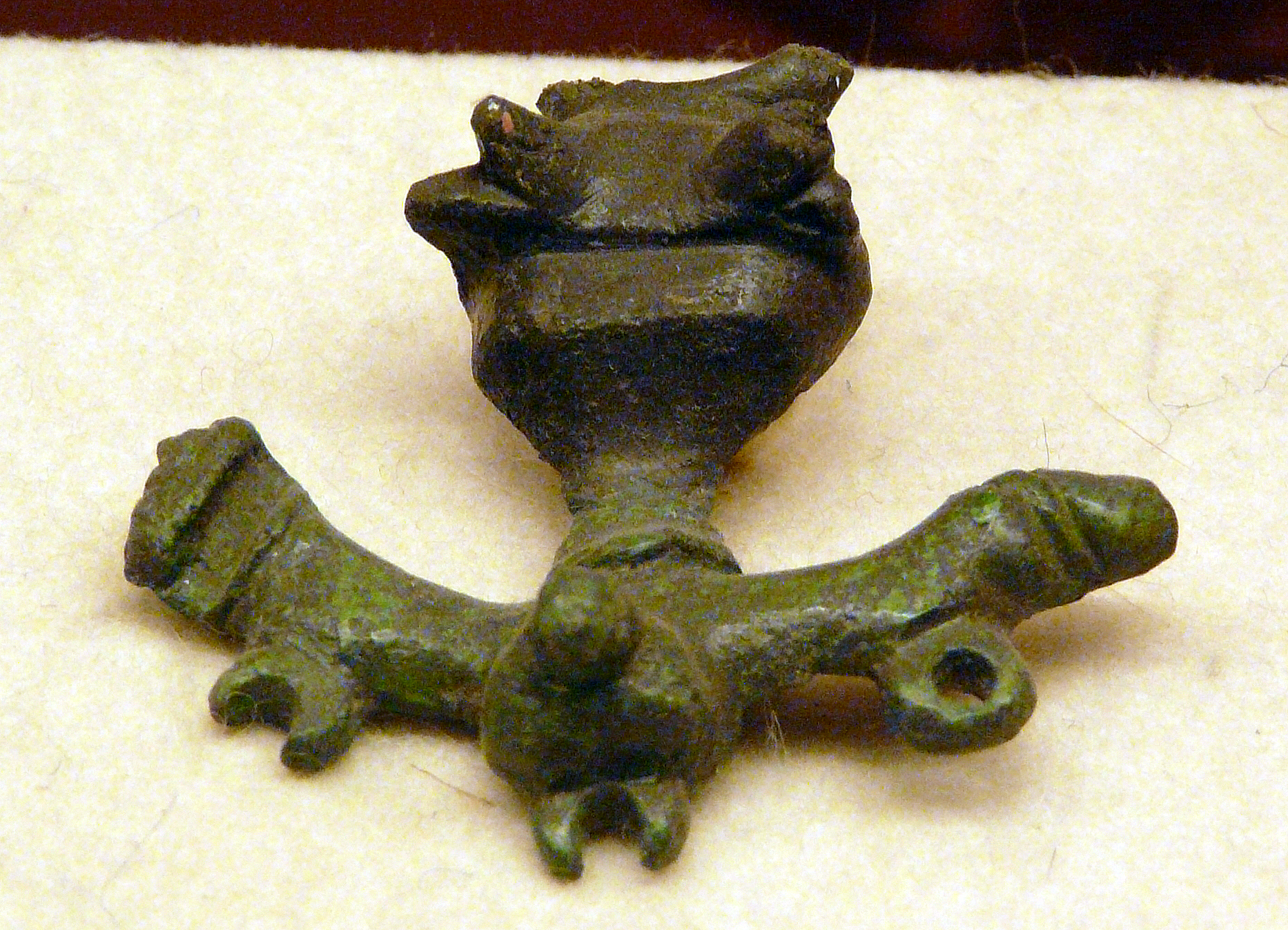
Phallischer Anhänger aus Bronze, 1. Jahrhundert (Clemens-Sels-Museum, Neuss)

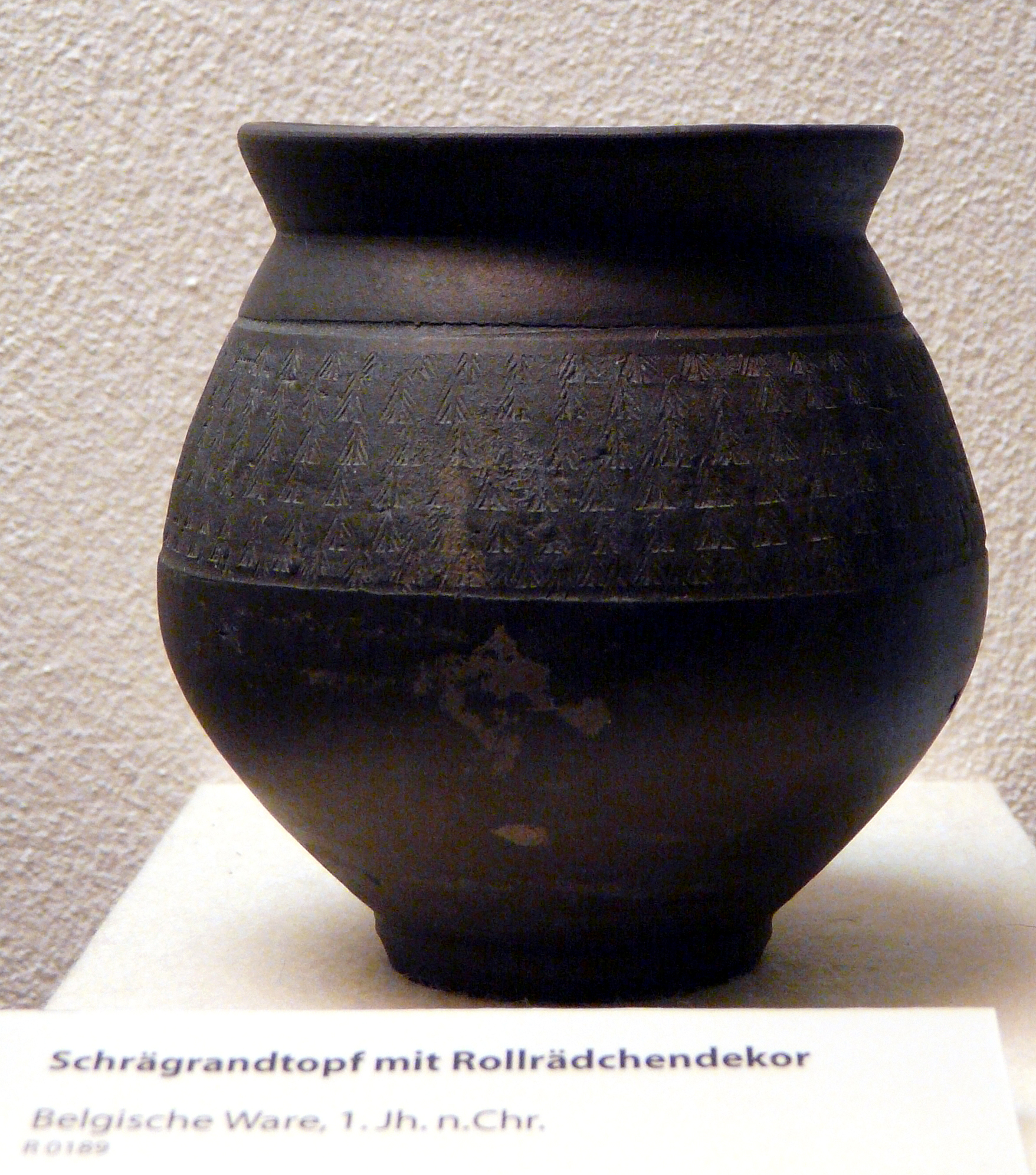
Schrägrandtopf mit Rollrädchendekor, Belgische Ware, 1. Jahrhundert (Clemens-Sels-Museum, Neuss)

### Legionen

#### Legio I Germanica
Die Legio I Germanica hatte im Römerlager apud aram Ubiorum ihr Stammquartier. Für das Jahr 14 ist ihre Existenz dort erstmals gesichert, dort und als eine der vier Legionen, die in finibus Ubiorum (einem Platz, der gewöhnlich mit dem „Lager C“ von Novaesium gleichgesetzt wird) im Sommerlager zusammengezogen worden und die Meuterei im Anschluss an den Tod des Augustus betrieben. Dies blieb ihr einziger Aufenthalt in Novaesium. Nach den Ereignissen des Sommers 14 kehrte sie vermutlich nach Köln zurück, wo sie bis zu ihrer Verlegung nach Bonn im Jahre 35 verblieb.

#### Legio V Alaudae
Die Legio V Alaudae war eine weitere an der Meuterei des Jahres 14 beteiligte Legion des „Lagers C“. Nach ihrer Teilnahme am Gallischen Krieg und am Bürgerkrieg, sowie einer Stationierung auf der iberischen Halbinsel befand sich das Stammquartier der ursprünglich um das Jahr 52 v. Chr. ausgehobenen, caesarischen Truppe zu dieser Zeit in Vetera, wo sie auch nach dem kurzen Aufenthalt in Novaesium bis zu ihrer Beteiligung an den Ereignissen des Jahres 69 verblieb.

#### Legio VI Victrix
Die im Jahre 41 v. Chr. von Octavian gegründete Legio VI Victrix hatte im Bürgerkrieg gekämpft und war anschließend für fast hundert Jahre in der Hispania Tarraconensis stationiert und dort am Krieg gegen die Kantabrer beteiligt. Im Winter 69/70 wurde sie von Vespasian nach Niedergermanien verlegt, wo sie unter dem Oberbefehl des Petillius Cerialis in der „Schlacht bei Vetera“ den Aufständischen Batavern eine entscheidende Niederlage zufügte. Anschließend bezog sie Quartier in Novaesium, wo sie das zerstörte „Lager G“ der Legio XVI Gallica neu erbaute. Darüber hinaus war sie an der Wiederherstellung zahlreicher rheinabwärts gelegener Auxiliarlager beteiligt. In den Jahren 78/79 führte sie einen Feldzug gegen die rechtsrheinischen Brukterer. Während des Saturninusaufstands blieb die Legion wie alle Einheiten des Niedergermanischen Heeres auf der Seite Domitians, weswegen sie den Ehrentitel pia fidelis Domitiana erhielt. Spätestens im Jahre 104 wurde sie von Novaesium nach Vetera verlegt, wo sie entsprechend ihrem Ruf als „Baulegion“ an der Errichtung der Colonia Ulpia Traiana beteiligt war.

#### Legio XVI Gallica
Im Jahre 43 wurde die zum Britannienfeldzug abkommandierte Legio XX Valeria Victrix von der Legio XVI Gallica ersetzt, die das „Lager G“ bezog. Sie war zuvor (spätestens seit 9 n. Chr.) in Mogontiacum stationiert und könnte noch früher in Raetia im Einsatz gewesen sein. Nachdem sie während des Bataveraufstandes versagt und im Jahre 70 kapituliert hatte, wurde sie von Vespasian aufgelöst, als Legio XVI Flavia Firma neu gebildet und in den Osten des Reiches abkommandiert.

#### Legiones XVII, XVIII und XIX
Die beiden Legionen, die das „Lager B“ belegt haben, sind nicht gesichert. Grundsätzlich kämen die Legio XVII oder die in der „Schlacht im Teutoburger Wald“ untergegangenen Legiones XVIII und XIX in Frage. Am wahrscheinlichsten ist dabei die Präsenz der XIX. Legion.

#### Legio XX Valeria Victrix
Die vermutlich octavianische Legio XX Valeria Victrix kam aus dem Donauraum ins Rheinland, wo sie nach einem ersten, kurzfristigen Aufenthalt im „Lager C“ von Novaesium zunächst apud aram Ubiorum stationiert wurde. Als das Kölner Doppel-Legionslager um das Jahr 35 n. Chr. aufgelöst wurde, bezog die XX. Legion im Neuss Quartier und errichtete dort das „Lager F“. Sie blieb weniger als ein Jahrzehnt in Novaesium. Im Jahr 43 n. Chr. wurde sie dem Expeditionskorps des Aulus Plautius zur Eroberung Britanniens unterstellt. Im Anschluss verblieb sie auf der britischen Insel.

#### Legio XXI Rapax
Auch die Legio XXI Rapax war eine Einheit, die mit Novaesium lediglich durch die Ereignisse des Jahres 14 verbunden war. Die ursprünglich um das Jahr 31 v. Chr. im Bürgerkrieg aufgestellte Legion hatte in Spanien und Raetia gekämpft, bevor sie nach der Clades Variana als Ersatz und Verstärkung nach Vetera verlegt worden war. Nach ihrem Kurzaufenthalt im Neusser „Lager C“ nahm sie von Vetera aus an der Offensive des Germanicus teil. Im Anschluss an die Eroberung Britanniens wurde sie im Rahmen einer Heeresumgruppierung nach Vindonissa verlegt.

### Auxiliartruppen
Die Größe der Legionslager von Novaesium erforderte geradezu die gemeinsame Unterbringung der Legionen mit ihren Auxilien in einem Lager. Die Namen der meisten Hilfstruppen sind jedoch unbekannt. Folgende Auxiliartruppen können mit einiger Wahrscheinlichkeit angenommen werden:

#### Ala Afrorum veterana (?)
Die Ala Afrorum ist die am wenigsten gesicherte aller mit Neuss in Zusammenhang gebrachten Auxiliareinheiten. Ihre Steindenkmäler verteilen sich über das gesamte Rheinland und es ist daher durchaus denkbar, dass sich der Signifer Oclatius nur zufällig und/oder vorübergehend in Novaesium aufgehalten hatte, als ihn der Tod ereilte, und dass sich sein eigentlicher Standort in Burginatium, Gelduba oder Vetera befand. Sollte tatsächlich Novesium das Standquartier dieser Ala gewesen, müsste das „Lager H“ zu ihrer Unterbringung gedient haben.

#### Ala Gallorum Picentiana
Die ursprünglich von Augustus mit gallischen Kavalleristen aufgestellte Ala Gallorum Picentiana trug den Cognomen ihres ersten Kommandeurs, der vermutlich Lucius Rustius Picens hieß. Sie wurde wohl an den Rhein verlegt, um die Truppenverluste, die durch die Aufstellung des Expeditionskorps zur Eroberung Britanniens unter Claudius entstanden waren, wieder zu ergänzen. In Neuss war sie zusammen mit der Legio XVI im „Lager G“ stationiert. Nach dem Bataveraufstand wurde sie nach Obergermanien verlegt.

#### Ala Parthorum veterana
Die für Neuss nicht gänzlich gesicherte Ala Parthorum Veterana war eine Auxiliartruppe aus berittenen Bogenschützen, die ursprünglich aus parthischen Flüchtlingen gebildet worden war. Sie kam vermutlich infolge der Clades Variana an den Rhein und wurde mit der Legio XX Valeria Victrix und der Cohors III Lusitanorum im „Lager F“ stationiert. Die Annahme ihrer Anwesenheit in Neuss stützt sich auf den Fund eines Silberinges, dessen Inschrift den Decurio der Ala, Publius Vibius Rufus nennt. Noch vor der Mitte des ersten Jahrhunderts wurde sie nach Obergermanien verlegt.

#### Cohors III Lusitanorum
Die Cohors III Lusitanorum wurde von Augustus in Nordwestspanien/Portugal rekrutiert und vermutlich schon zu Beginn der Drususoffensive an den Rhein verlegt. In Neuss war sie wohl zusammen mit der tiberischen Legio XX Valeria Victrix und der Ala Parthorum Veterana im „Lager F“ untergebracht.

## Zivilsiedlungen

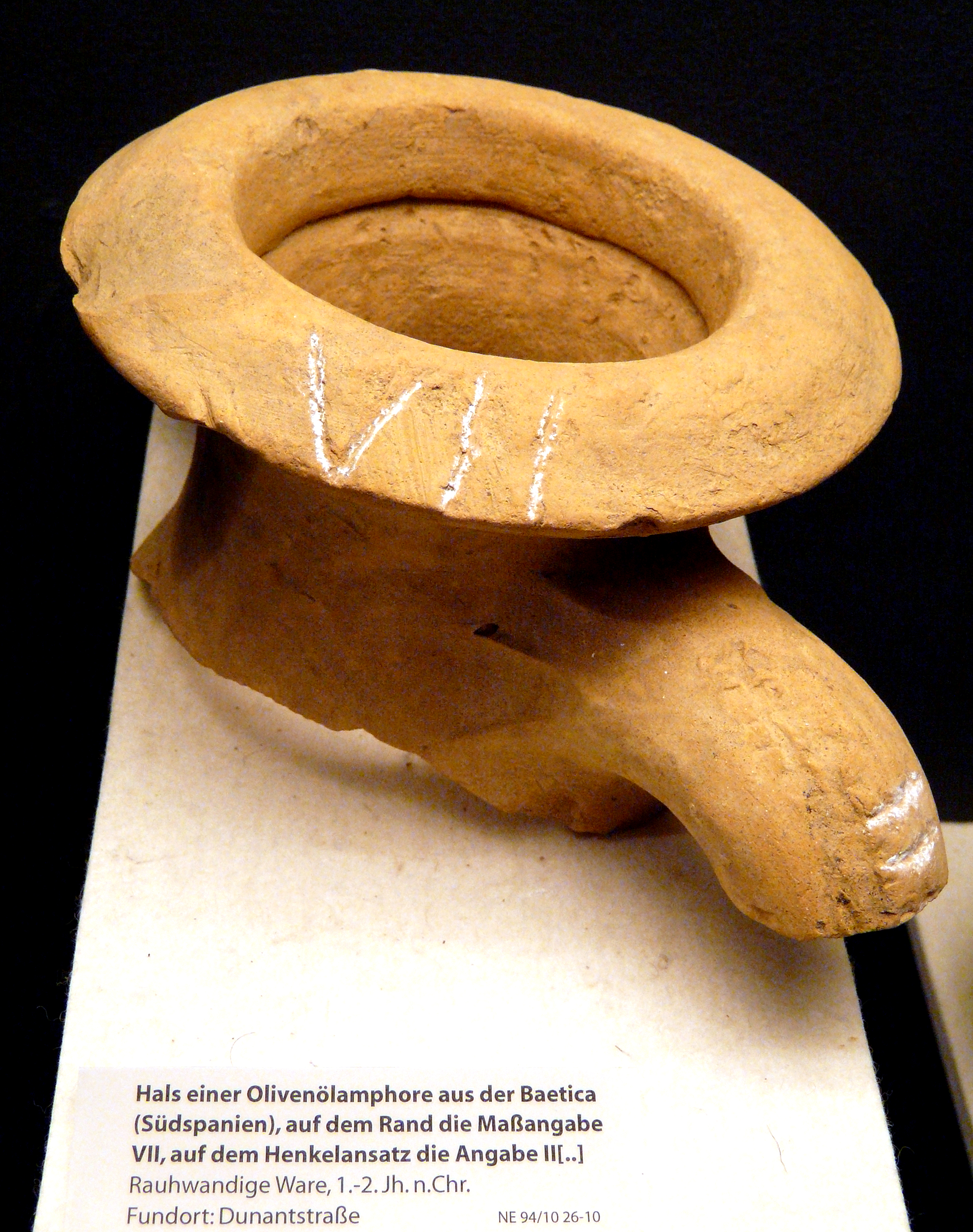
Amphorenhals mit Maßangabe, rauhwandige Ware, 1.–2. Jh. (Clemens-Sels-Museum, Neuss)

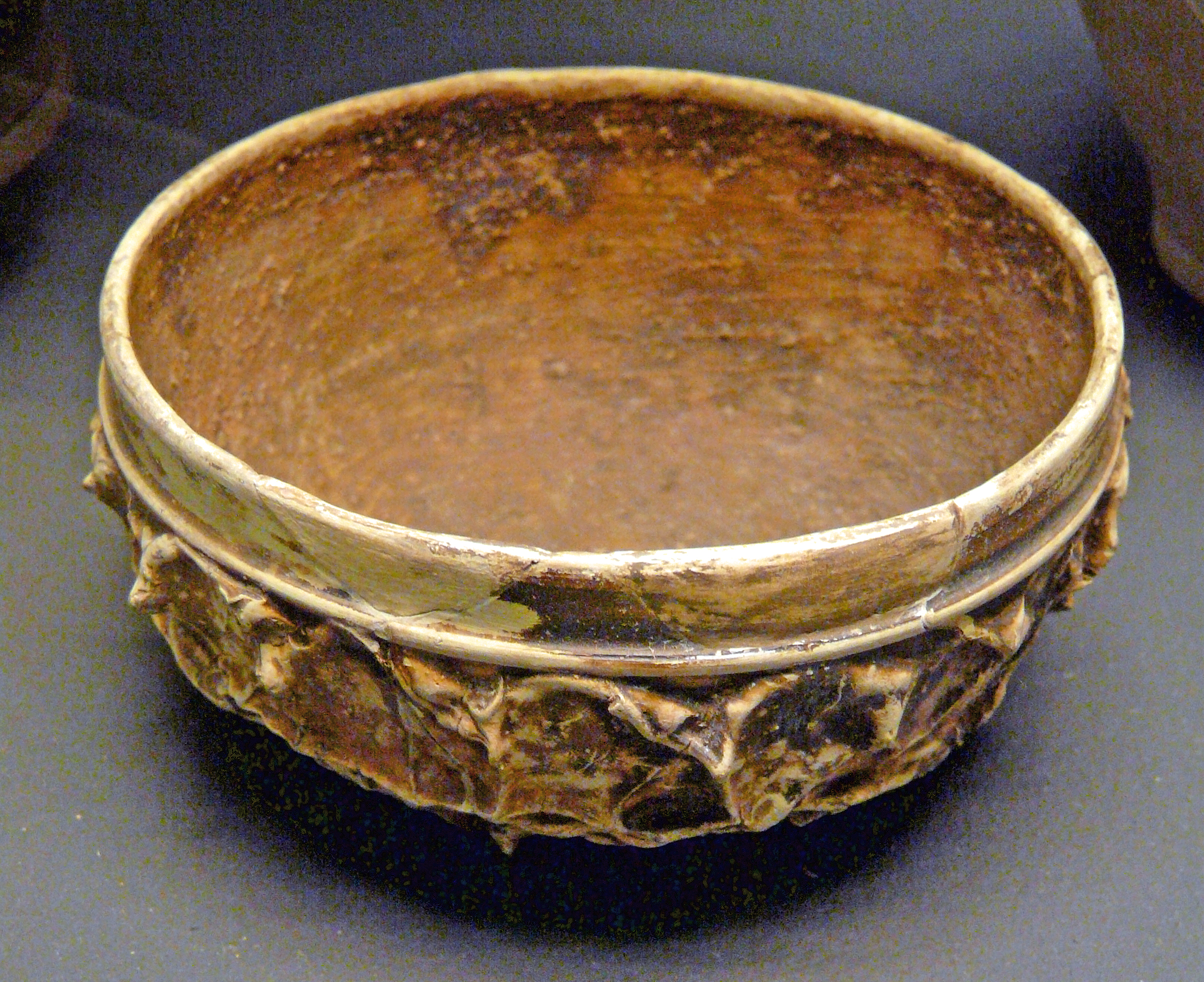
Schale mit Barbotinedekor, Glanztonware, 1. Jahrhundert (Clemens-Sels-Museum, Neuss)

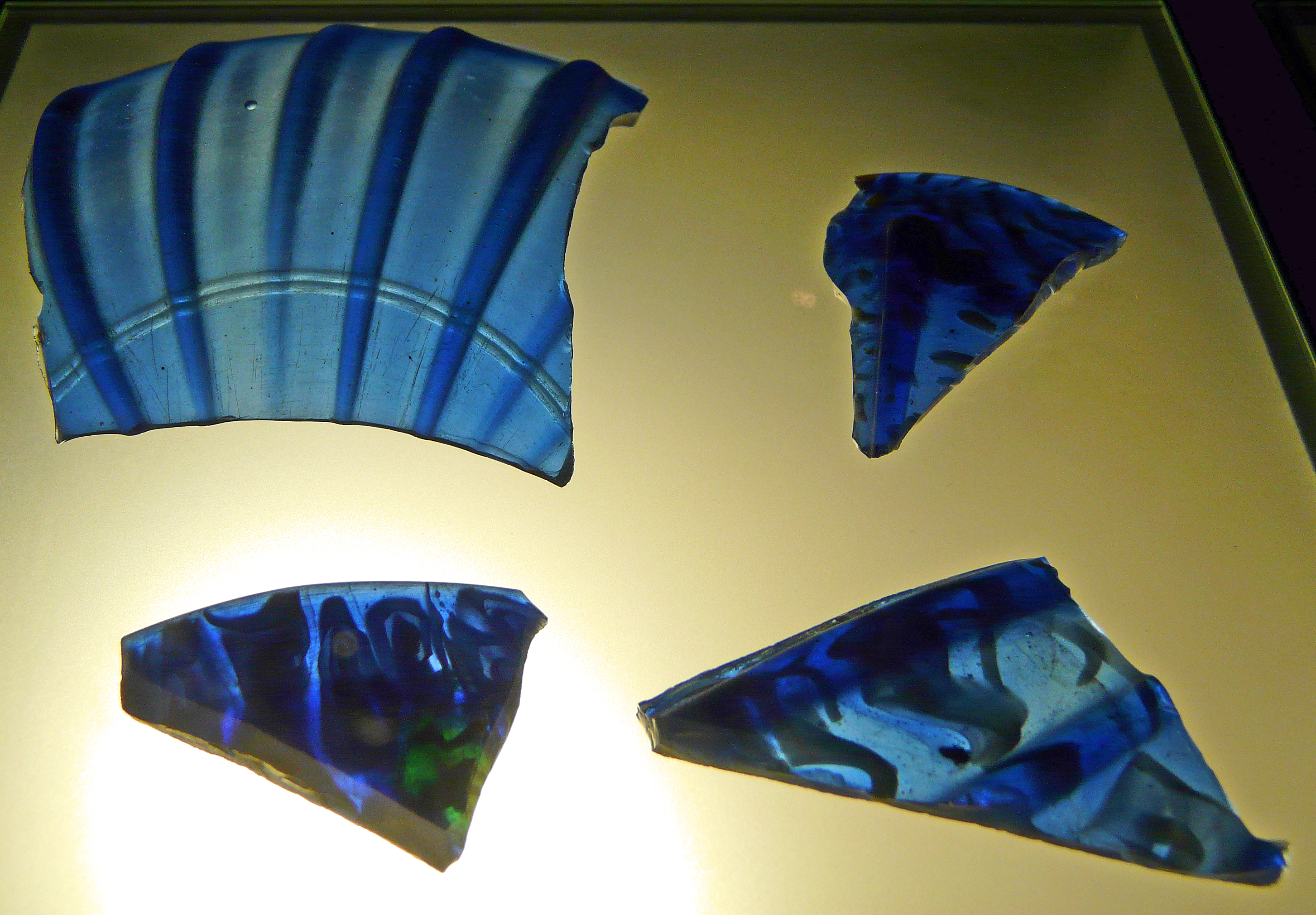
Scherben aus kobaltblauem Glas, 1. Jahrhundert (Clemens-Sels-Museum, Neuss)

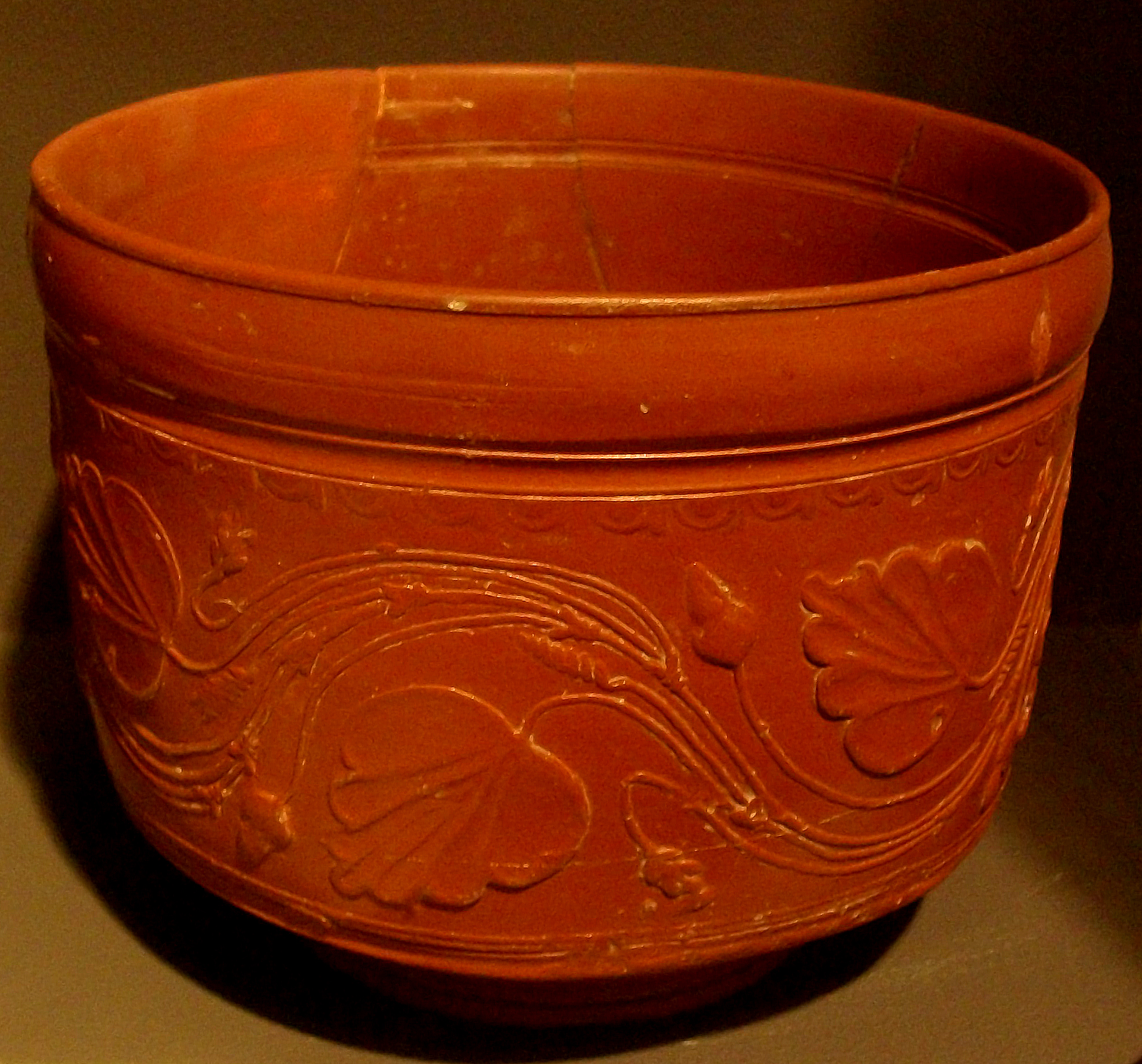
Südgallische Terra Sigillata, Typ Drag. 30 (Clemens-Sels-Museum, Neuss)

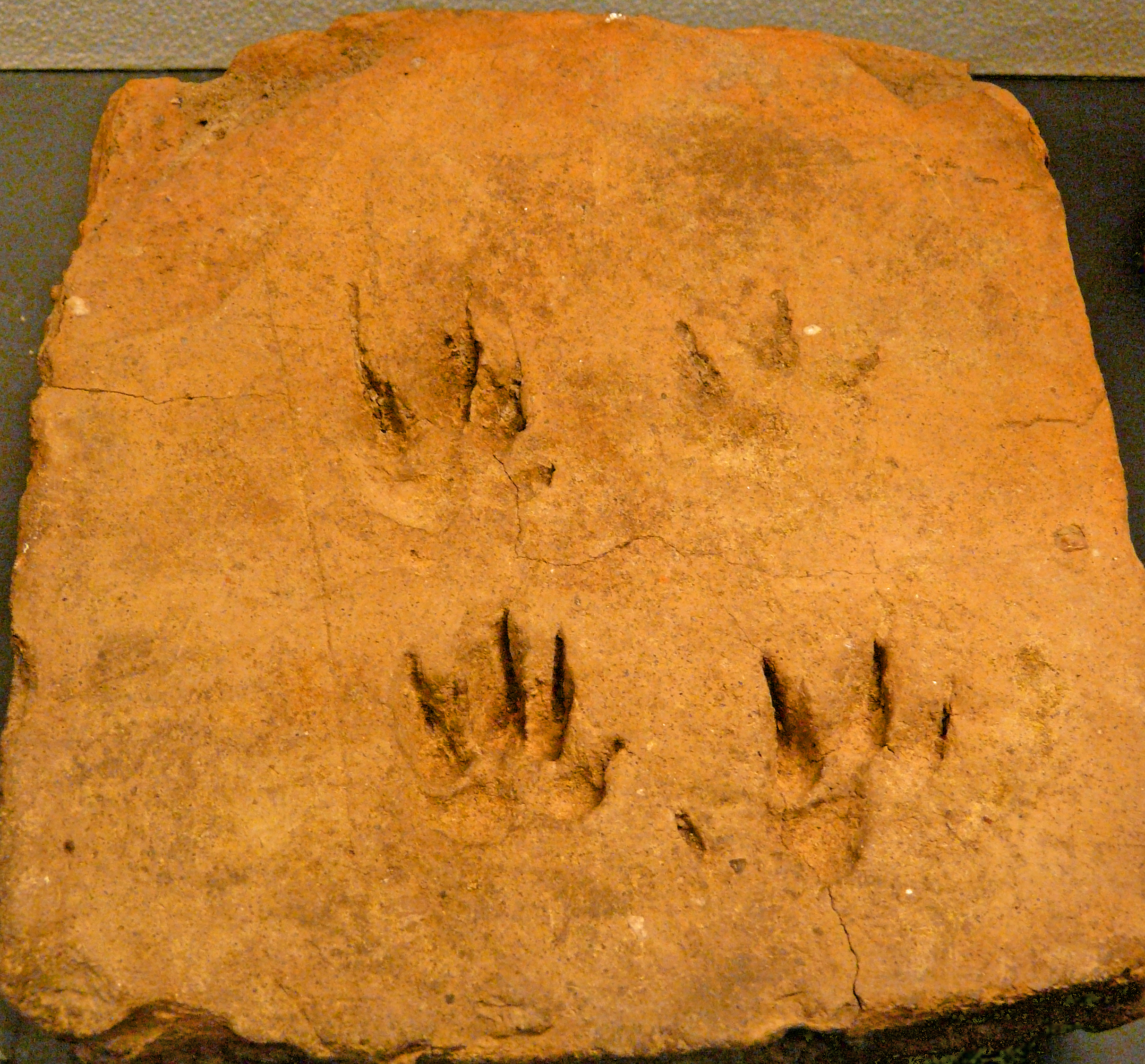
Hypokaustsäulenziegel mit dem Abdruck einer Dachspfote (Clemens-Sels-Museum, Neuss)

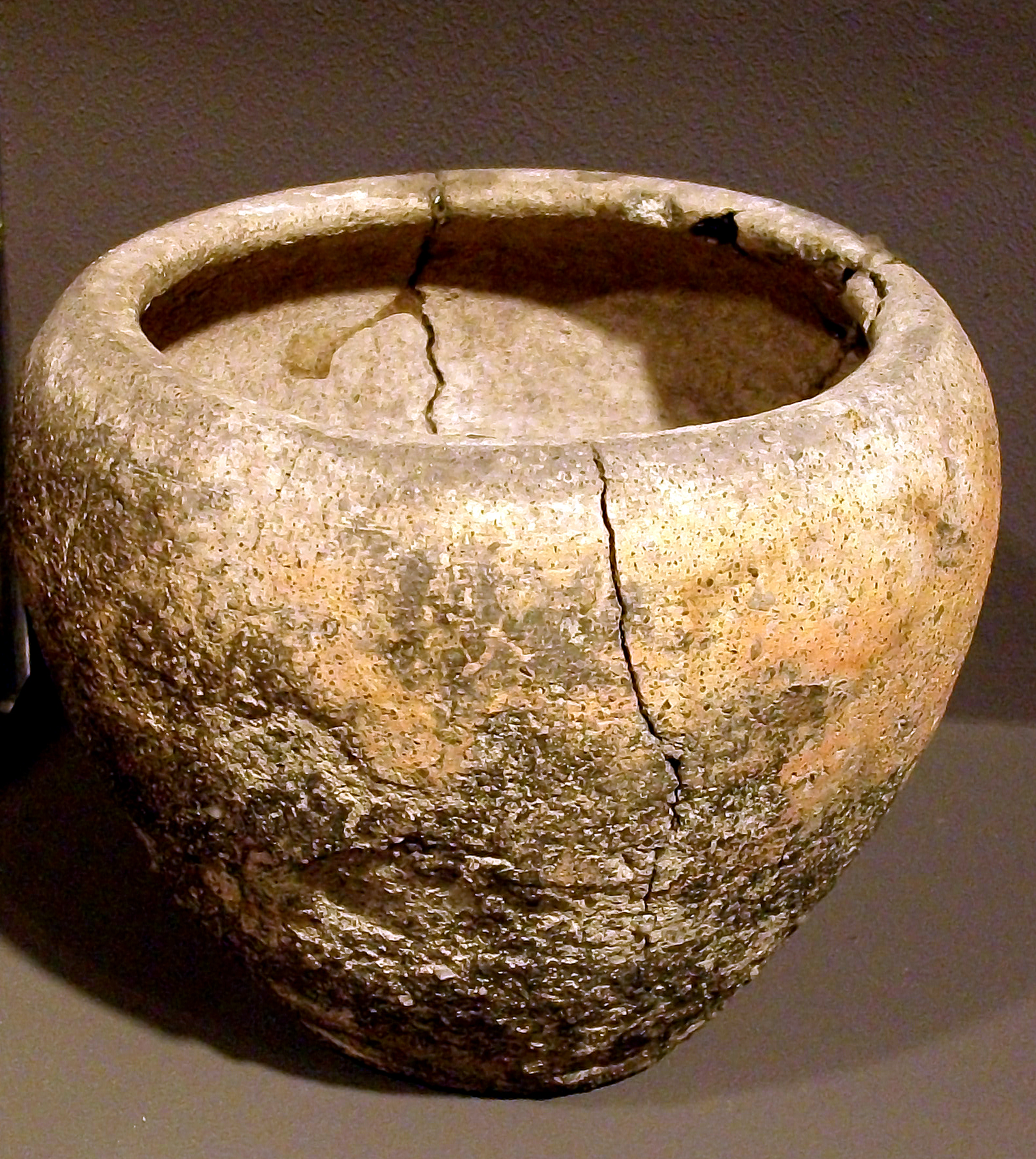
Topf in germanischer Tradition, rauhwandige Ware (Clemens-Sels-Museum, Neuss)

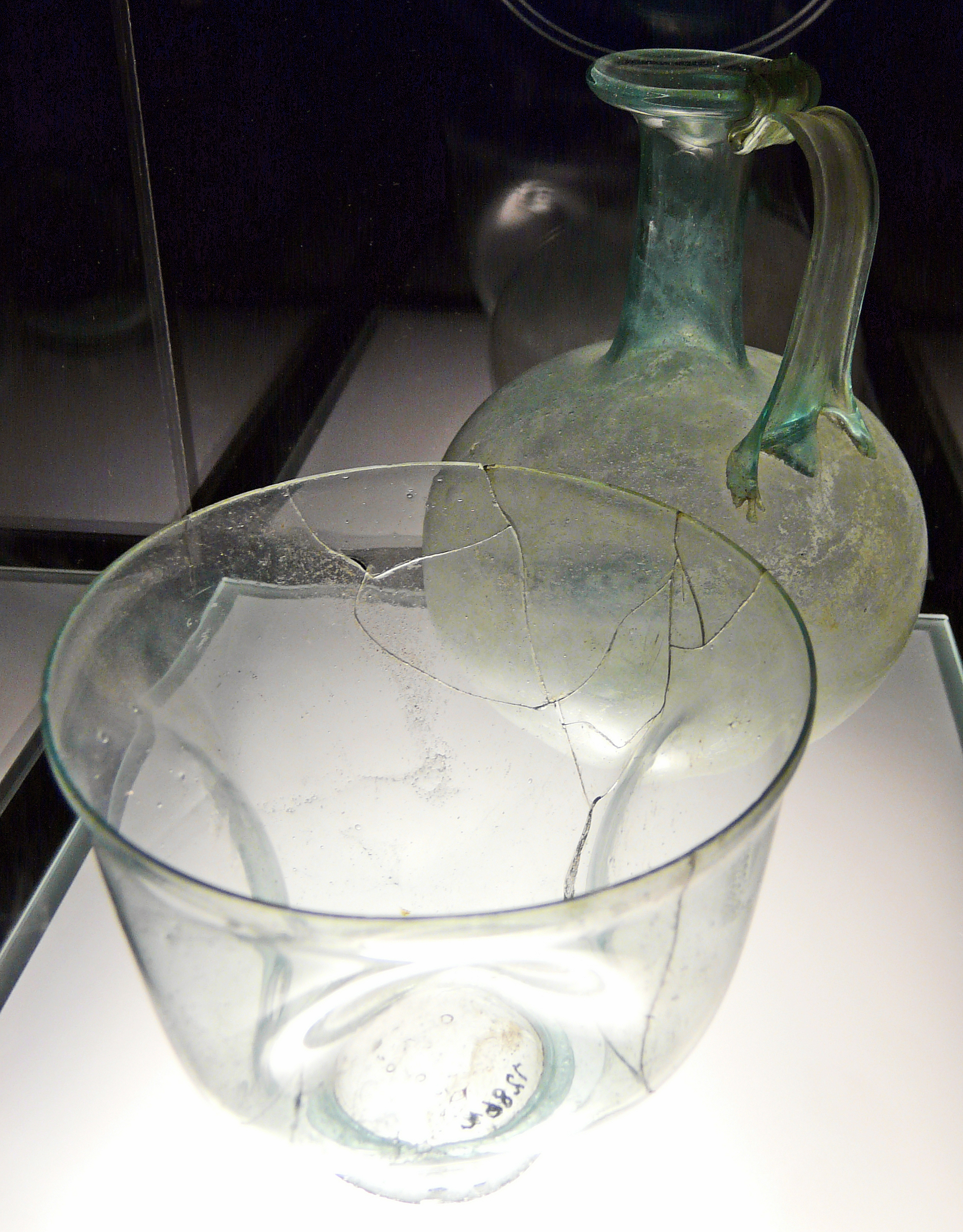
Einhenkelkrug, 3.–4. Jh., und Faltenbecher, 1. Jh. (Clemens-Sels-Museum, Neuss)

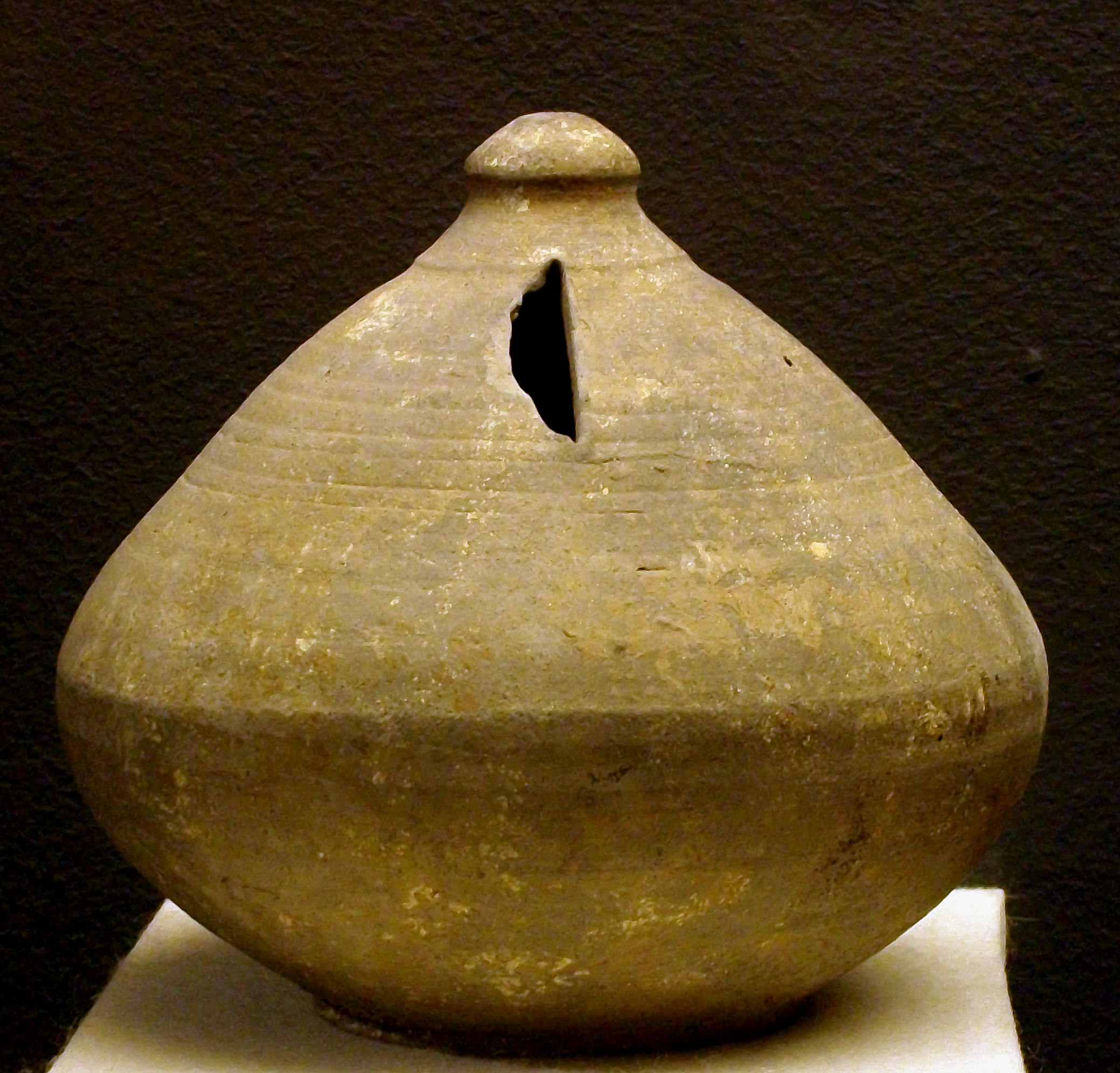
Spardose, rauhwandige Ware (Clemens-Sels-Museum, Neuss)

### Canabae legionis
Wie bei nahezu allen römischen Militärplätzen, die nicht nur vorübergehend besetzt waren, bildete sich auch um die Neusser Garnisonen schon bald die Canabae legionis, Lagervorstädte, in denen sich Angehörige der Soldaten sowie Händler, Handwerker, Kneipenwirte (Canabae = Kneipe), Bordellbetreiber und andere Dienstleister niederließen. Ihre zunächst aus Zelten und einfachen Verschlägen bestehenden Unterkünfte wurden schon bald durch feste Bauten ersetzt. Diese Gebäude, meist lang gestreckte, mit ihren Giebeln zur Straße hin ausgerichtete, so genannte Streifenhäuser reihten sich längs der aus dem Kastell heraus führenden Straßen. Werkstätten und Ladenlokale befanden sich in den vorderen, zur Straße hin weisenden Gebäudeteilen, Wohn- und Wirtschaftsräume sowie Stallungen waren in den rückwärtigen Bereichen untergebracht.
In den ersten drei Jahrzehnten des ersten nachchristlichen Jahrhunderts bildeten sich die Canabae an zwei Seiten der Lager: einmal mit einer Längsausdehnung von 400 m bis 750 m in ostsüdöstlicher Richtung längs der heutigen „Kölner Straße“ und einmal mit einer Fläche von 100 m mal 300 m südsüdwestlich der Lager, unmittelbar östlich der heutigen A 57/B 1. Ab dem vierten Jahrzehnt dehnten sich die Canabae auch in westnordwestliche Richtung, auf das „Meertal“ hin aus, umgaben so die Lager auf allen drei nicht zum Rhein weisenden Seiten und bedeckten einschließlich ihrer Nekropolen nahezu das gesamte Gebiet, das heute von Nordkanal, Sporthafen, Erft und Autobahn umrissen wird. Eine von der Siedlung nach Südosten führende römische Brücke über die Erft wurde erst 1586, im Laufe des Kölner Krieges (1583–1588) zerstört.
Der Thermenkomplex der Canabae Legionis wurde zwischen dem Nordkanal und dem Hotel „Marienhof“ angeschnitten. Er erstreckte sich vermutlich über eine Fläche von 30 m mal 68 m, also über 2000 m² und war möglicherweise mit Apsiden versehen, von denen eine mit einer Basislänge von zehn Metern und einer Tiefe von vier Metern zur Hälfte freigelegt werder konnte. Ein weiteres Großgebäude zwischen Legionslager und Erft, durchschnitten von der „Kölner Straße“, mit einem Grundriss von über 100 m mal 100 m und ausgestattet mit Wasserbecken und Apsiden könnte als zweite Thermenanlage angesprochen werden, aber auch die Mansio, die staatliche Herberge Novaesiums gewesen sein.

### Zivilvicus
Neben den Canabae Legionis entstanden bei allen rheinischen Legionslagern (Noviomagus, Vetera, Novaesium, Bonna) längs der Limesstraße zivile, kleinstädtisch strukturierte Ansiedlungen, die so genannten Vici. Der Vicus von Novaesium befand sich rund 1,5 km bis 3 km nordwestlich der militärischen Anlagen. Seine genaue Ausdehnung konnte noch nicht endgültig geklärt werden, bezogen auf das heutige Ortsbild erstreckte er sich vermutlich vom Obertor bis zum Quirinus-Münster und von der Obererft bis zur Michaelisstraße/Mühlenstraße, was einer Längsausdehnung von etwas über 500 m und einer Breite zwischen 150 m und 250 m entsprechen würde. Seine Hauptstraße entsprach dem Verlauf der heutigen Oberstraße, von ihr zweigten die Nebenstraßen im rechten Winkel ab. Die Grundrisse der Baulichkeiten entsprach nicht den Streifenhäusern der typischen Canabae oder Lagervici, sondern ähnelte eher urbanen Peristylhäusern.
Ausweislich der Funde, insbesondere durch die Scherben arretinischer Terra Sigillata lässt sich die Gründung des Vicus auf die tiberische Zeit datieren und muss spätestens um das Jahr 25 n. Chr. erfolgt sein. In seiner ersten Besiedlungsphase bestand er aus Fachwerkständerbauten. Während des Bataveraufstandes wurde die Siedlung zerstört. Beim Wiederaufbau wurden die Fachwerkbauten auf Steinfundamenten errichtet, auch vereinzelte, gänzlich steinerne Gebäude scheinen nicht ausgeschlossen zu sein. Einige Hypokaustanlagen wurden nachgewiesen, über die zumindest einzelne Wohnräume beheizt werden konnten. Ein eindeutiger Beleg für temperierte Baderäume steht hingegen aus. Spätrömische Bauspuren fehlen, jedoch kann durch römische Körpergräber des dritten und vierten Jahrhunderts ein Fortbestand der Siedlung in der Spätantike angenommen werden.

### Villae Rusticae
Die ländliche Binnenkolonisation des Hinterlandes von Novaesium setzte in der zweiten Hälfte des ersten Jahrhunderts ein und verstärkte sich im zweiten Jahrhundert. Dabei besaß neben der landwirtschaftlichen Nutzung des Gebietes auch die Ausbeutung von Rohstoffen sowie die Produktion von Baustoffen eine gewisse Bedeutung. Das Siedlungsbild war geprägt von Villae Rusticae, isoliert stehenden Gutsbetrieben, deren Nutzland sich in der Größenordnung von 60 ha bis 100 ha bewegte. Der eigentliche Hofbezirk war durch Mauer, Zaun, Graben oder Hecke eingefriedet und gliederte sich in eine pars domestica (Wohnbereich) und eine pars rustica (Wirtschaftsbereich). Das zumeist großzügig und repräsentativ gestaltete Herrenhaus war oft mit Hypokaustanlage sowie eigenem Bad ausgestattet und als Risalit- oder Portikusvilla gestaltet. An diesen Bereich schlossen sich die Wohngebäude des Personals, die Ställe, Werkstätten, Speicher, Scheunen und Schuppen an. Der gesamte Wohn- und Wirtschaftsbezirk eines Gutshofes dieser Größenordnung konnte bis zu einem Hektar umfassen und bis zu 50 Personen Arbeit und Wohnraum bieten. Dabei beschränkten sich die wirtschaftlichen Aktivitäten einer Villa Rustica nicht allein auf die landwirtschaftliche Produktion, sondern konnten sich darüber hinaus auch auf die Herstellung von Keramik, Ziegeln, Glas und Textilprodukten oder auf die Ausbeutung von Gesteinsvorkommen erstrecken.
Nur an zweien der zahlreichen Villae Rusticae im Umland von Novaesium sind bislang archäologische Ausgrabungen durchgeführt worden. Eine befand sich am Rande des Meertals, in rund 450 m Entfernung südwestlich des Auxiliarlagers H. Das Wohngebäude dieses Gutshofes bestand aus einer 26 m breiten und 8,5 m tiefen Risalitvilla mit vier Meter breiten und fünf Meter tiefen Eckrisaliten. Zur Vorderseite hin wurde das Bauwerk von einer drei Meter tiefen Säulenhalle abgeschlossen, beherrschender Gebäudebestandteil war eine 14 m lange Mittelhalle. Das Aufgehende oberhalb der steinernen Fundamente bestand aus Fachwerk und hölzernen Säulen. Die Datierung ist nicht gänzlich gesichert. Da sich das Gebäude über einer claudischen Töpferwerkstatt befand, kann frühestens eine spätclaudische Erbauung angenommen werden. Umbauphasen wurden nicht festgestellt. Aufgelassen wurde die Villa um die Mitte des dritten Jahrhunderts.
Eine zweite Villa Rustica konnte durch ein 100 m mal 60 m großes Feld römischer Trümmer in der Flur „Im Hahnen“, im Ortsteil Weckhoven lokalisiert werden. 1955 wurden dort die Fundamentreste und -ausbruchgruben des mehrmals umgebauten Herrenhauses eines römischen Gutshofes aufgedeckt. Das Gehöft bestand von der zweiten Hälfte des ersten bis in die zweite Hälfte des dritten Jahrhunderts hinein. Das Hauptgebäude des Anwesens besaß in seiner ersten Bauphase eine Länge von 32 m bei einer Breite von 17 m und wurde von einer 18 m langen Mittelhalle beherrscht. Es handelte sich um einen Risalitbau mit acht Meter breiten und fünf Meter tiefen Eckrisaliten. Zumindest einzelne Räume des Gebäudes waren über eine Hypokaustanlage beheizbar. Das steinerne Gebäude hatte einen hölzernen Vorgängerbau abgelöst, dessen Pfostengruben noch festgestellt werden konnten. Rund 150 m nordwestlich des Wohnhauses wurde ein konstantinischer Depotfund geborgen, dessen Zugehörigkeit zur Villa aber aufgrund der unterschiedlichen Zeitstellung nicht gesichert ist.

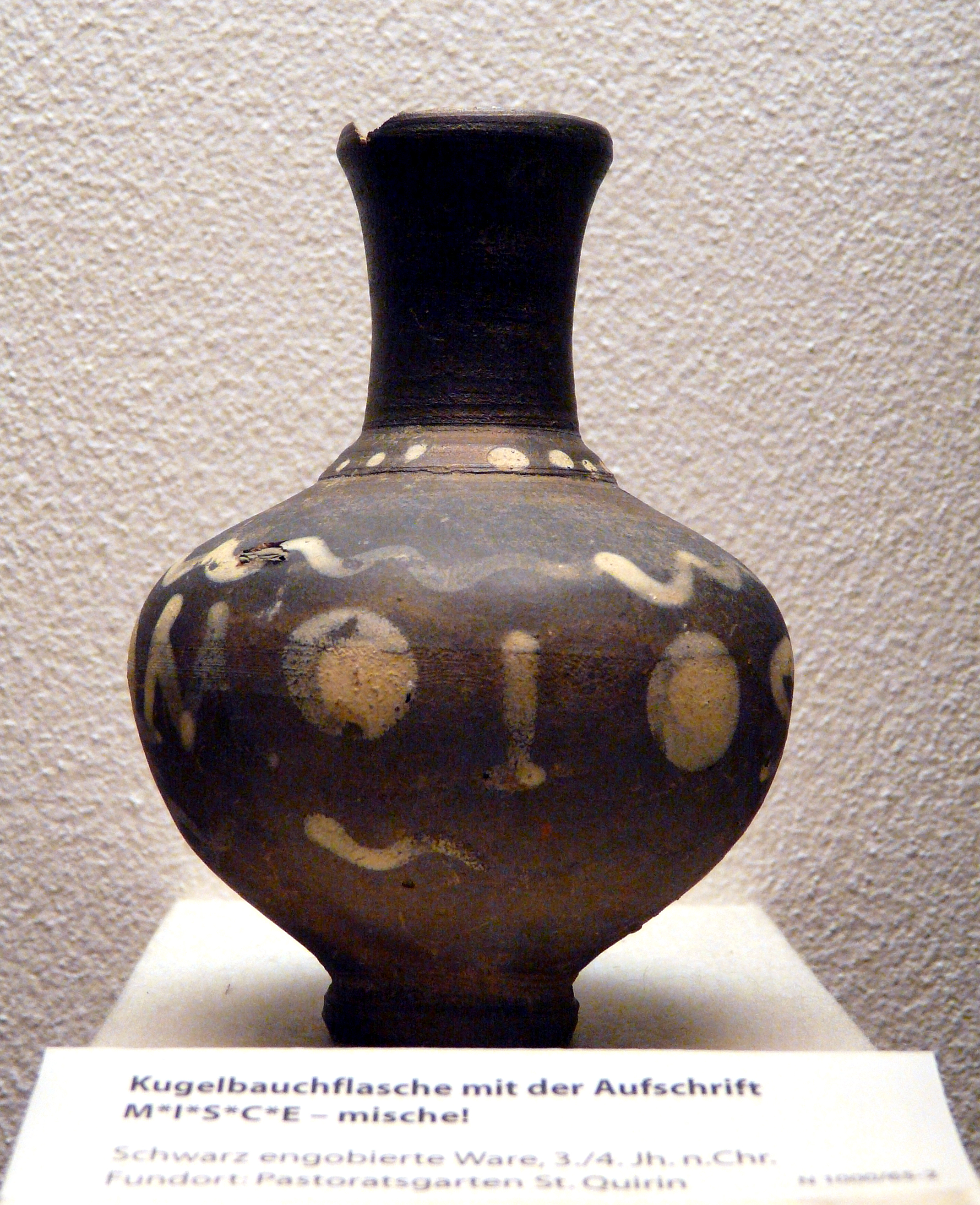
Kugelbauchflasche, schwarz engobierte Ware mit Aufschrift M·I·S·C·E, 3.–4. Jahrhundert (Clemens-Sels-Museum, Neuss)
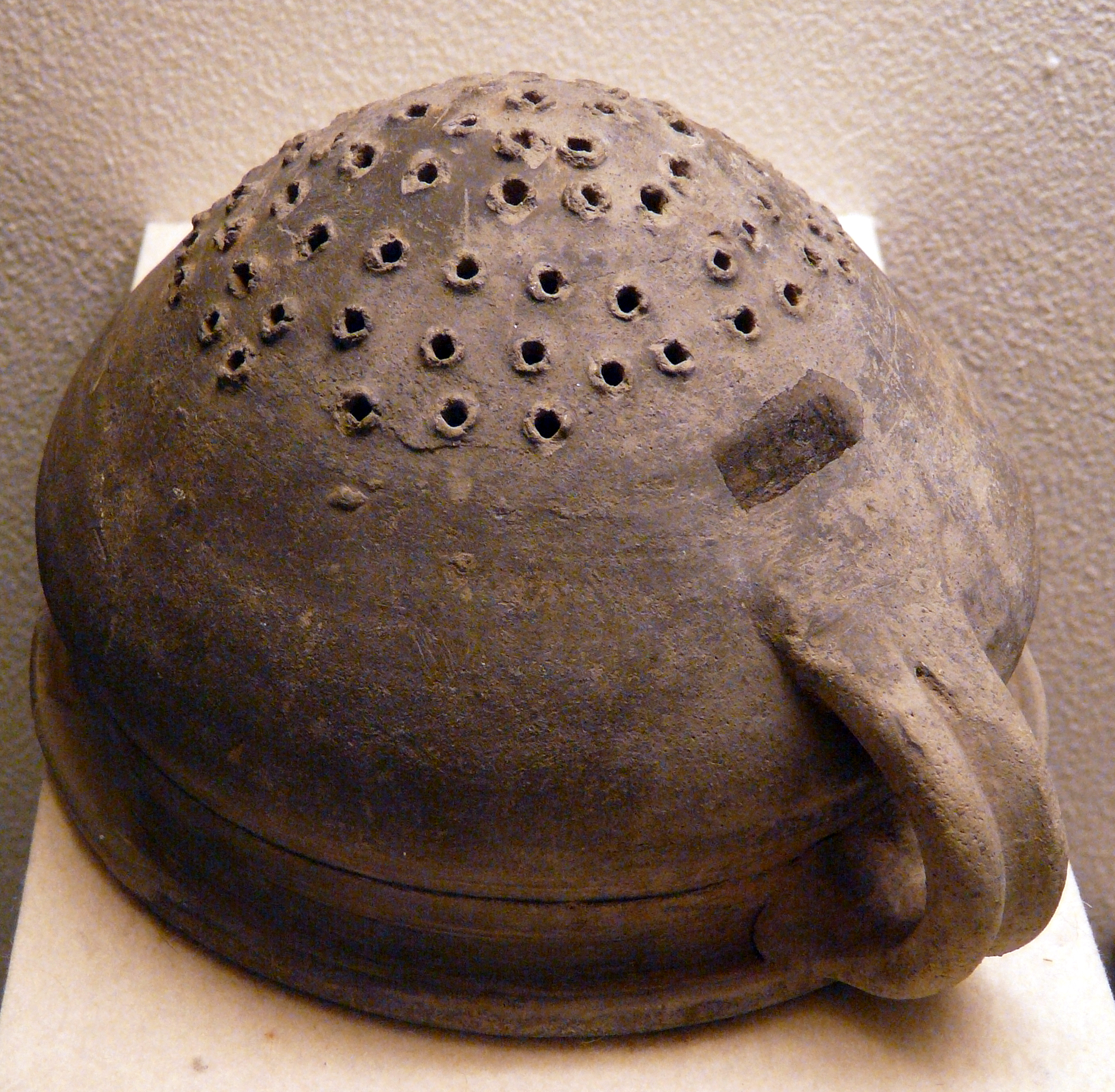
Gehenkeltes Siebgefäß zur Herstellung von Frischkäse, rauhwandige Ware (Clemens-Sels-Museum, Neuss)
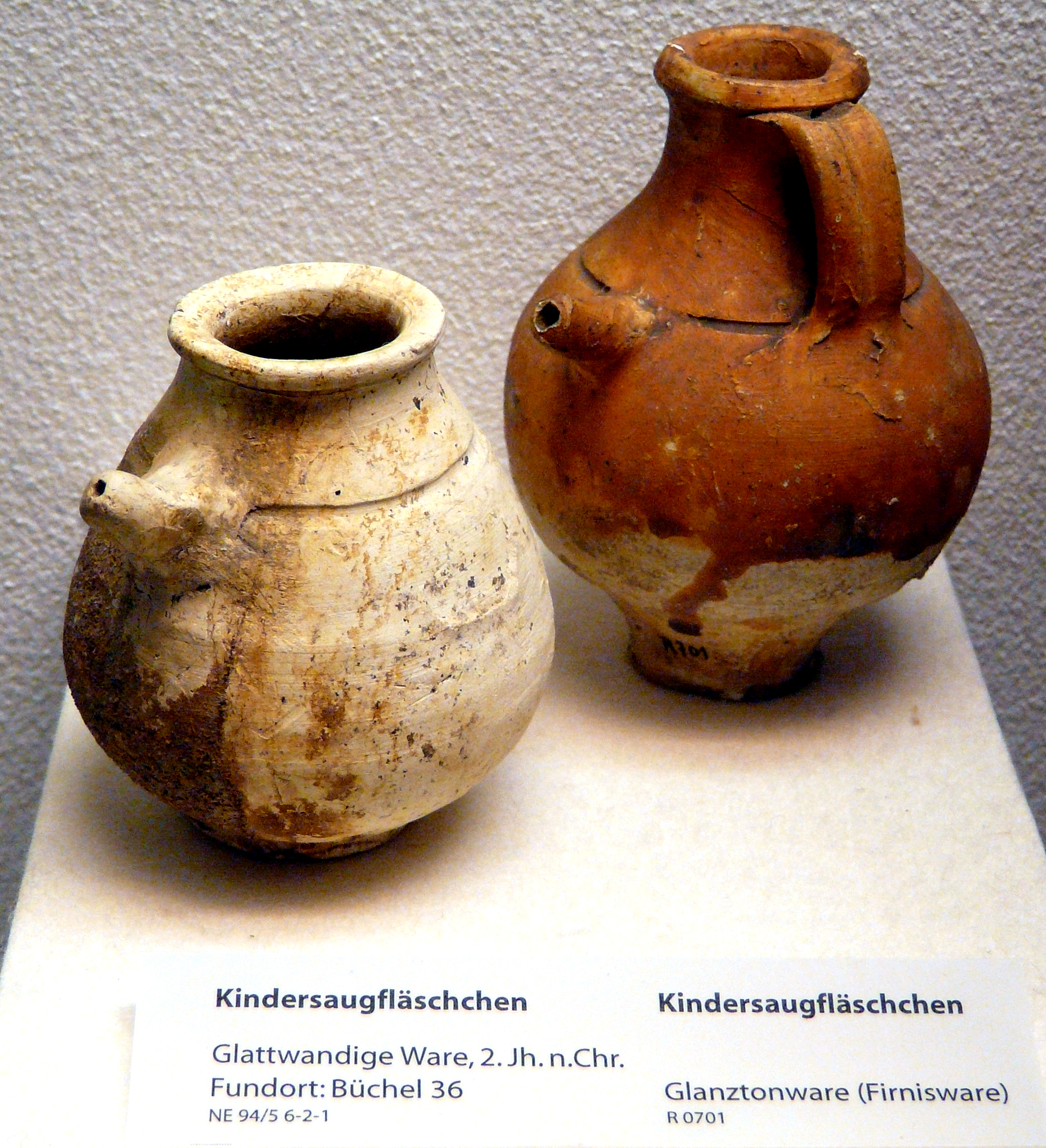
Kindersaugfläschchen (Clemens-Sels-Museum, Neuss)
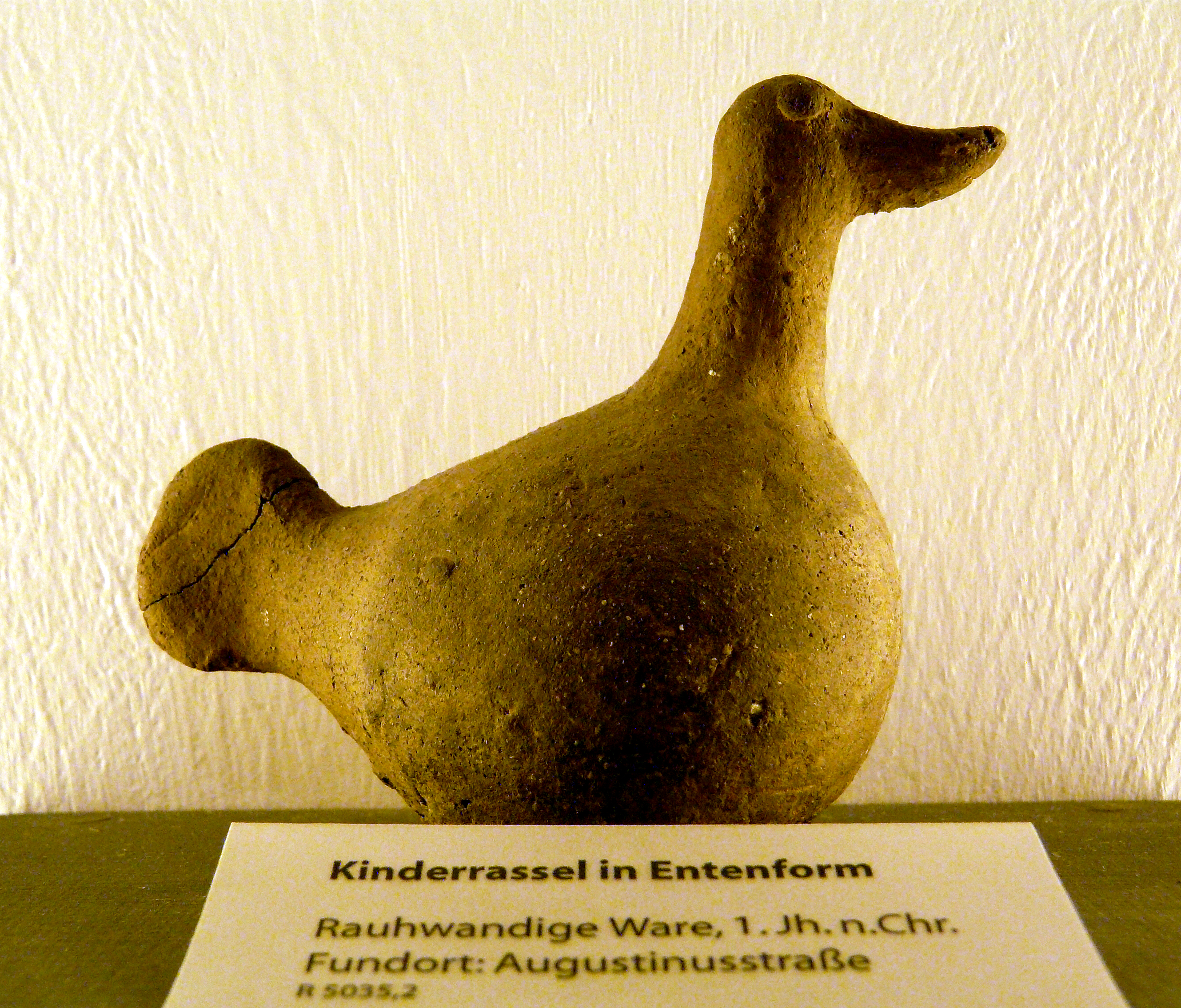
Kinderrassel in Entenform, rauhwandige Ware, 1. Jahrhundert (Clemens-Sels-Museum, Neuss)

## Gräberfelder
Nach der Vorschrift des Zwölftafelgesetzes befanden sich nicht nur in Rom, sondern bei allen Siedlungen des römischen Reichs bis hin zu den Villae Rusticae die Grablegungen nie innerhalb der Siedlungsgrenzen, sondern in zum Teil ausgedehnten Gräberfeldern entlang der Ausfallstraßen außerhalb der besiedelten Gebiete. So finden sich auch in Novaesium die Nekropolen der verschiedenen Lager an den Hauptverbindungsstraßen außerhalb der Lager und ihrer zugehörigen Canabae legionis resp. Vici.
Die Gräberfelder der augusteischen Zeit sind in ihrer Ausdehnung noch nicht hinreichend geklärt, sie dürften sich aber wohl entlang der heutigen „Kölner Straße“, nordwestlich und südöstlich der damaligen nördlichen Ausfallstraße der Lager befunden haben. Die Bestattungen der tiberischen Lager befanden sich rechts und links der Straßen, die sich hinter der Porta Principalis Dextra (rechtes Seitentor) der Lager verzweigten und von dort aus in südliche, südöstliche und östliche Richtung liefen. In claudisch-neronischer und flavischer Zeit wurden diese Gräberfelder weiter benutzt, ferner erschloss man neue Areale entlang älterer Straßenzüge im Südwesten der Lager. Spätestens seit der Mitte des zweiten Jahrhunderts wurde auch im Bereich des aufgelassenen Legionslagers nördlich und südlich der „Kölner Straße“ bestattet.
Die tiberischen Nekropolen der sich etwa 2,4 km nordwestlich des Koenenlagers befindlichen Zivilsiedlung Novaesium konnten noch nicht lokalisiert werden, sie werden in Richtung Reuschenberg vermutet. Das Hauptgräberfeld der Siedlung befand sich in dem Gebiet zwischen dem mittelalterlichen Quirinus-Münster und dem heutigen Neusser Hauptbahnhof. Darüber hinaus wurden Bestattungen aus der zweiten Hälfte des ersten Jahrhunderts auch südlich der Siedlung freigelegt.
Die Bestattungsformen änderten sich im Laufe der Zeit. Im ersten Jahrhundert dominierten Brandbestattungen, deren zentrale Verbrennungsplätze, die so genannten Ustrinae sich auf jedem Friedhof befanden. Von der Ustrina aus wurden der Leichenbrand in einer Urne oder Steinkiste, oder aber auch in Form eines Brandgruben- oder Brandschüttungsgrabs beerdigt. Daneben gab es seit der zweiten Hälfte des ersten Jahrhunderts die besondere Bestattungsform des Bustums, bei der der Leichnam auf einem Scheiterhaufen unmittelbar über der geöffneten Grabgrube verbrannt wurde. Ausgehend von dem Glauben, der Verstorbene habe im Jenseits ähnlich Bedürfnisse wie zu Lebzeiten, wurden ihm entsprechende Beigaben (Nahrungsmittel, Getränke, Geschirr, Haushaltsgeräte, Schmuck, Geld etc.) mit ins Grab gegeben. Auch Beigaben, die mit der beruflichen Tätigkeit des Verstorbenen zu tun hatten, waren durchaus gängig; ausgenommen von diesem Brauch waren jedoch Soldaten, da deren Waffen nicht ihr Privateigentum waren, sondern dem Staat gehörten. Die auffallend hohe Anzahl von Räucherkelchen bei den Neusser Bestattungen könnten im Zusammenhang mit entsprechenden Zeremonien während der Bestattung gestanden haben.
Ab der ersten Hälfte des dritten Jahrhunderts kamen in Neuss Körperbestattungen auf, die schließlich in der zweiten Jahrhunderthälfte und im vierten Jahrhundert zur dominierenden Bestattungsform wurden. Einfache Leinentücher oder Holzkisten, aber auch Bleisärge und aufwändig gestaltete Steinsarkophage dienten der Aufnahme der Leichen. Die Ausrichtung der Gräber wurde in Neuss zunächst vorwiegend in Nord-Süd-Richtung vorgenommen, bis sich im vierten Jahrhundert, möglicherweise durch christliche Vorstellungen beeinflusst, die Ost-West-Ausrichtung durchsetzte.
Oberirdisch waren die Gräber durch Grabsteine, -altäre, -pfeiler oder -tempel, bis hin zu monumentalen Grabbauten gekennzeichnet. Aber auch einfache, hölzerne Grabmarkierungen, die heute archäologisch nicht mehr nachweisbar sind, können und müssen für die ärmeren Kreise der Bevölkerung angenommen werden. Die steinernen Grabmäler waren mit Inschriften versehen, die uns heute noch wertvolle Informationen über Name, Geschlecht, Alter, Beruf oder militärischen Rang der Verstorbenen liefern.

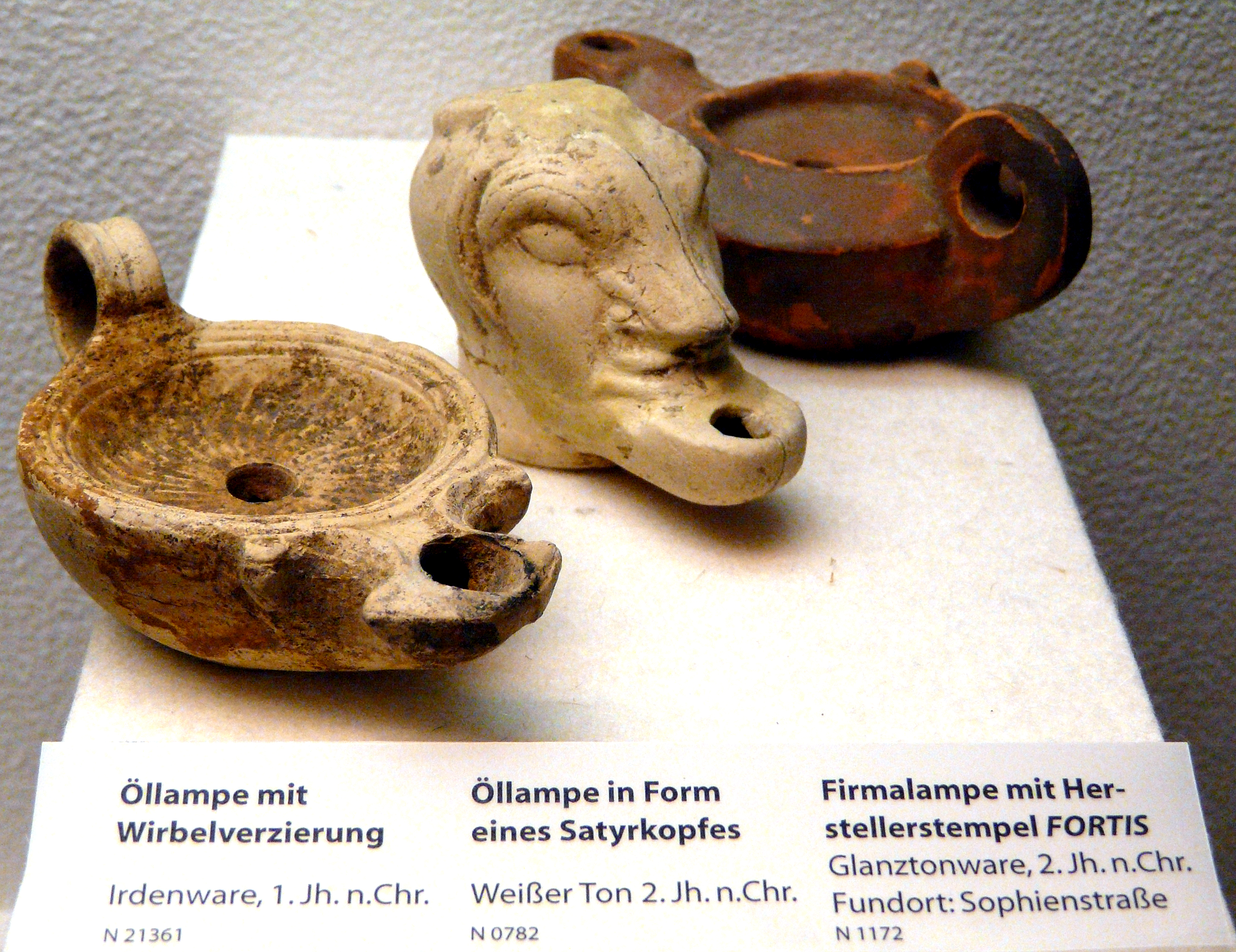
Öllampen (Clemens-Sels-Museum, Neuss)
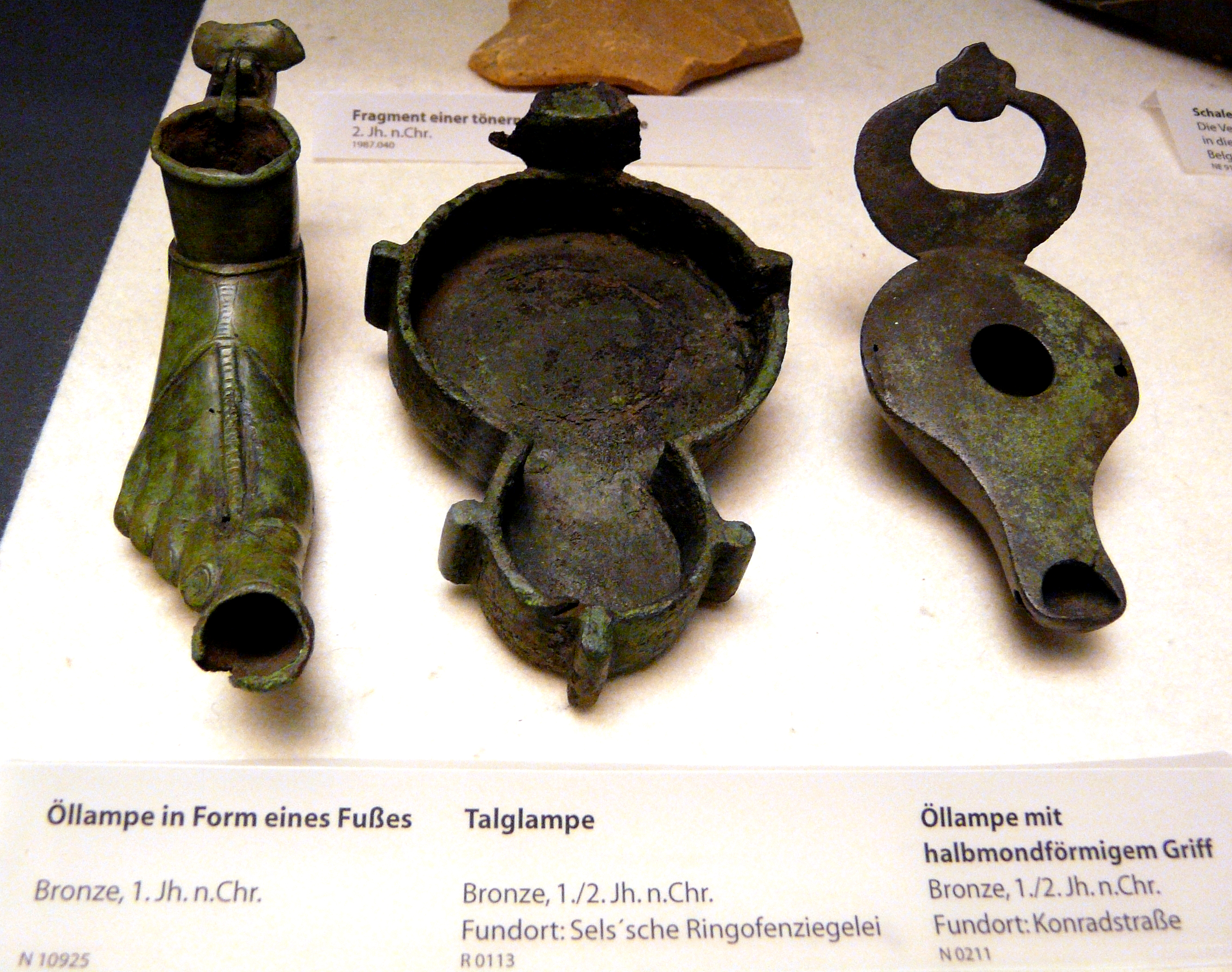
Bronzene Öllampen (Clemens-Sels-Museum, Neuss)
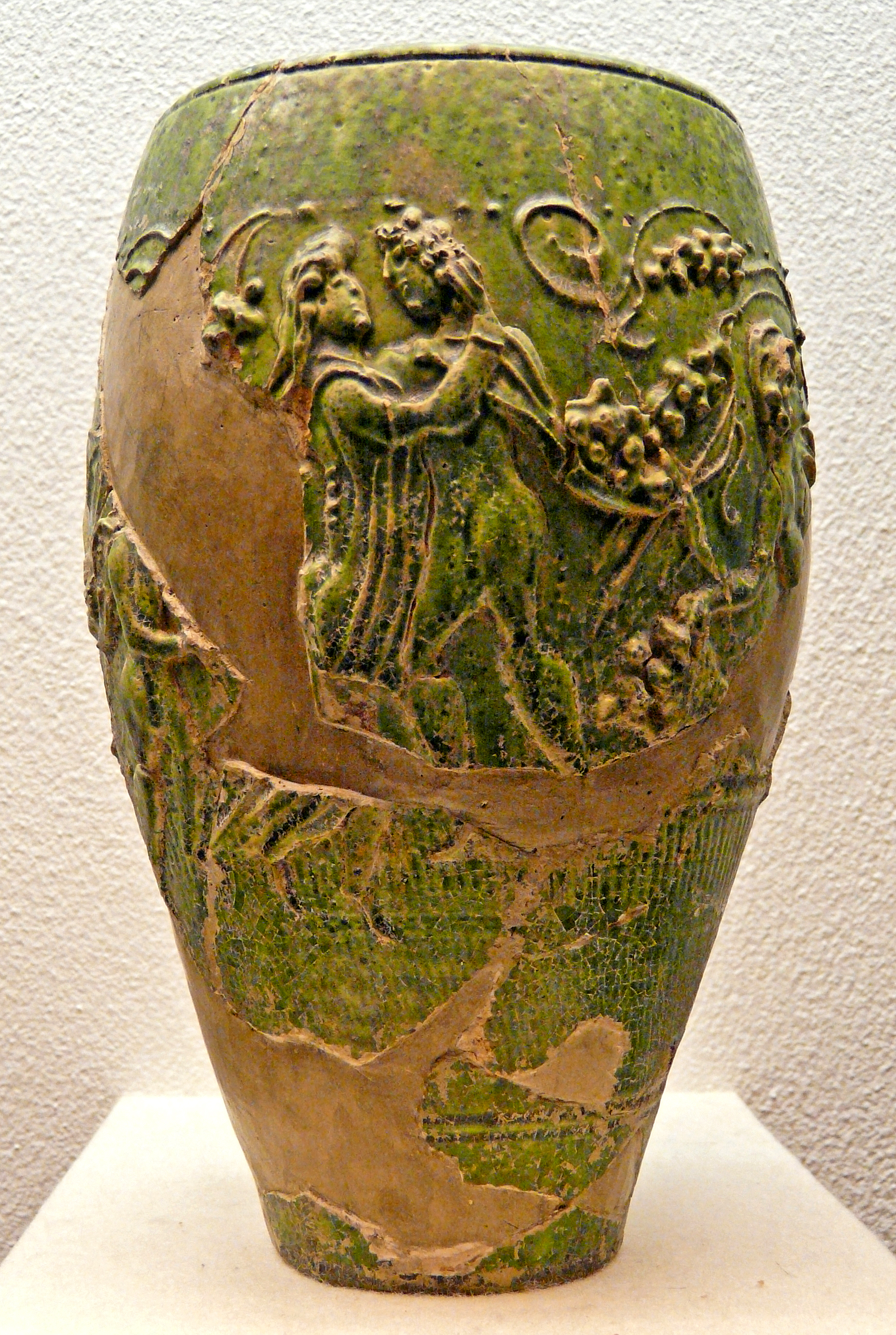
Grünglasierter Becher, Glasierte Irdenware mit Barbotine-Stil, 1. Jh. (Clemens-Sels-Museum, Neuss)
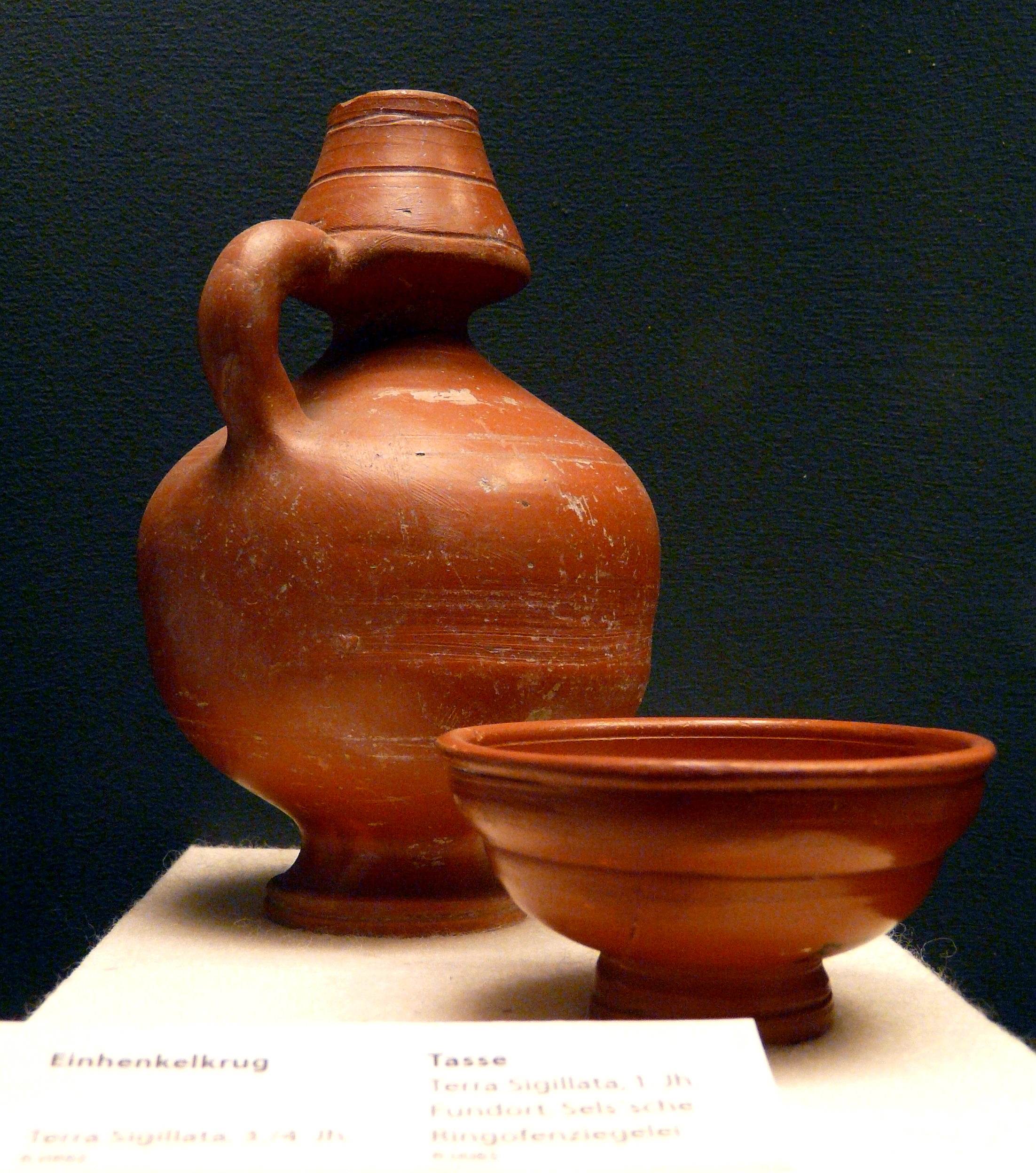
Terra Sigillata (Clemens-Sels-Museum, Neuss)

## Fossa sanguinis

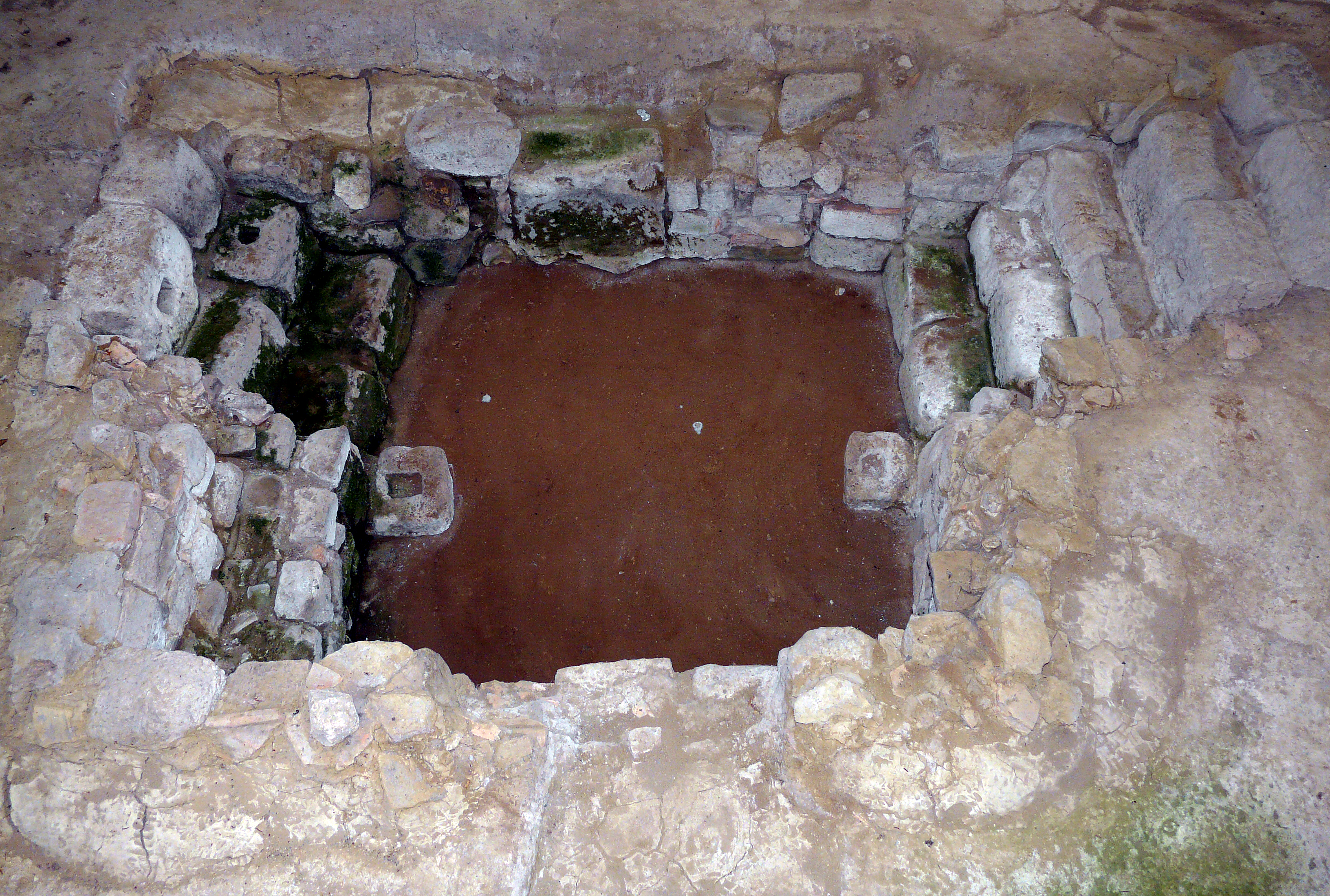
Fossa sanguinis

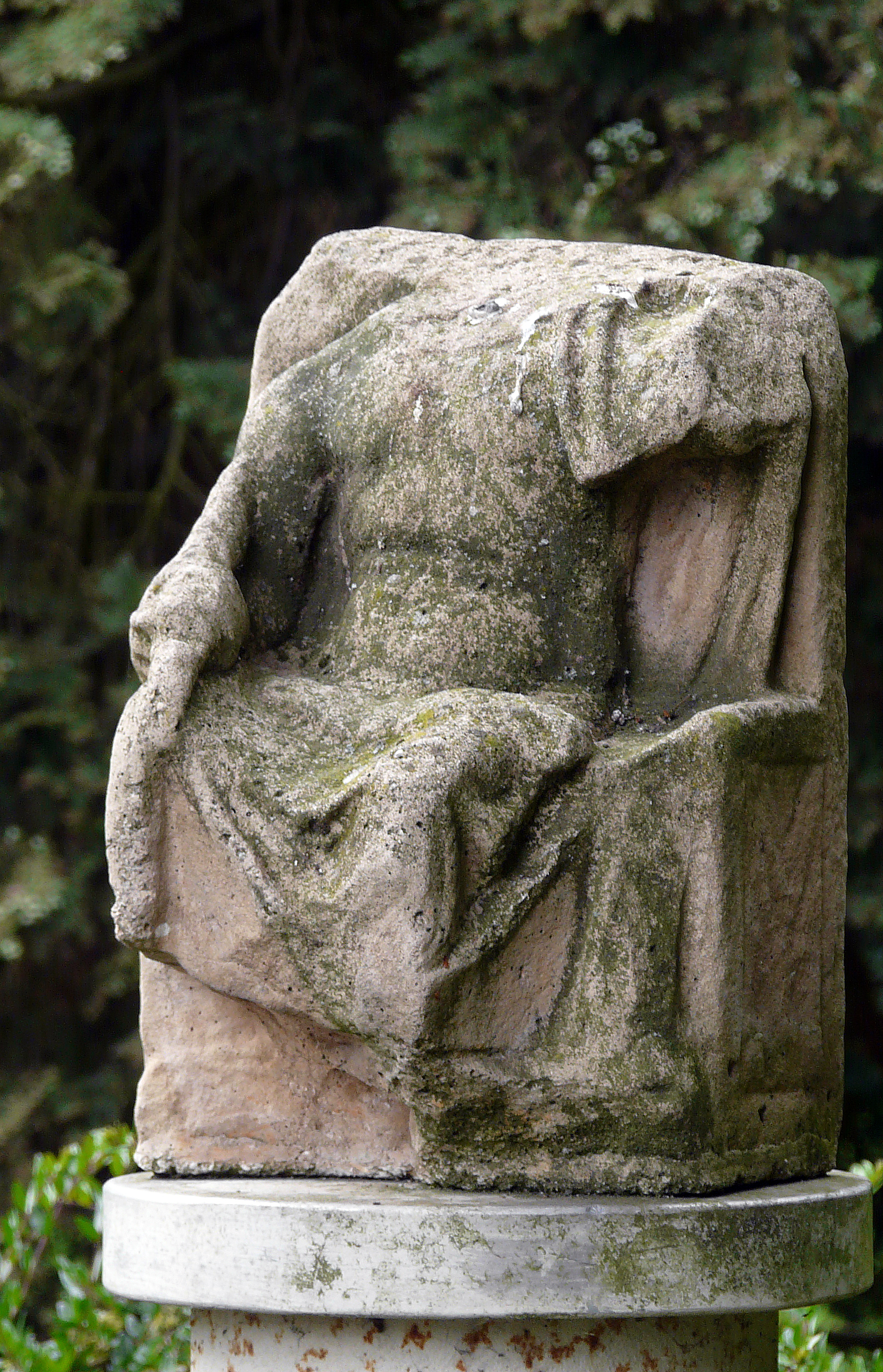
Thronender Jupiter (2. bis 3. Jahrhundert)

Ein in seiner Art für die germanischen Provinzen singulärer Befund ist ein „Kultkeller“, ein so genannter „Blutgraben“ (fossa sanguinis). Der Baukomplex wurde 1956/57 bei Rettungsgrabungen des Rheinischen Landesmuseums Bonn freigelegt. Der Kultbezirk befindet sich im Neusser Stadtteil Gnadental im Bereich des heutigen Gepa-Platzes. In antiker Zeit lag er in einem Tempelbezirk am südwestlichen Rande des Auxiliarvicus. Ausweislich des Fundmaterials bestand er vermutlich nur kurze Zeit in der ersten Hälfte des vierten Jahrhunderts und wurde um das Jahr 340 aufgegeben und verfüllt. Es handelt sich bei der Anlage um einen nahezu quadratischen Keller mit etwa 1,80 m Seitenlänge und einer erhaltenen Resttiefe von 1,40 Meter. Die Wände sowie zwei in den Keller führende, gegenüber liegende Treppen sind aus zum Teil sekundär verwendeten Grauwacke-, Tuff- und Kalksteinen errichtet. Der Boden bestand aus mit Dielen bedecktem Stampflehm. Über dem Keller befand sich vermutlich die aus einer Balkenkonstruktion bestehende Decke, die trotz der geringen Ausmaße und der somit recht kleinen belastbaren Fläche von nur rund 3,25 Quadratmeter mit einer zusätzlichen, an den Kellertreppen verankerten Holzkonstruktion gestützt wurde.
Dieser Umstand, der auf eine überdurchschnittlich hohe Belastung der Kellerdecke schließen lässt, sowie die Zusammensetzung des Fundmaterials ließen den Grabungsleiter Harald von Petrikovits diesen Befund als fossa sanguinis, einen Taufkeller des Kultes der Kybele bzw. ihrer römischen Entsprechung, der Magna Mater interpretieren. Bei deren Mysterienritualen, die durch den spätantiken Schriftsteller Prudentius überliefert sind, wurde der Täufling einer Taufe mit Blut unterzogen. Er begab sich in einen Keller oder eine abgedeckte Grube, 68-en ein Stier oder Widder geschächtet wurde. Das Blut lief durch die Decke über den darunter hockenden Täufling ab, der erst nach diesem, als reinigend und für die Ewigkeit wiedergebärend (renatus in aeternum) verstandenem Ritual endgültig der Gemeinde angehörte.
Sowohl die Überlieferung des Prudentius als auch die Befundinterpretation durch von Petrikovitz sind in der Literatur mitunter kritisch betrachtet, aber bis heute nicht zwingend widerlegt worden. Die fossa sanguinis wurde konserviert, mit einem Schutzbau versehen und kann besichtigt werden.

Funde aus der Fossa sanguinis
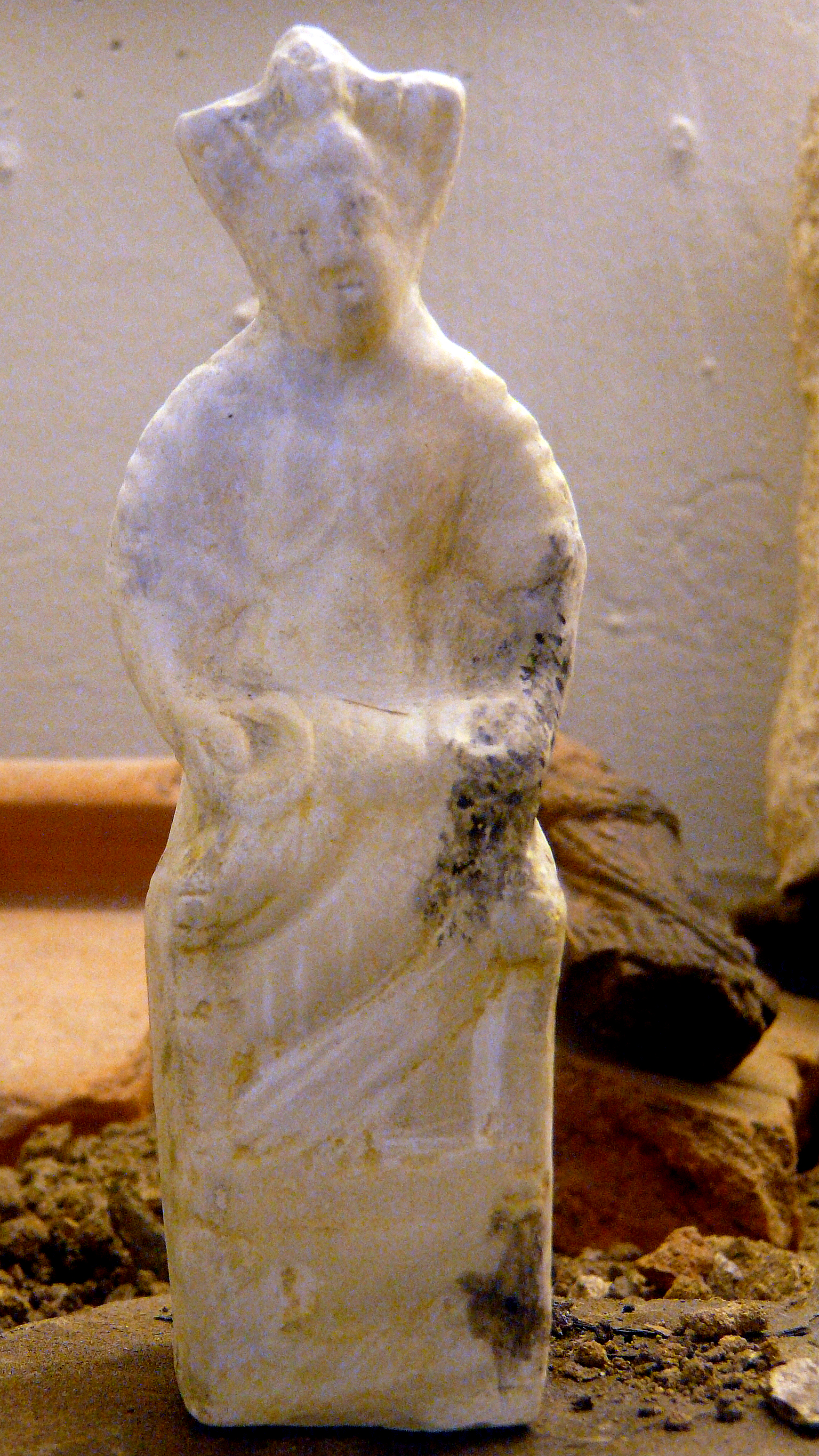
Sitzende Muttergöttin mit Patera (2. Jahrhundert)
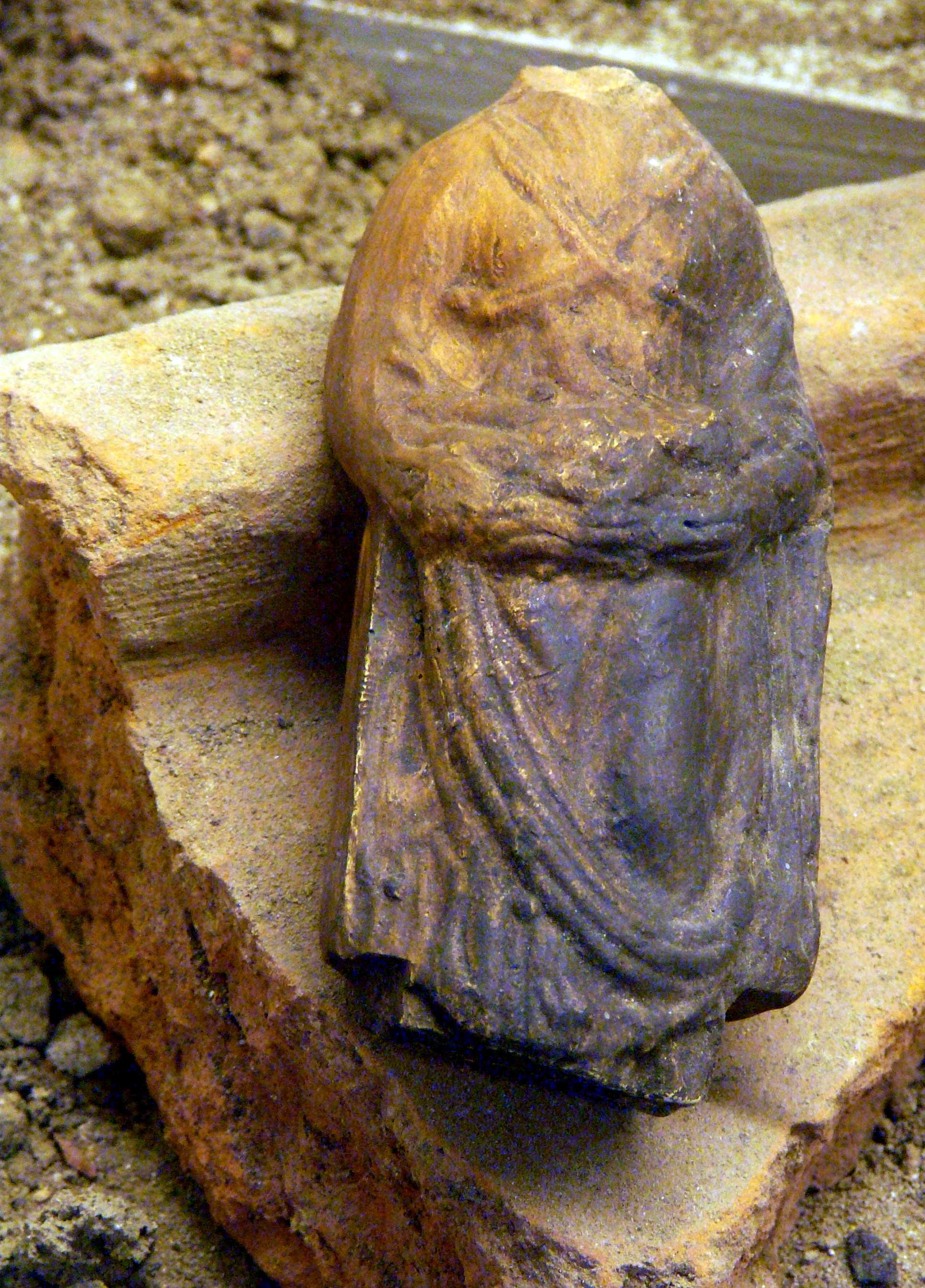
Muttergöttin mit Kind (2. Jahrhundert)
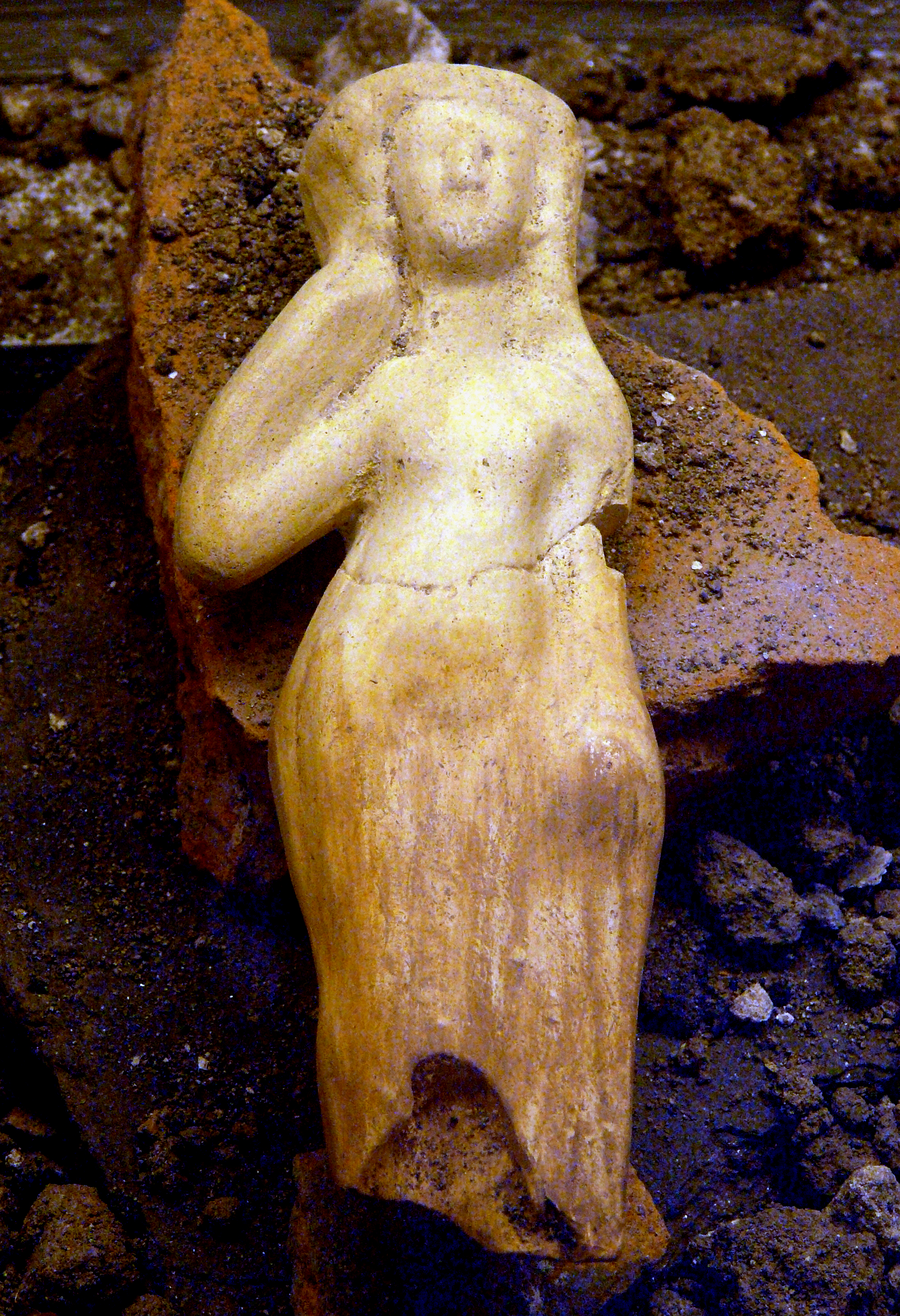
Muttergöttin in Gestalt einer badenden Venus (1. bis Mitte 2. Jh.)
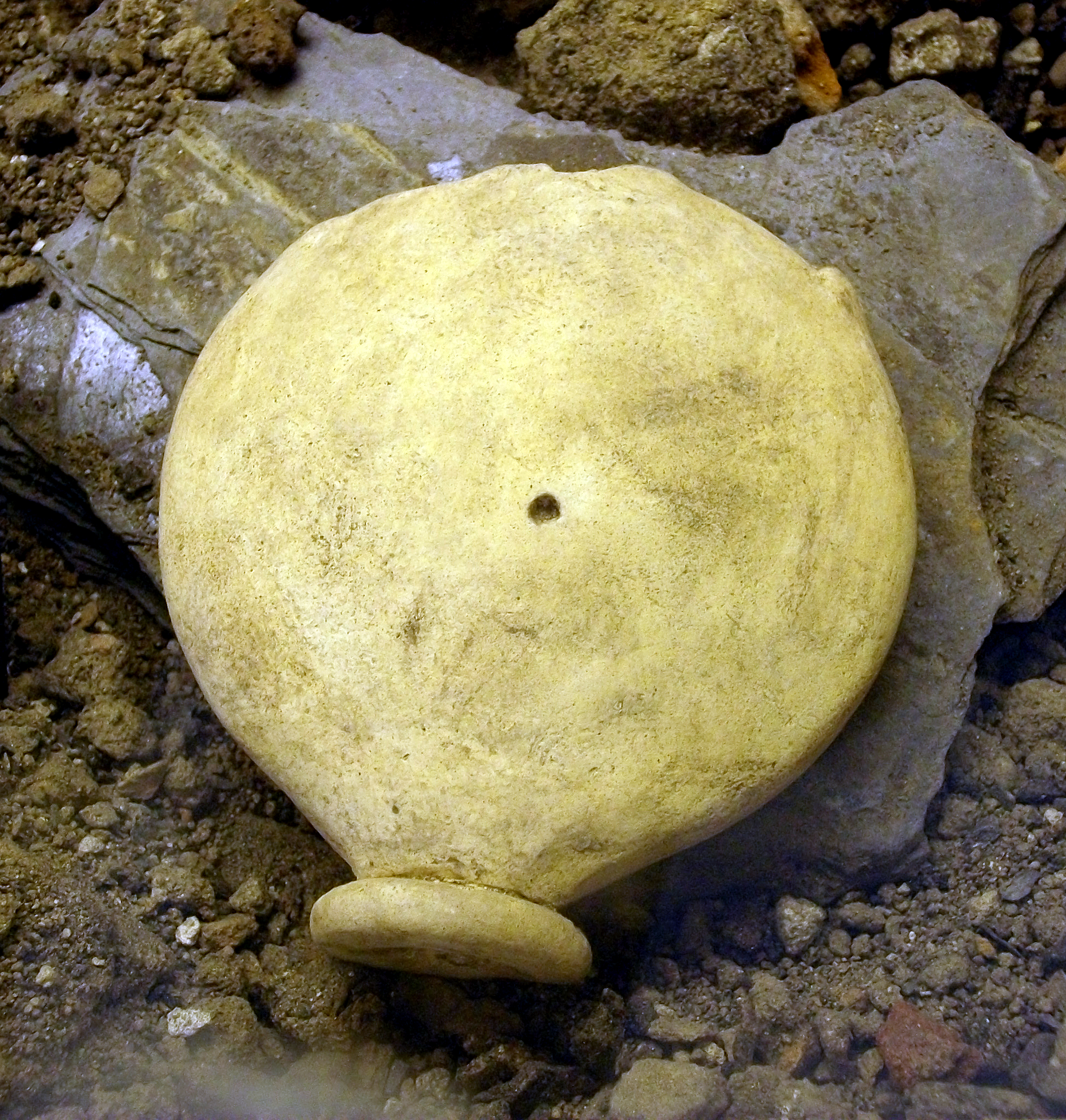
Tönerne Feldflasche, 2. bis 4. Jahrhundert

## Denkmalschutz und museale Präsentation

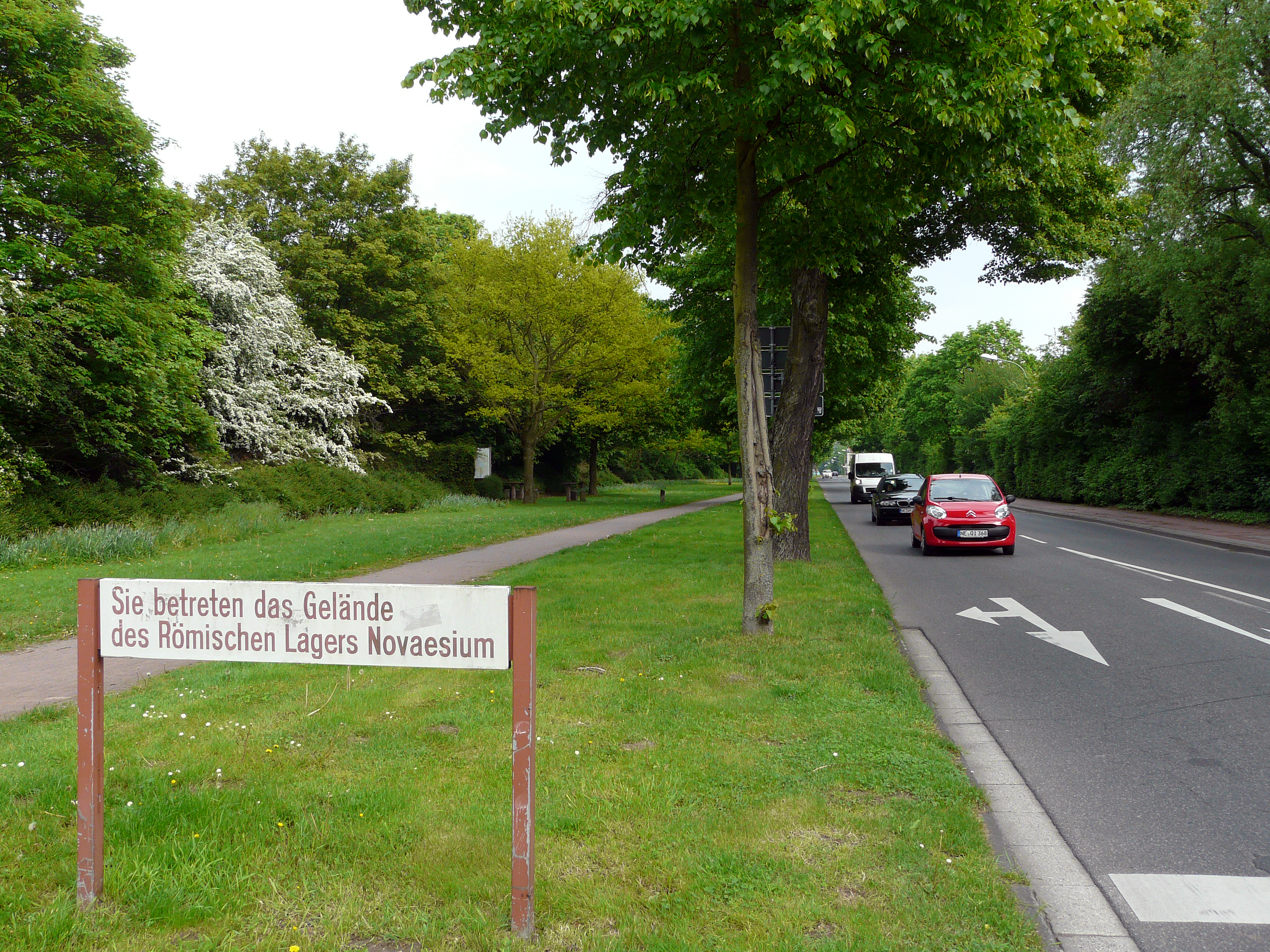
Historischer Rundgang, Markierung des ehemaligen römischen Militärlagers von Novaesium

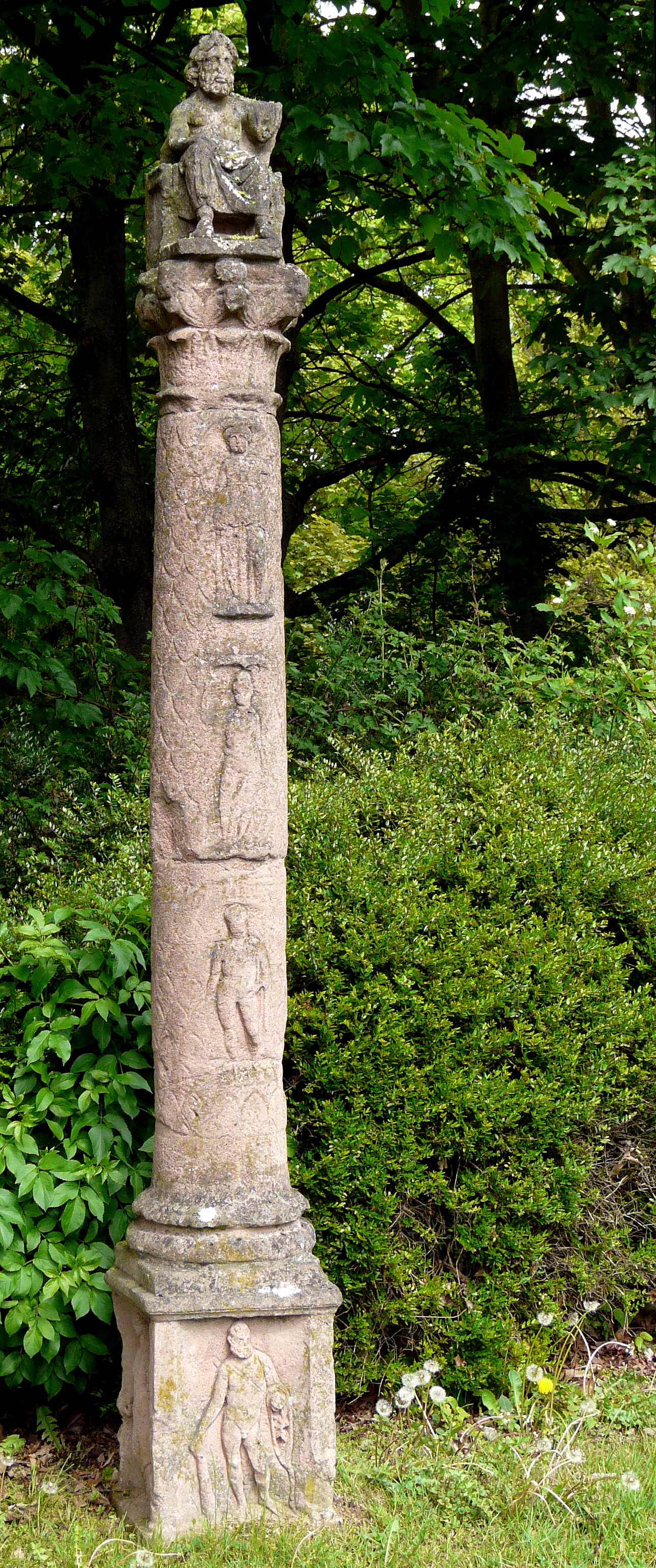
Historischer Rundgang, Jupitergigantensäule

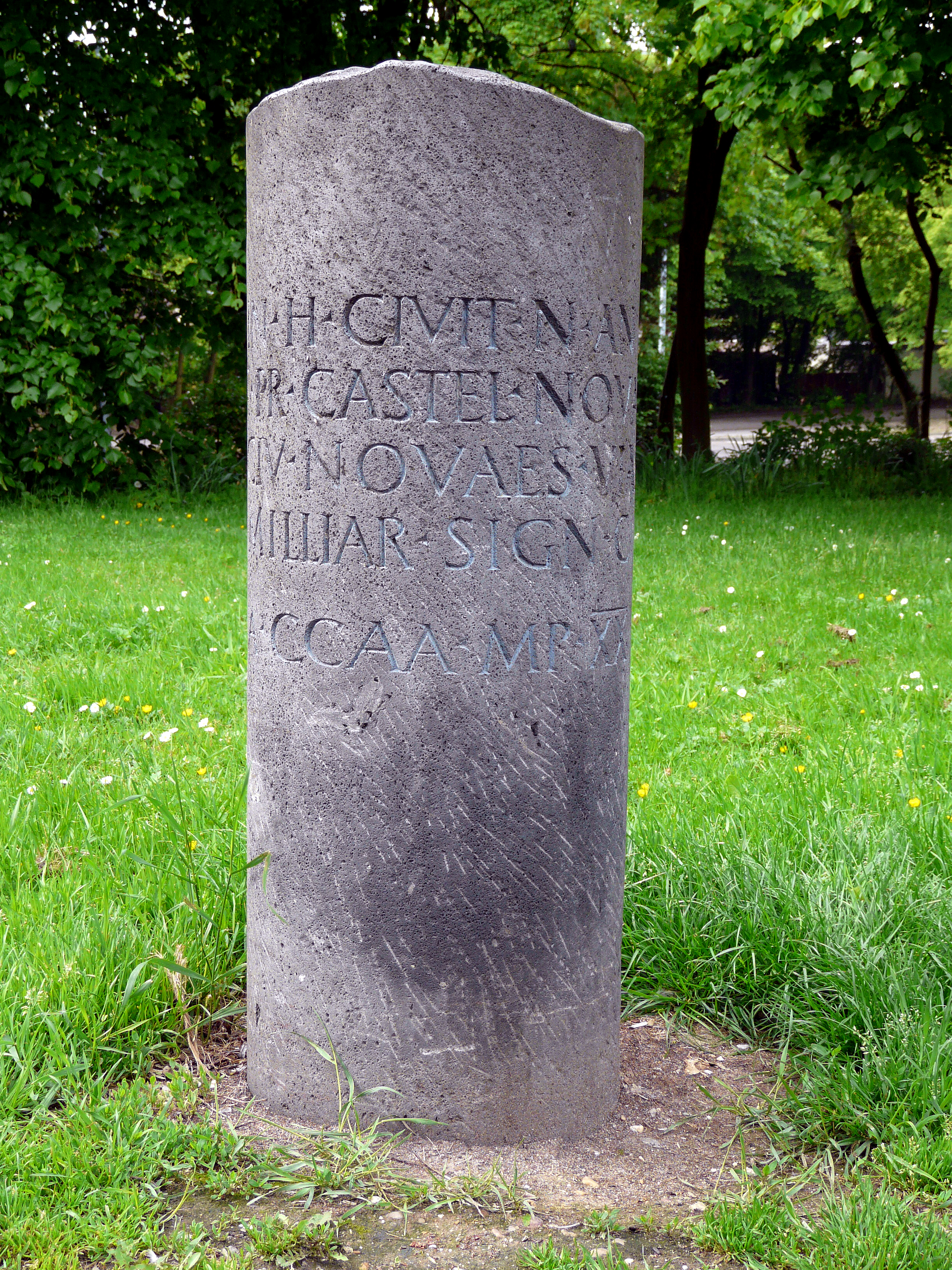
Historischer Rundgang, Nachbildung eines Meilensteins

### Denkmalschutz
Die Kastelle von Novaesium sind Bodendenkmale nach dem Gesetz zum Schutz und zur Pflege der Denkmäler im Lande Nordrhein-Westfalen (Denkmalschutzgesetz – DSchG). Im März 2021 erfolgte gegen den Widerstand der Anwohner die offizielle Eintragung in die Denkmalliste der Stadt Neuss. Nachforschungen, gezieltes Sammeln von Funden und Bodeneingriffe jeder Art sind genehmigungspflichtig. Zufallsfunde sind an die Denkmalbehörden zu melden.

### Historischer Rundgang
Zur so genannten 2000-Jahr-Feier der Stadt Neuss wurde ein „Historischer Rundgang“ durch das ehemalige römische Garnisonsgelände angelegt. Der Rundgang weist auf Fundstellen des römischen Lagers hin und zeigt einige Exponate, die nicht alle aus Neuss stammen:

#### Jupitersäule
Über der Basis eines Viergöttersteins mit den Darstellungen von Herkules, Ceres, Merkur und Vulcanus (Fundort Köln-Weiden) erhebt sich eine Säule (aus Erkelenz-Klein Bouslar) mit den Abbildungen der Juno, der Minerva und des Merkur, die von einem thronenden Jupiter (aus Bonn) gekrönt wird. Die drei Bestandteile stammen alle aus dem 3. Jahrhundert, das Original befindet sich im Rheinischen Landesmuseum Bonn.

#### Grabstein des Oclatius
Oclatius diente als Signifer (Feldzeichenträger) in der Ala Afrorum, einer ursprünglich in Afrika ausgehobenen Reitereinheit, die vermutlich in den 70er Jahren in Neuss stationiert war. Oclatius, der im oberen Relief mit dem Feldzeichen seiner Einheit abgebildet ist, war ein Tungerer, stammte also aus dem Gebiet um das heutige Tongern in Belgien. Auf dem unteren Relief führt ein Stallknecht das gesattelte Pferd des Signifers. Auf der Schulter trägt er wohl ein Bündel Lanzen. Der Grabstein wurde 1922 an der Kölner Straße entdeckt. Die Inschrift zwischen den beiden Reliefs lautet:
Oclatio Carvi f(ilio)
signif(ero) alae Afror(um)
Tungro frater h(eres) f(aciendum) c(uravit)
Übersetzung: „Dem Oclatius, Sohn des Carvus, Feldzeichenträger der Ala Afrorum, aus dem Stamm der Tungerer, hat der Bruder und Erbe (diesen Grabstein) anfertigen lassen.“

#### Grabstein des Pancuius
Die Grabstele des Tiberius Iulius Pancuius wurde 1950 an der Kölner Straße gefunden. Pancuius war Signifer einer Auxiliarkohorte, die in der Provinz Lusitania auf der iberischen Halbinsel aufgestellt worden war. Vermutlich zwischen 20 und 43 n. Chr. war die Truppe zur Unterstützung der 20. Legion in Novaesium stationiert. Die Inschrift unterhalb des Reliefporträts lautet:
Tiber(ius) Iulius
Pancuius
mil(es) coh(ortis)
Lusitanorum
an(norum) LV stip(endiorum) XXVIII
hic s(i)t(us) est
Übersetzung: „Tiberius Iulius Pancuius, Soldat der Kohorte der Lusitanier, im Alter von 55 Jahren, mit 28 Dienstjahren, ist hier bestattet.“

#### Ehemaliger Standort der römischen Brücke
Informationstafel zur ehemals achtbögigen Steinbrücke über die Erft, die 1586 im Truchsessischen Krieg von spanischen Truppen gesprengt worden ist.

#### Tuffsteine aus dem Legionslager
Behauene Steine, mit denen die Außenmauern des so genannten Koenenlagers in der Zeit zwischen 70 und 85 n. Chr. verblendet gewesen sind.

Stationen des „Historischen Rundgangs“
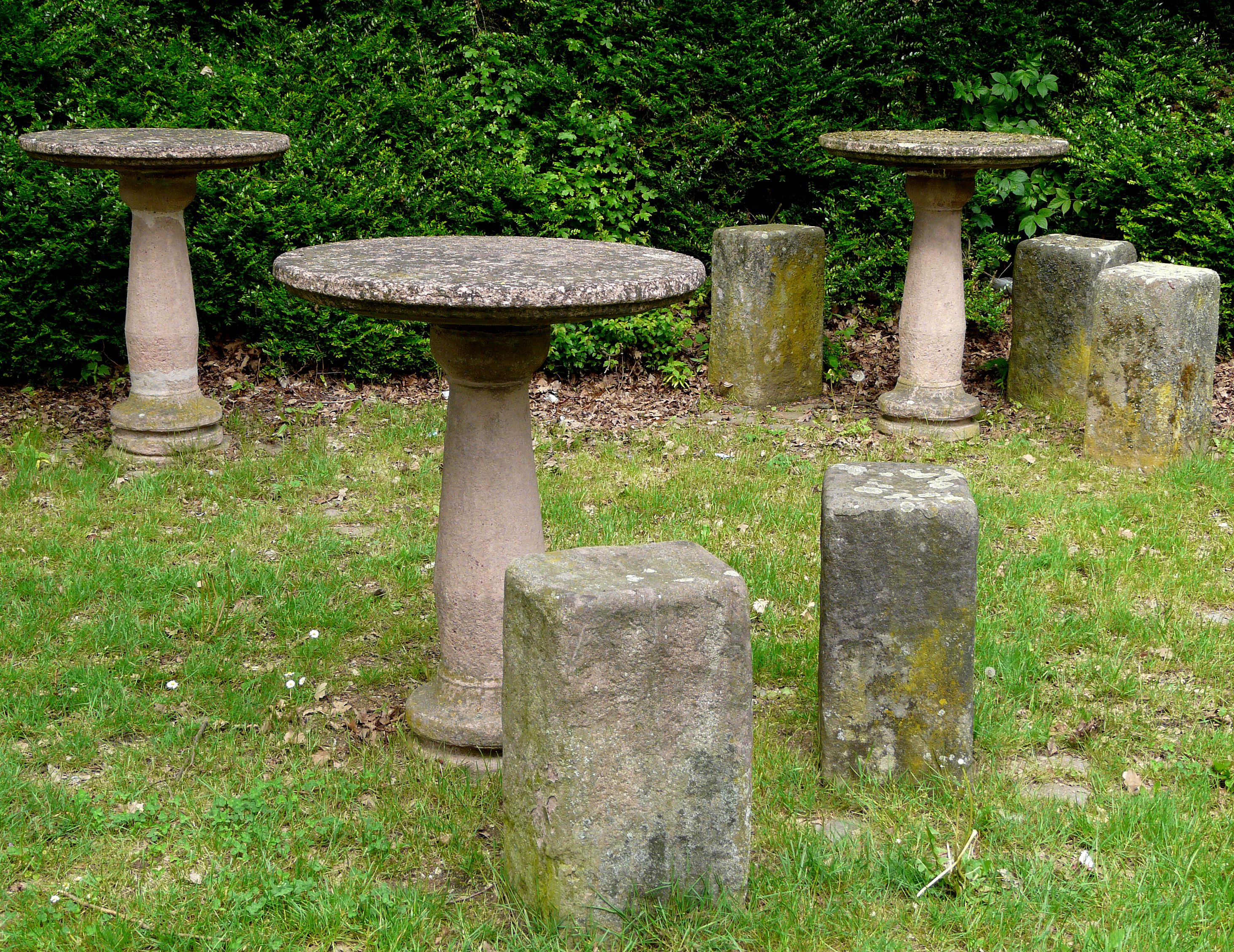
Steintische und -quader
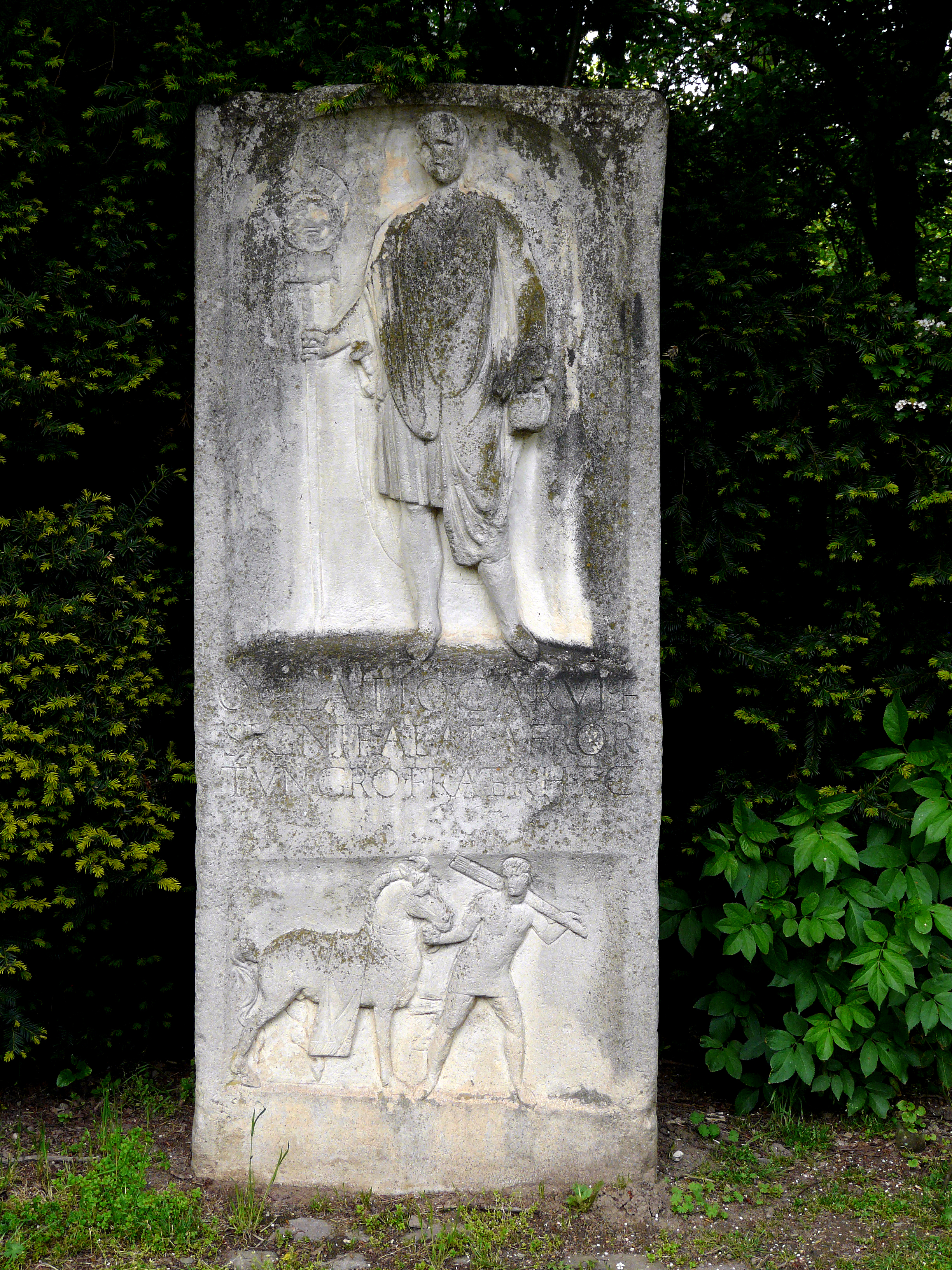
Kopie des Grabsteins des Oclatius
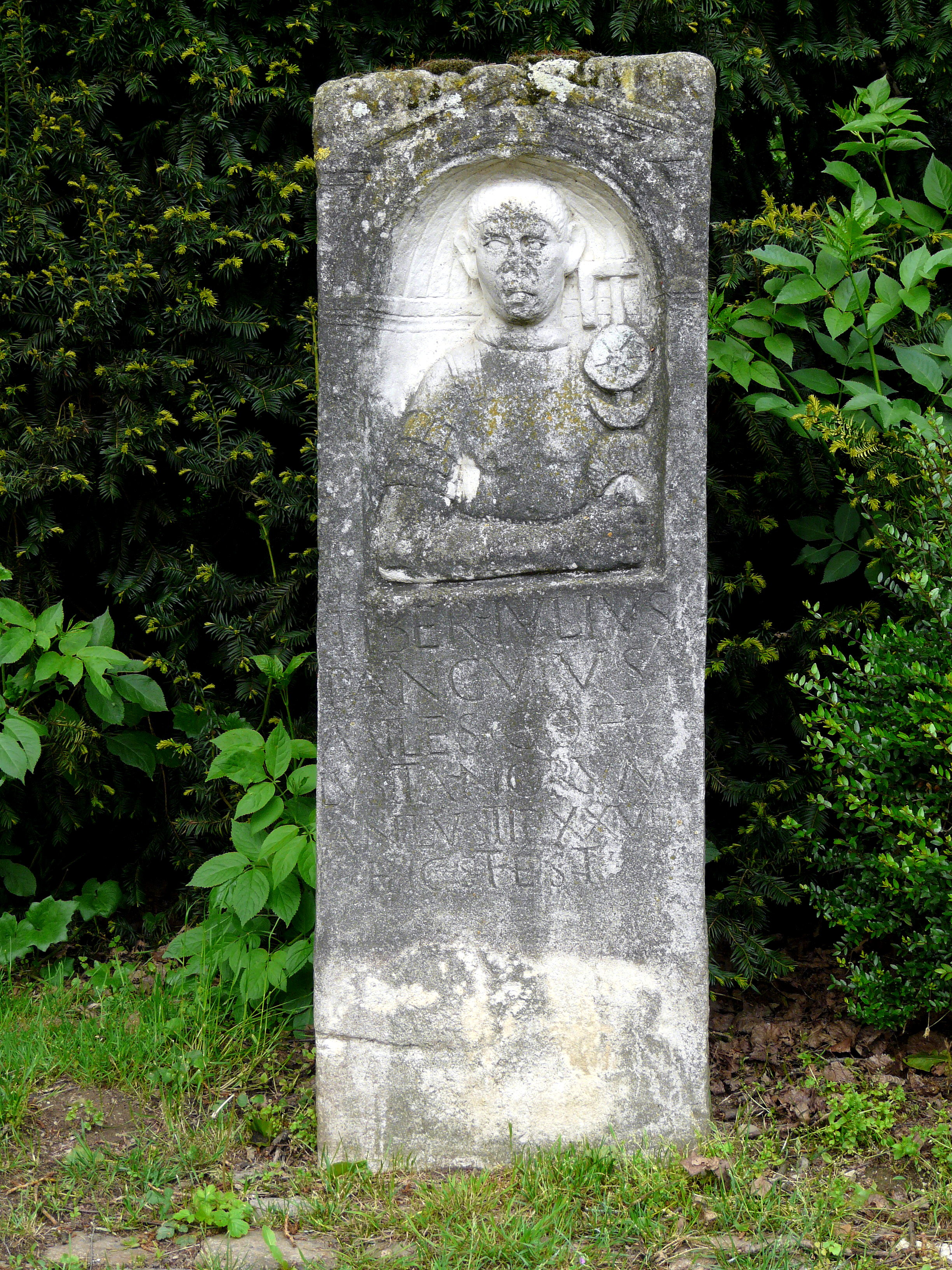
Kopie des Grabsteins des Pancuius
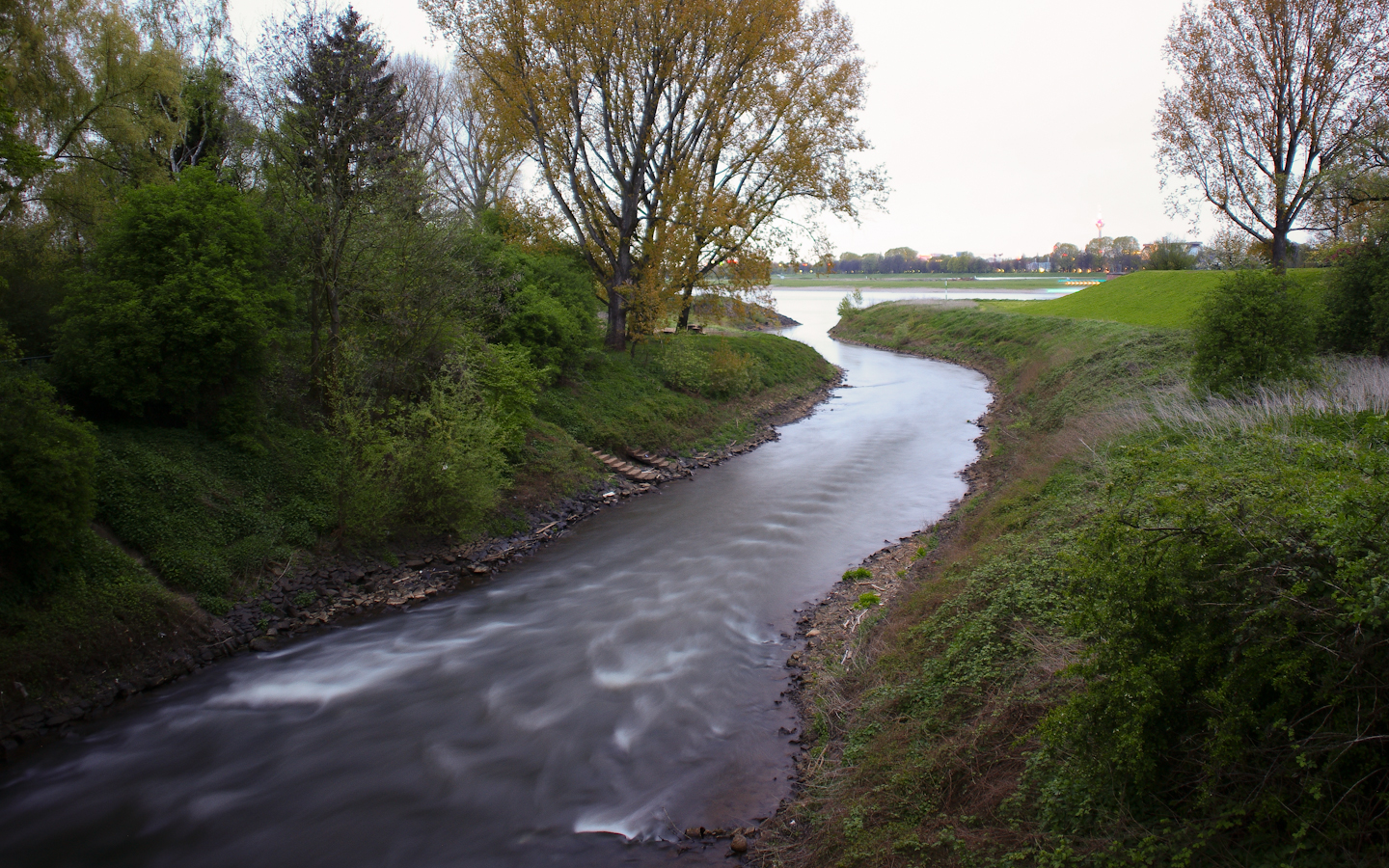
Mündung der Erft in den Rhein im Bereich der ehemaligen römischen Erftbrücke von Novaesium

### Clemens-Sels-Museum

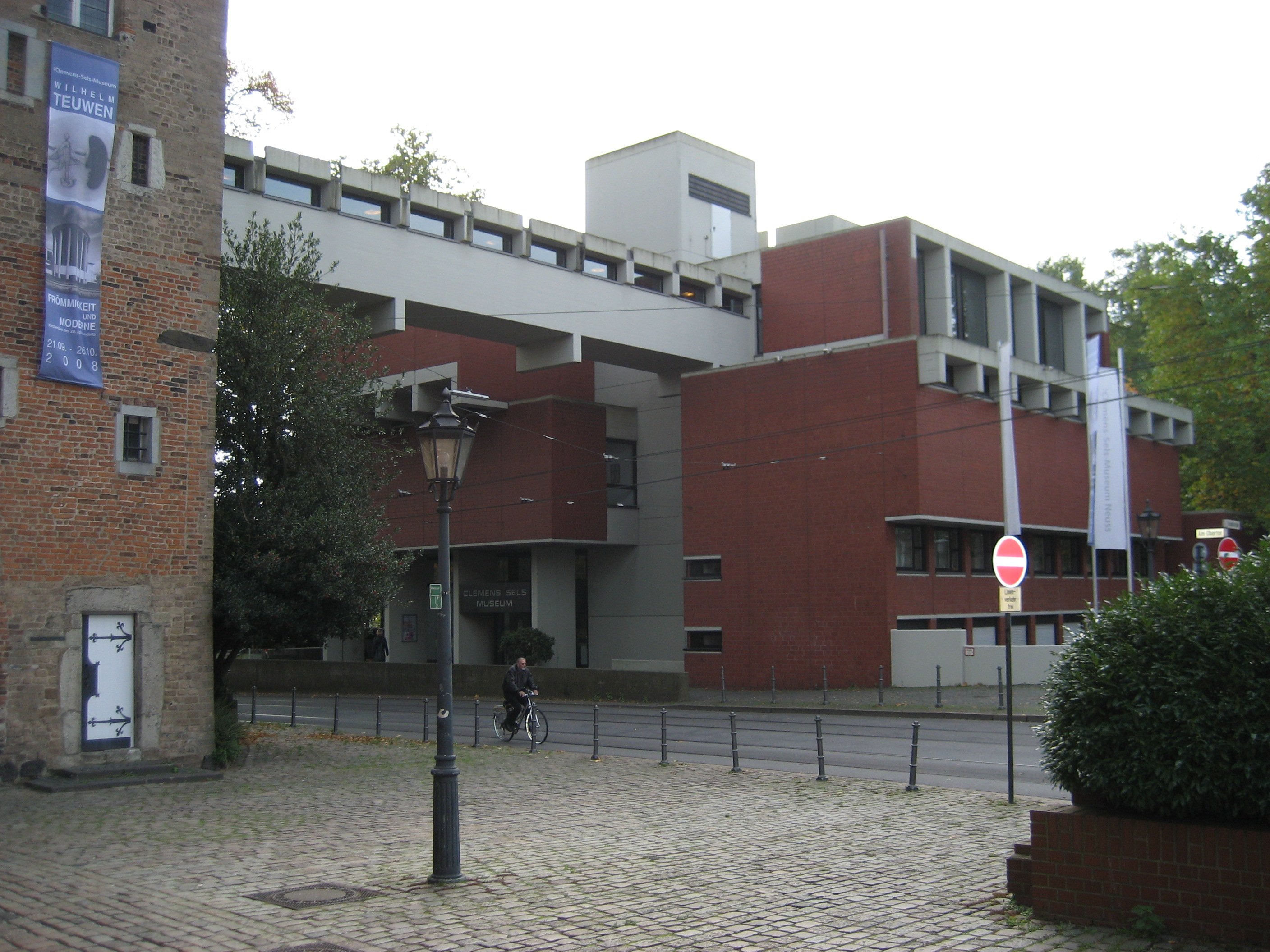
Neubau des Clemens-Sels-Museums

Neusser Obertor

Die archäologischen Sammlungen der Stadt Neuss gehen in ihrem Ursprung auf die privaten Sammlungen der Mitglieder des ersten Neusser Altertumsvereins zurück. 1845 wurde hierfür ein erstes Städtisches Museum am Obertor errichtet. Im Jahre 1900 ging ein Großteil des Bestandes durch einen Brand verloren. 1912 konnte durch die Stiftung von Pauline Sels, der Witwe eines Sammlers ein neues Gebäude am Neusser Markt bezogen werden. Seit diesem Zeitpunkt trägt das Museum als Clemens-Sels-Museum den Namen dieses Sammlers, dessen Bestände in den Fundus des Hauses einflossen. Im Zweiten Weltkrieg wurde das Gebäude nahezu vollständig zerstört. Erst 1950 konnte das Museum, wiederum am Obertor, neu eröffnet werden. Ein zusätzlicher Neubau gesellte sich 1975 hinzu.
Die archäologische Sammlung enthält Bodenfunde aus allen vor- und frühgeschichtlichen Epochen seit dem Paläolithikum, die auf dem Neusser Stadtgebiet vertreten sind. Die römischen Exponate bilden naturgemäß einen Schwerpunkt der Sammlung.

Römische Exponate im Clemens-Sels-Museum
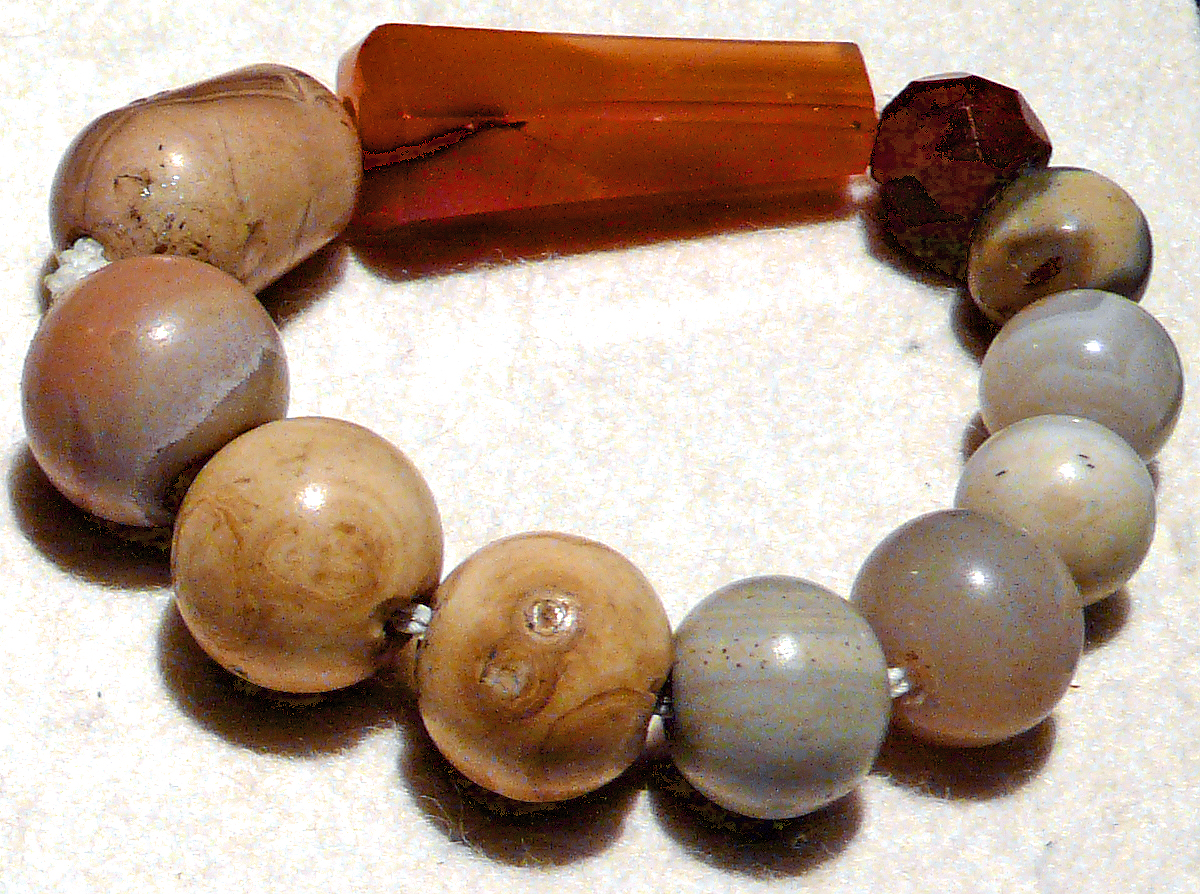
Rest einer Perlenkette aus Achat und rotem Glas
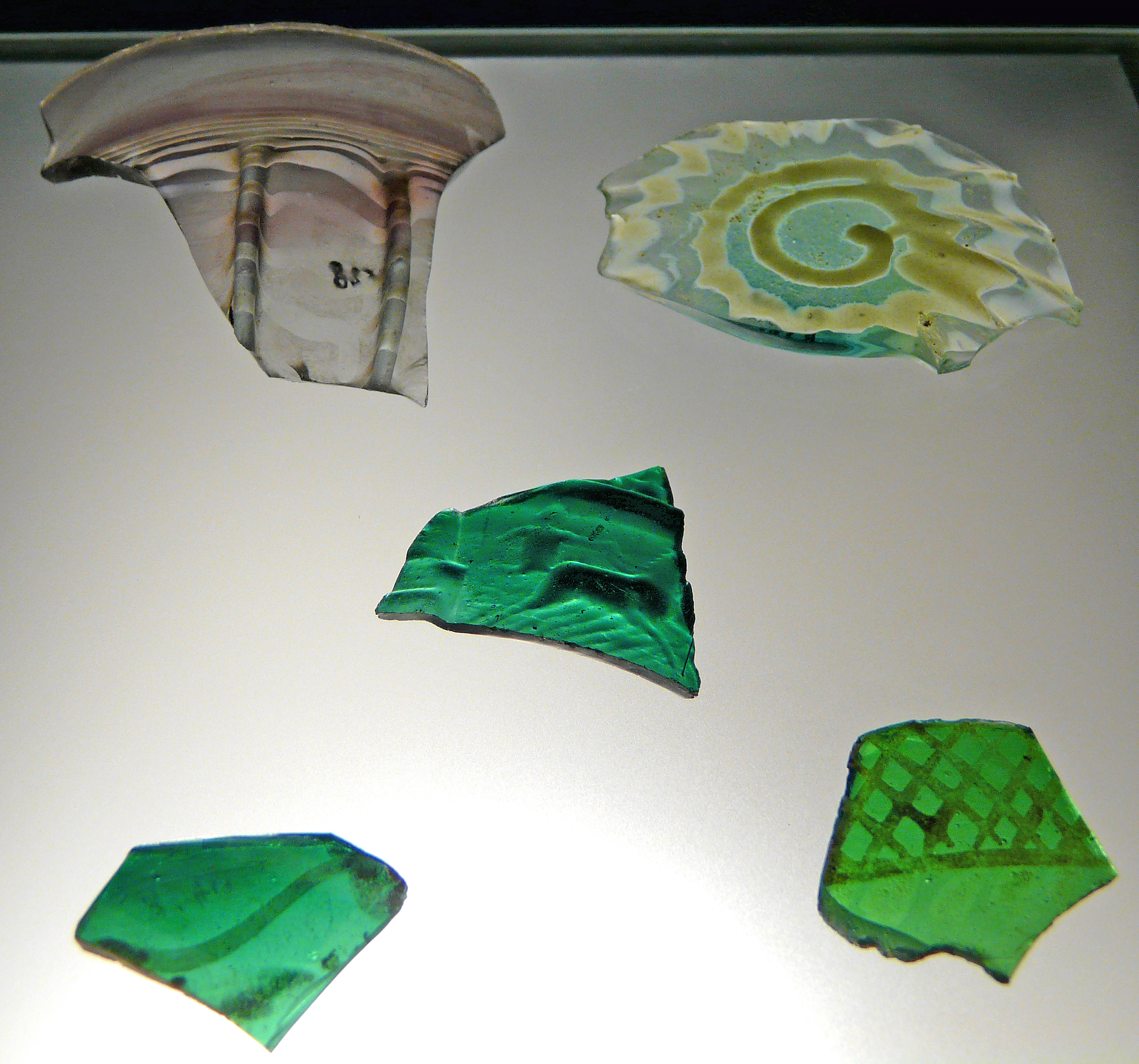
Diverse Glasscherben, 1. Jahrhundert
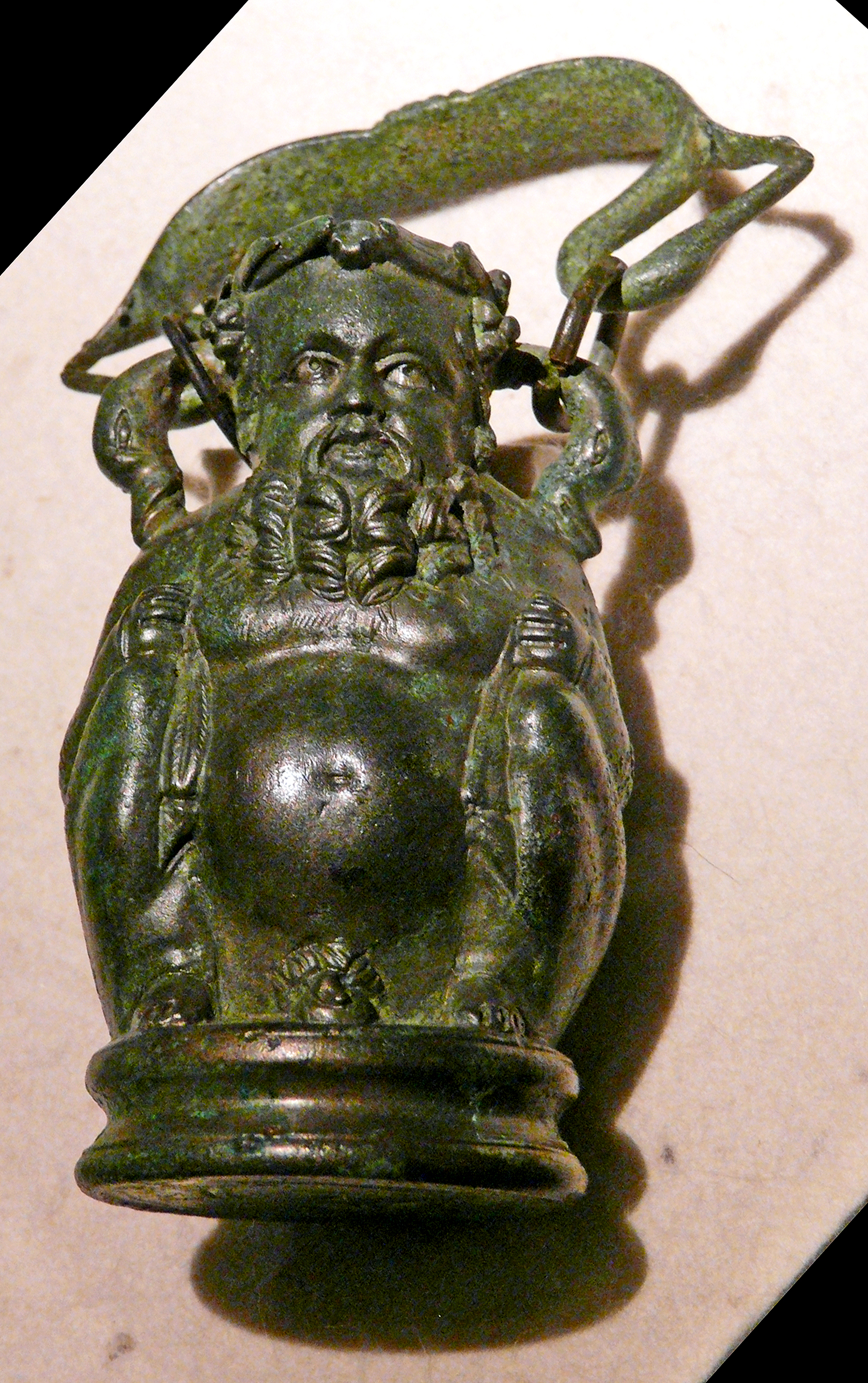
Salbgefäß in Form eines bärtigen Silen, Bronze mit Silbereinlagen, 3. Jahrhundert
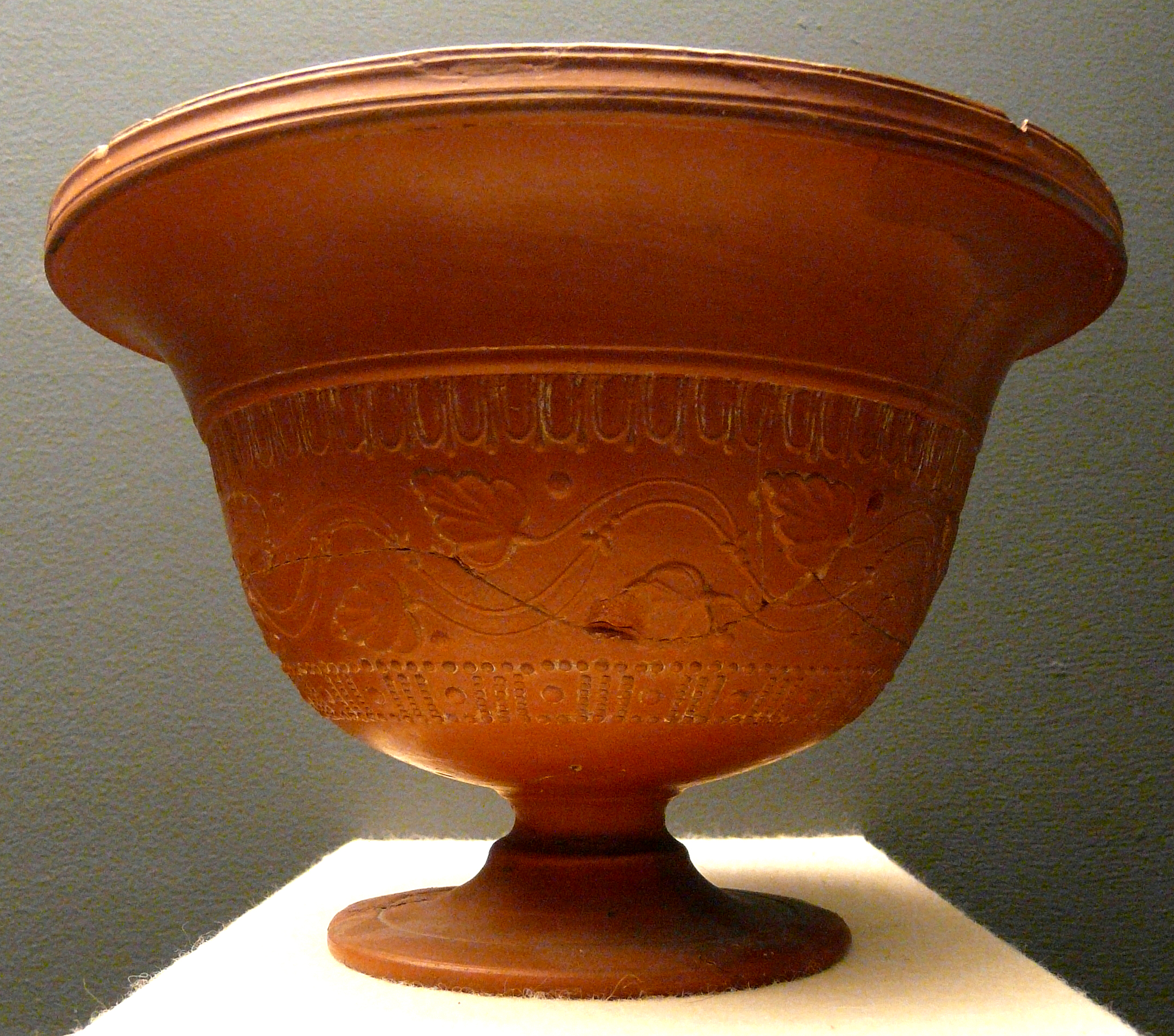
Südgallische Terra Sigillata

Neben der archäologischen Sammlung gibt es noch die Abteilungen Dokumente zur Stadtgeschichte, Kunst und Kunstgewerbe des 12. bis 18. Jahrhunderts, Kunst des 19. bis 21. Jahrhunderts, Naive Kunst sowie Volkskunst, volkstümliche Kleinkunst, Spielzeug.

## Siehe auch

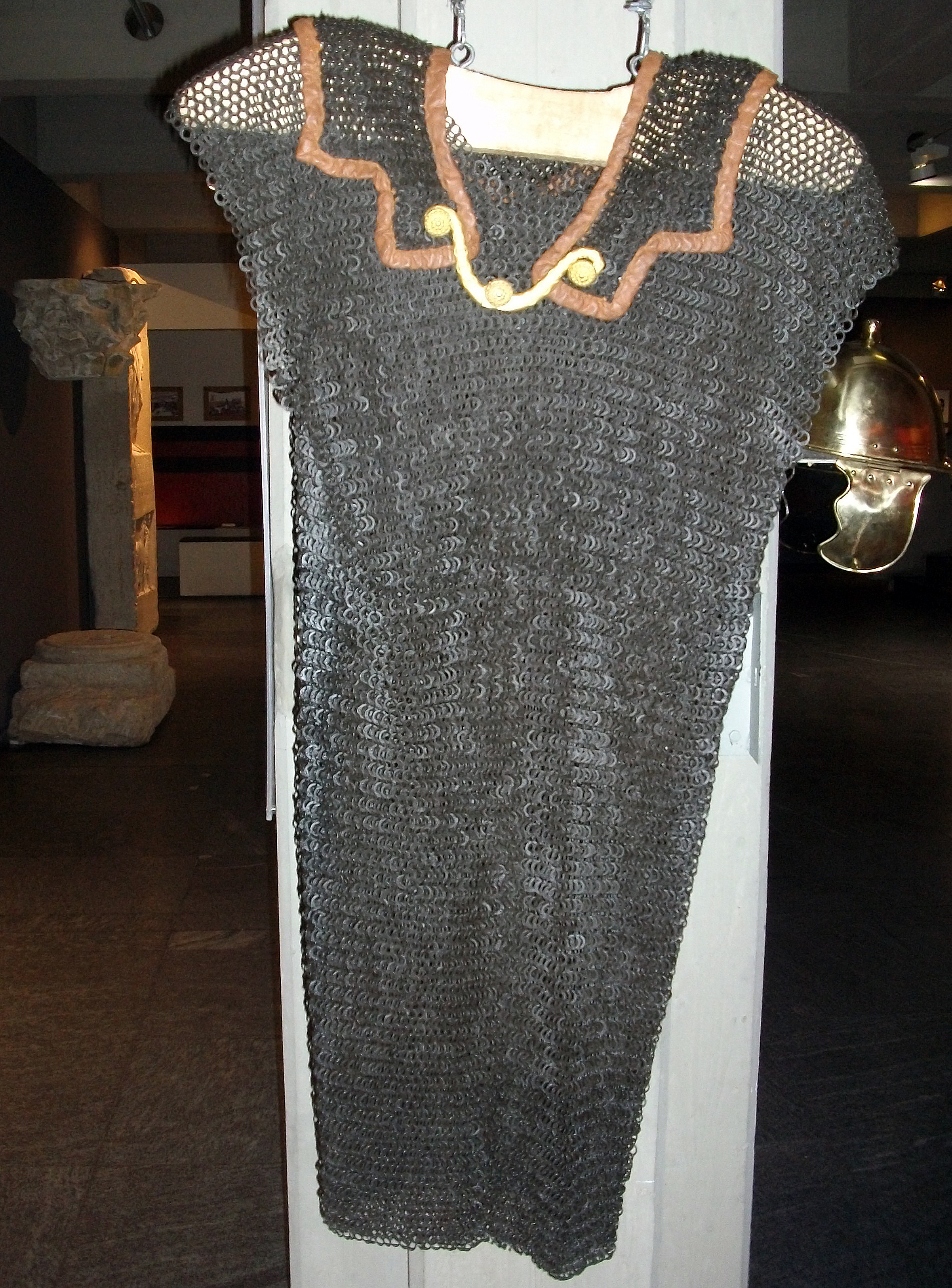
Nachbildung eines Kettenhemds (Clemens-Sels-Museum, Neuss)

## Literatur

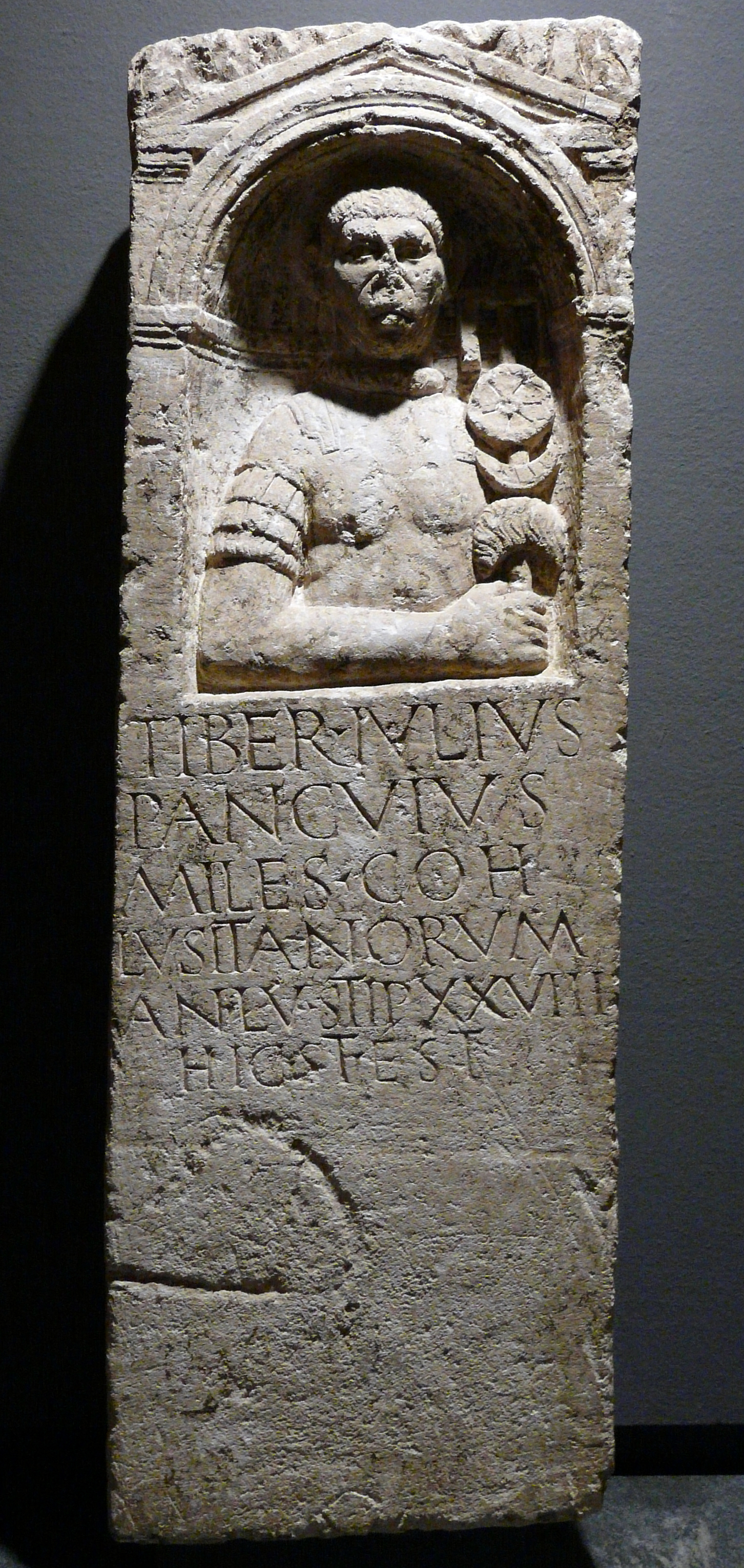
Grabstein des Pancuius (Clemens-Sels-Museum, Neuss)

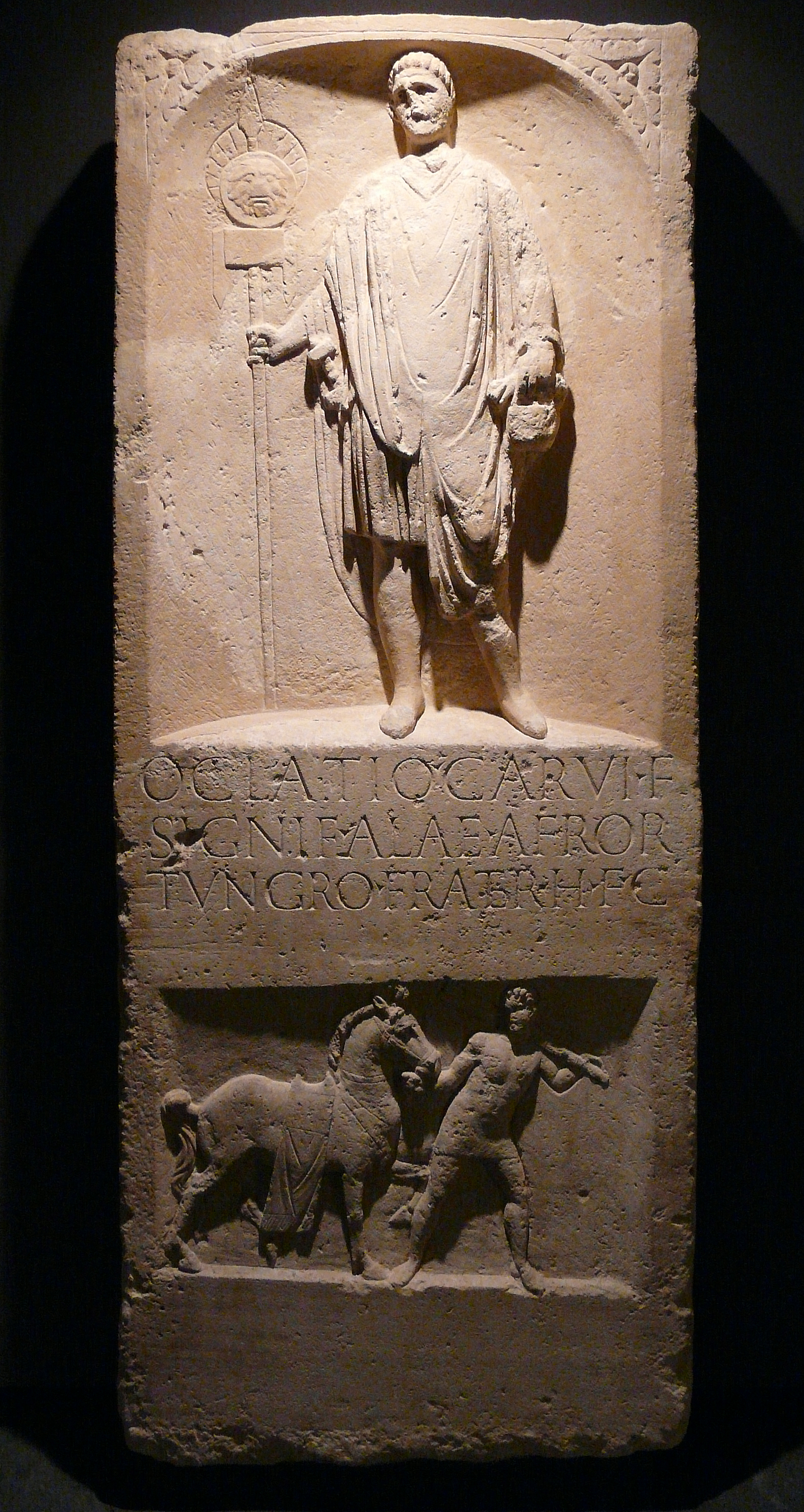
Grabstein des Oclatius (Clemens-Sels-Museum, Neuss)

## Weblinks

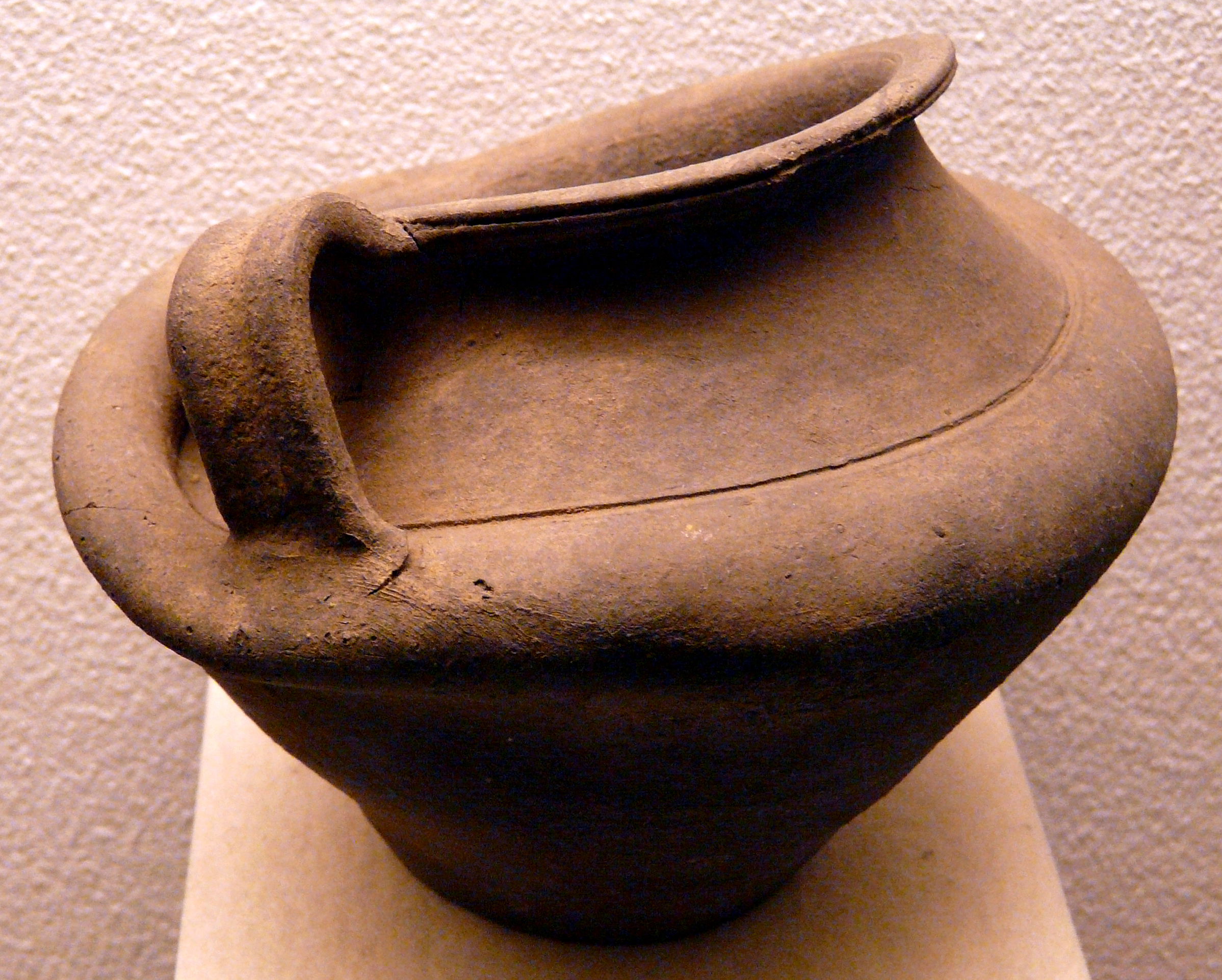
Bauchiger Einhenkelkrug, rauhwandige Ware, Fehlbrand, 1. Jahrhundert (Clemens-Sels-Museum, Neuss)

## Anmerkungen

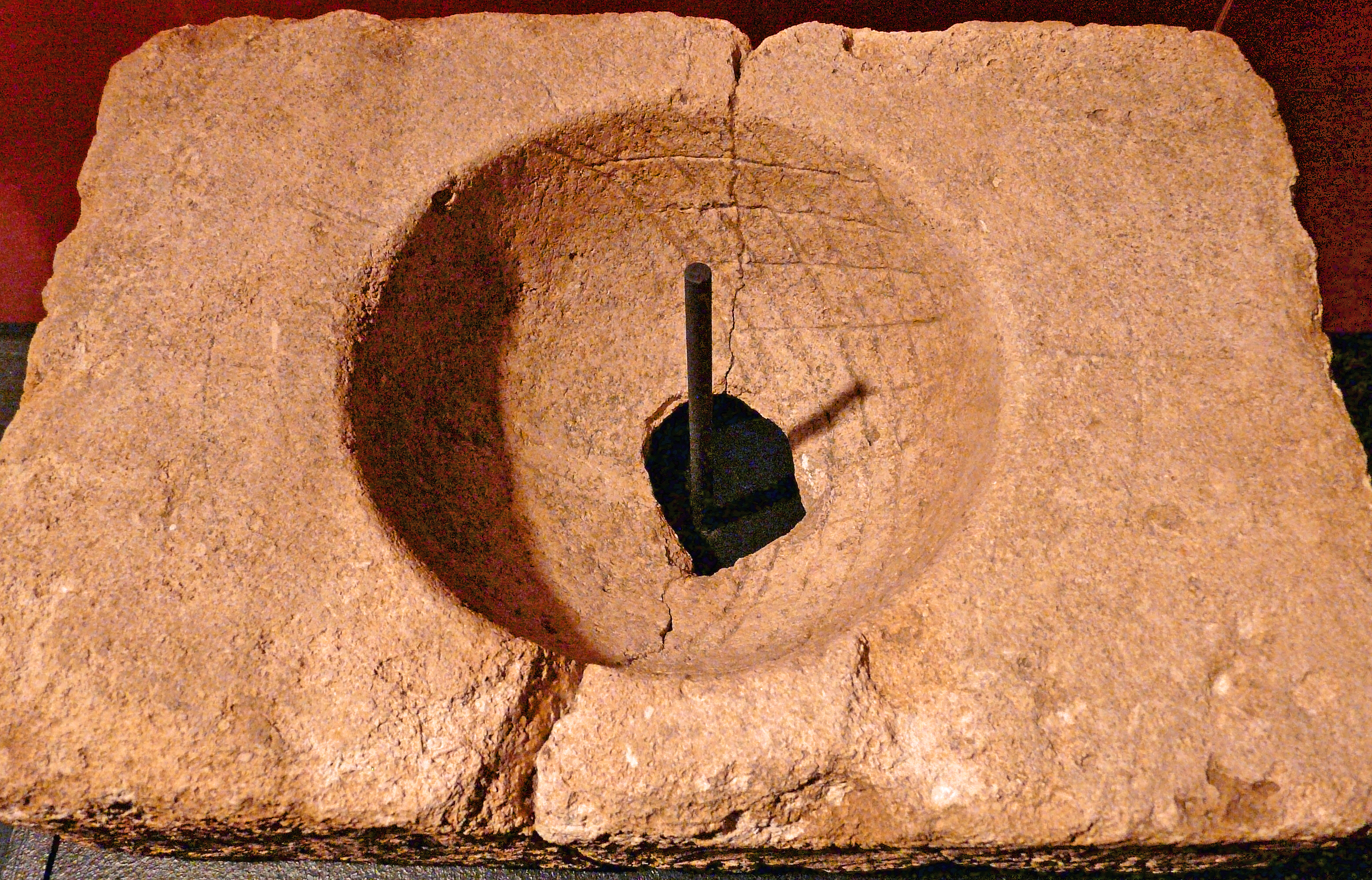
Sonnenuhr, Kalkstein, 1. Jh. (Clemens-Sels-Museum, Neuss)

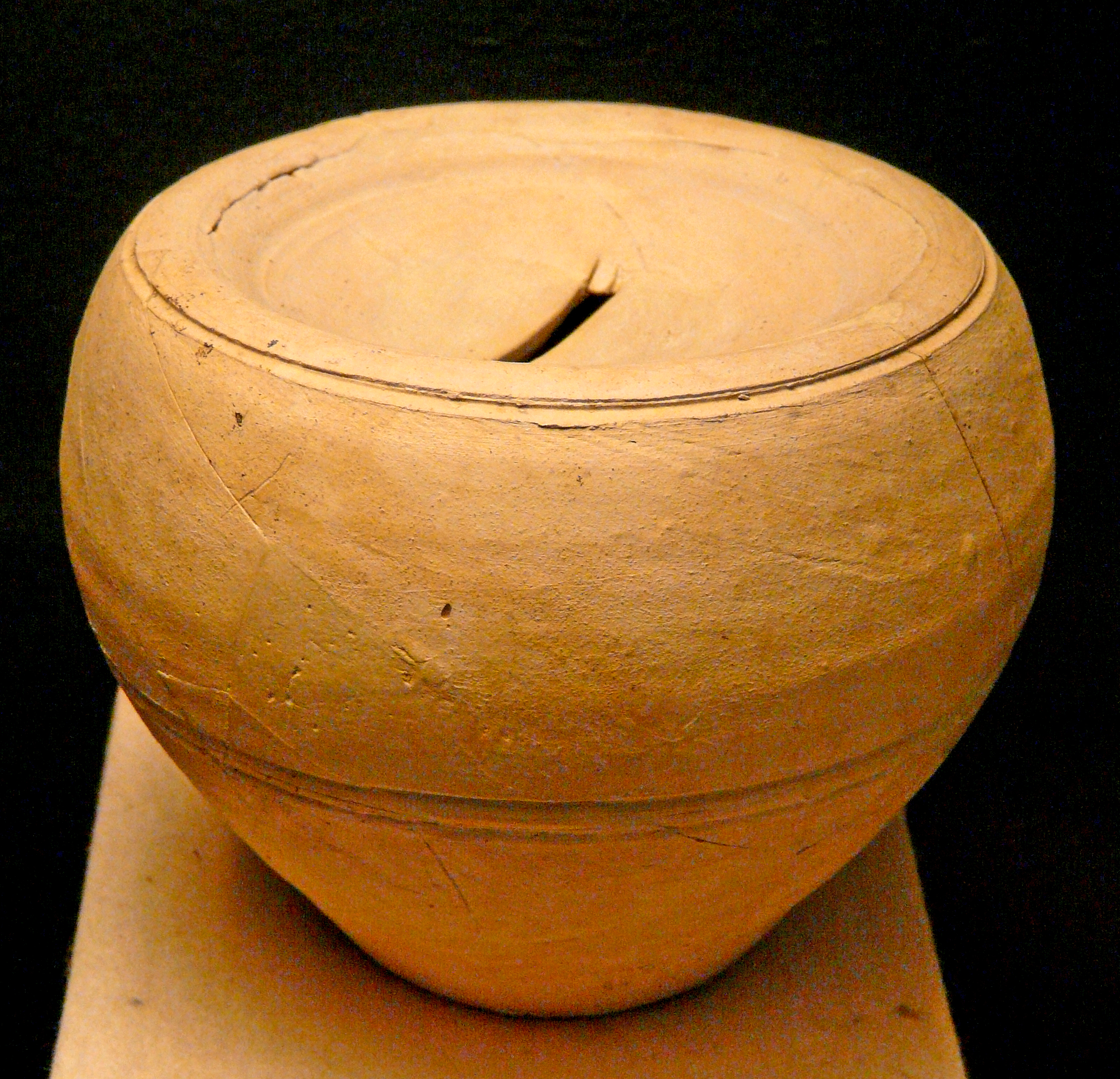
Spardose, Glattwandige Ware, 2. Jahrhundert (Clemens-Sels-Museum, Neuss)

## Einzelnachweise

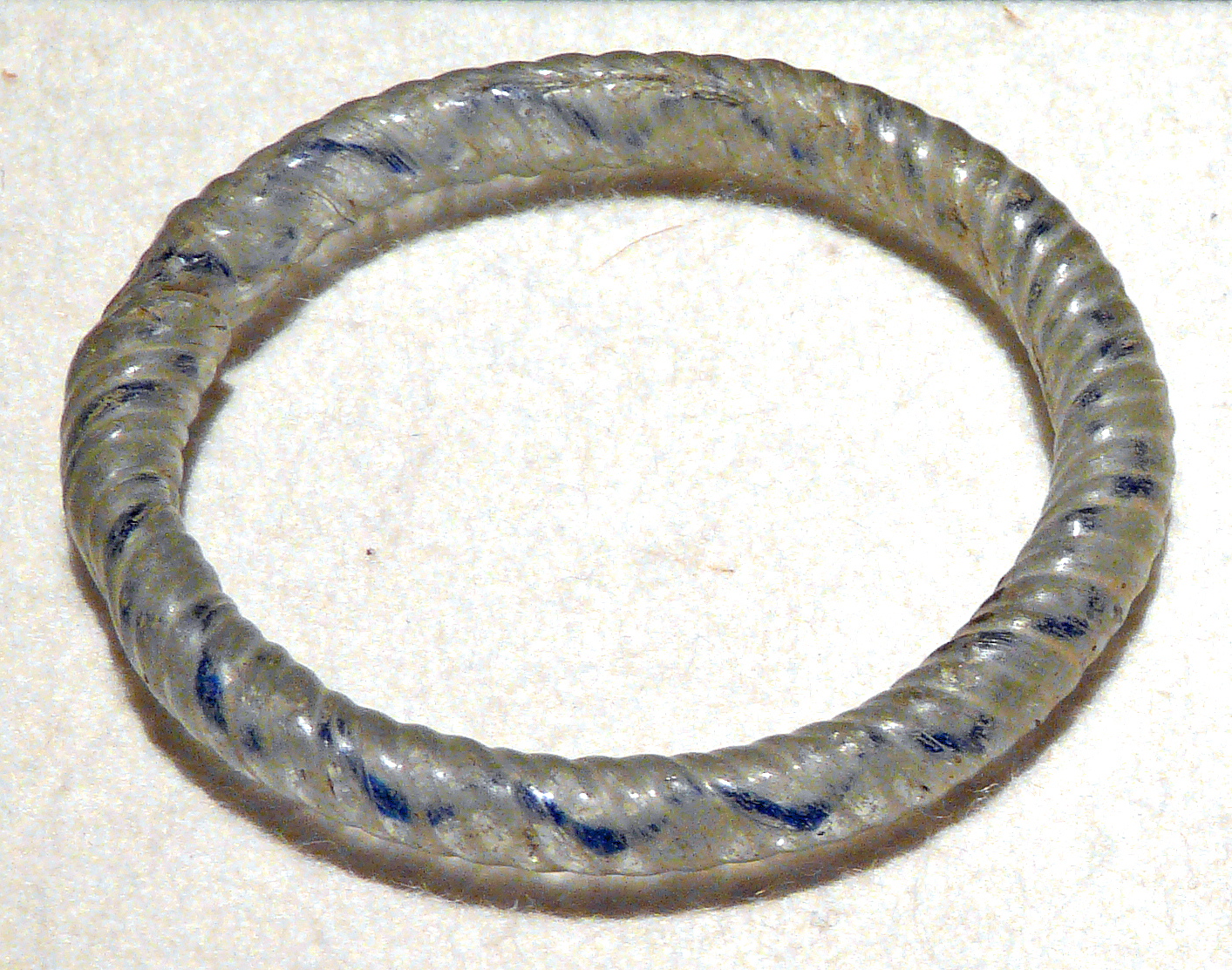
Armreif aus farblosem Glas mit kobaltblauer Fadeneinlage, 2.–3. Jh. (Clemens-Sels-Museum, Neuss)

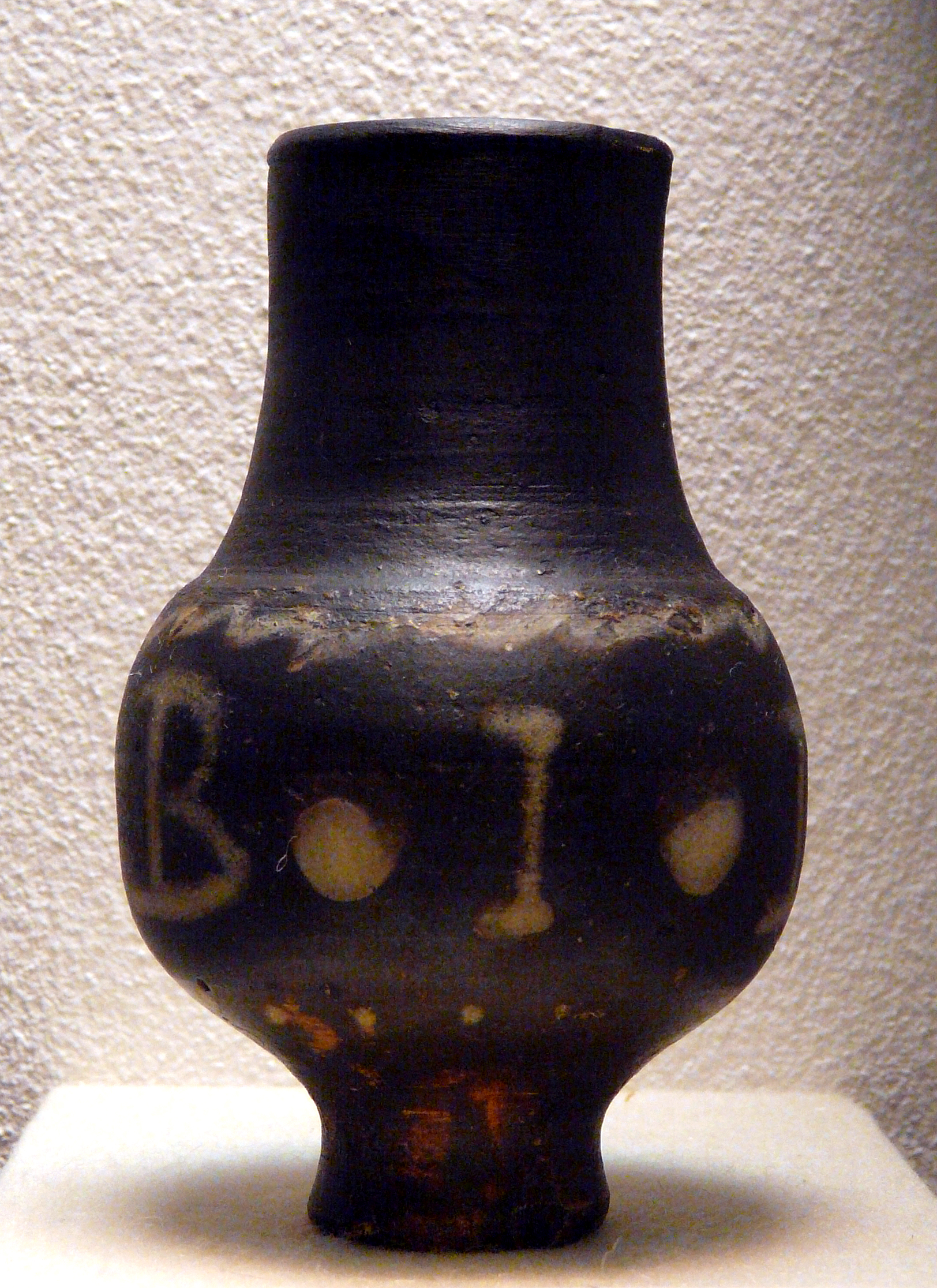
Spruchbecher B·I·B·E, schwarz engobierte Ware 3.–4. Jh. (Clemens-Sels-Museum, Neuss)

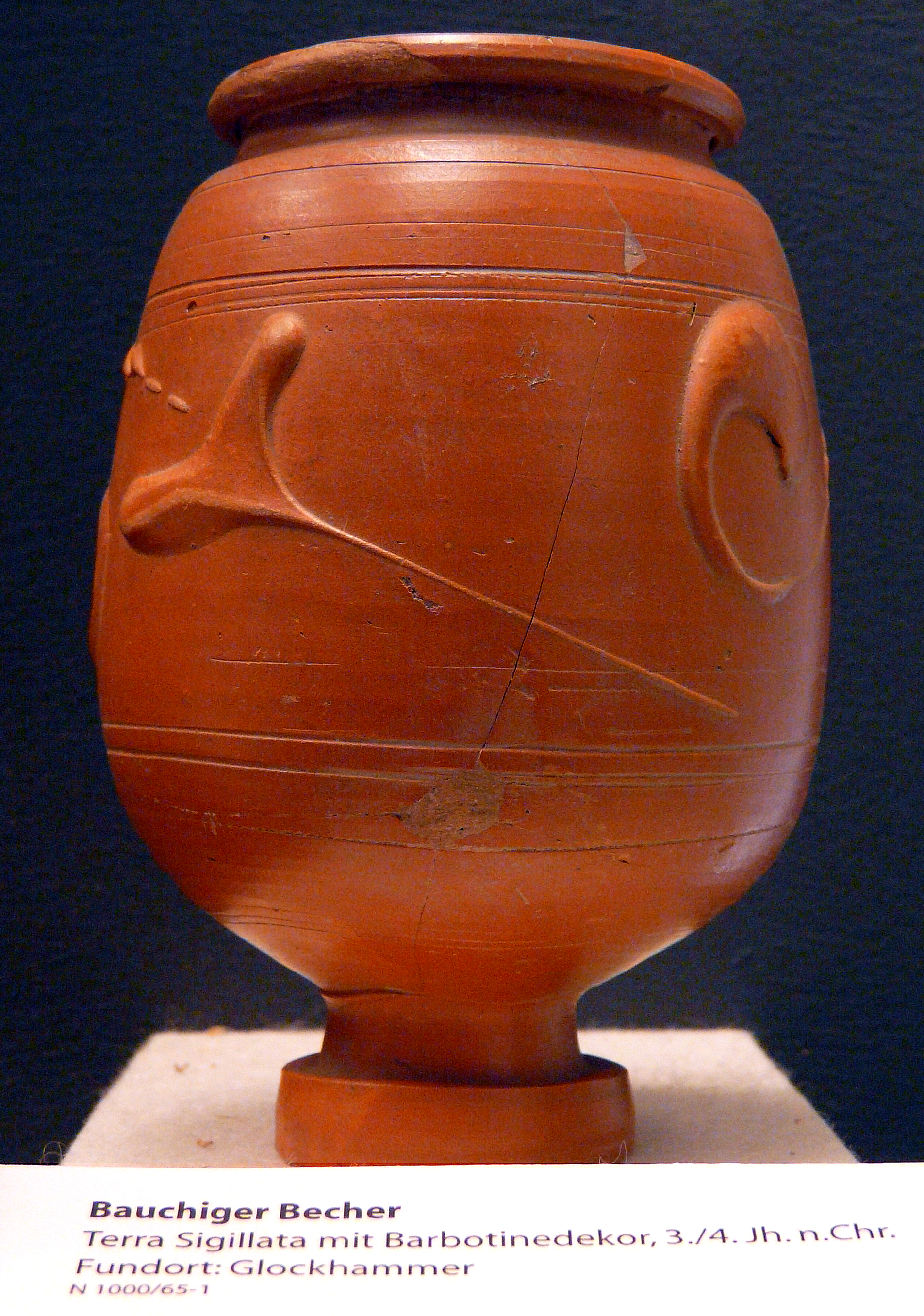
Bauchiger Becher, Terra Sigillata mit Barbotinedekor 3.–4. Jahrhundert (Clemens-Sels-Museum, Neuss)

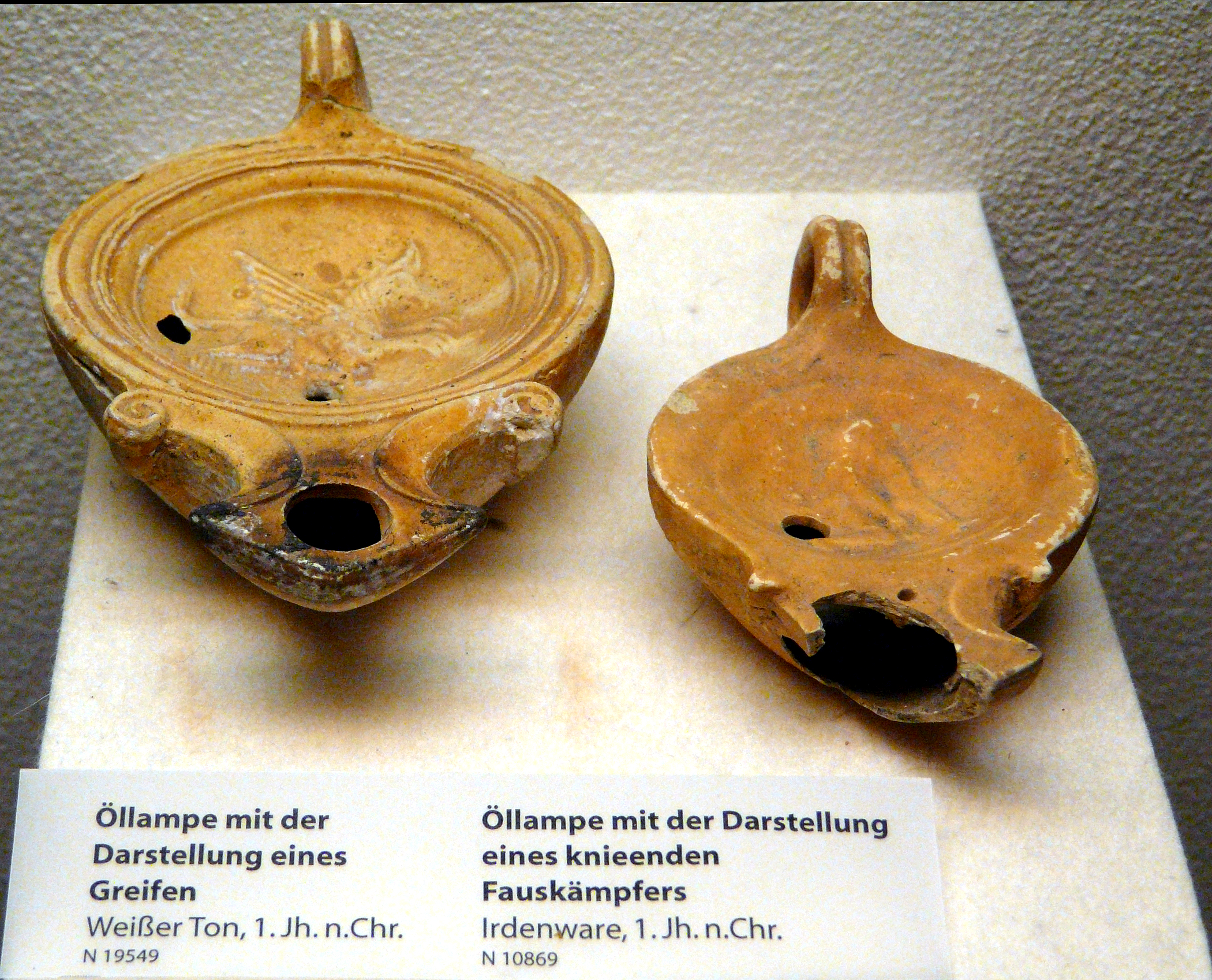
Öllampen, 1. Jahrhundert (Clemens-Sels-Museum, Neuss)

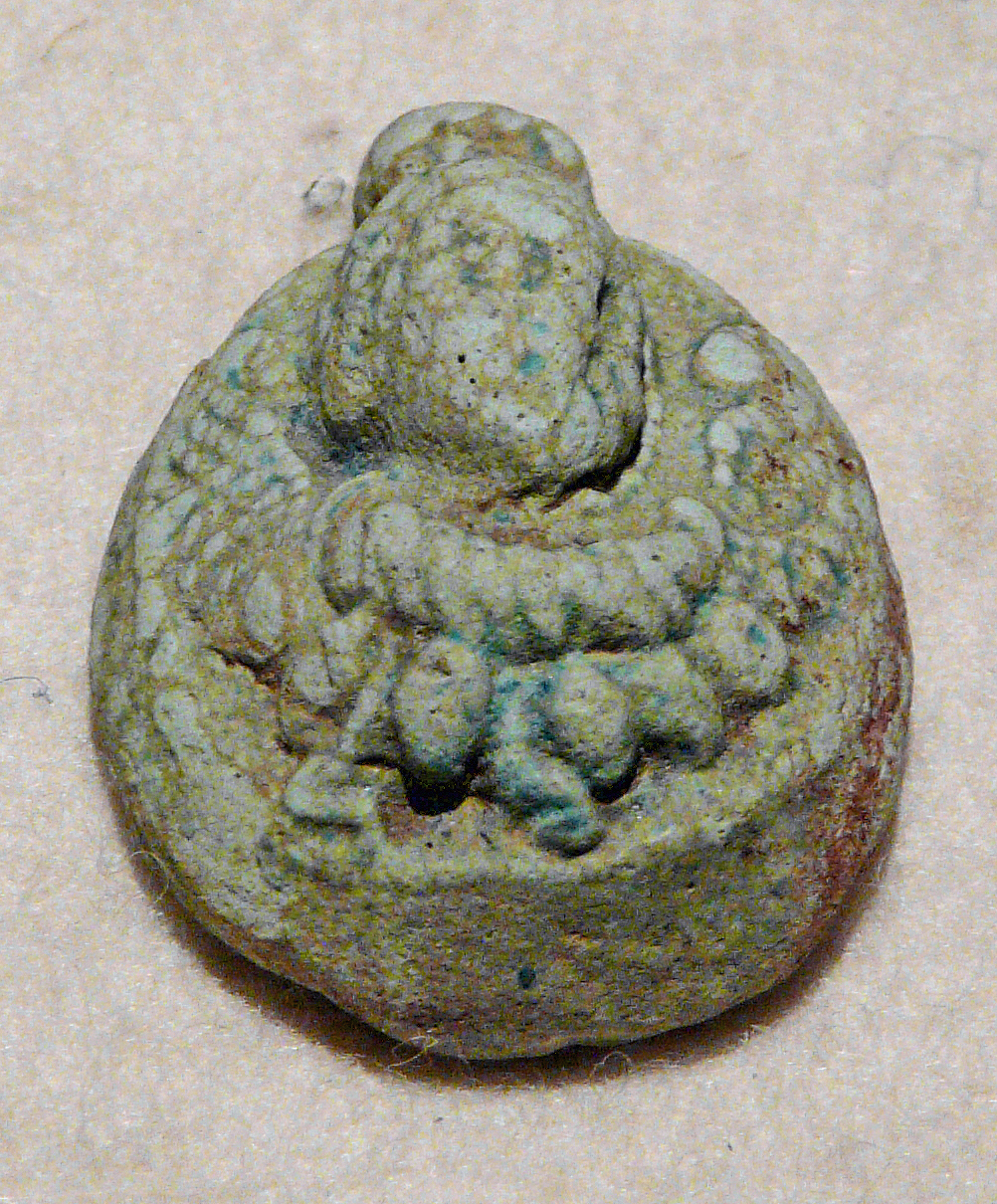
Medaillon mit der Darstellung eines Eroten, 2.–3. Jahrhundert (Clemens-Sels-Museum, Neuss)

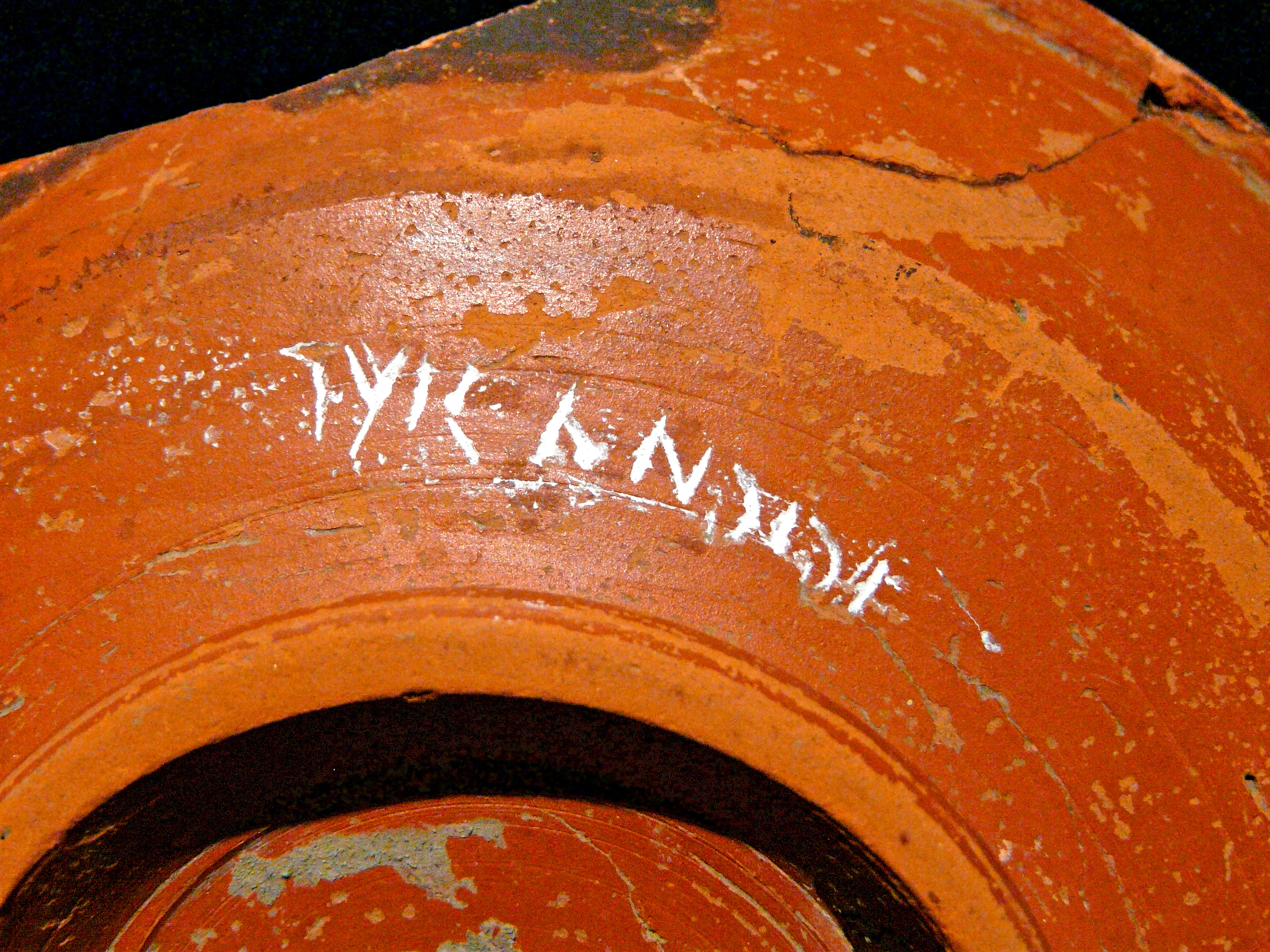
TS-Teller mit eingeritzter Besitzerangabe TVI CANDIDI, 2. Jh. (Clemens-Sels-Museum, Neuss)

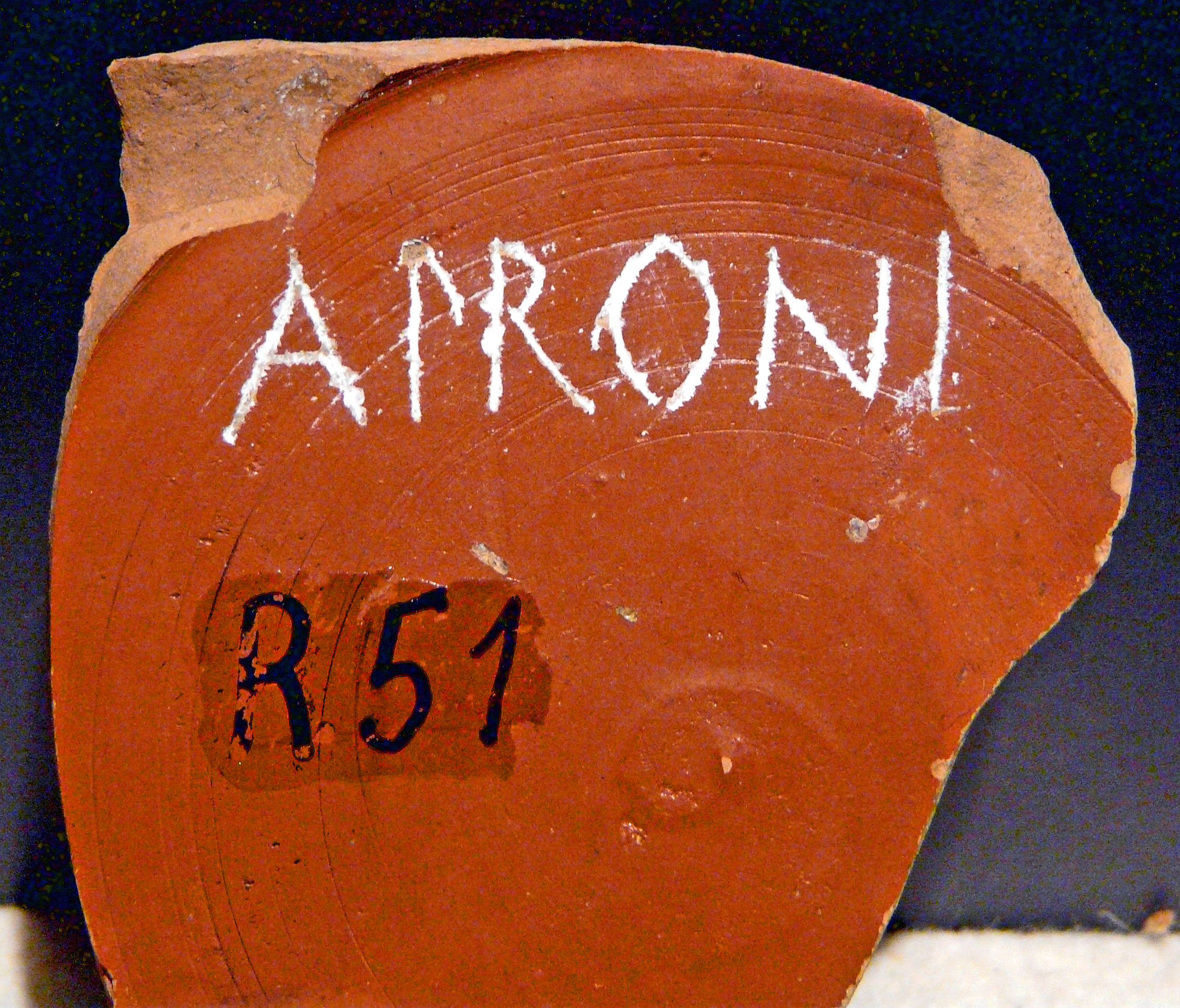
TS-Teller mit eingeritzter Besitzerangabe „APRONI“, 1. Jh. (Clemens-Sels-Museum, Neuss)

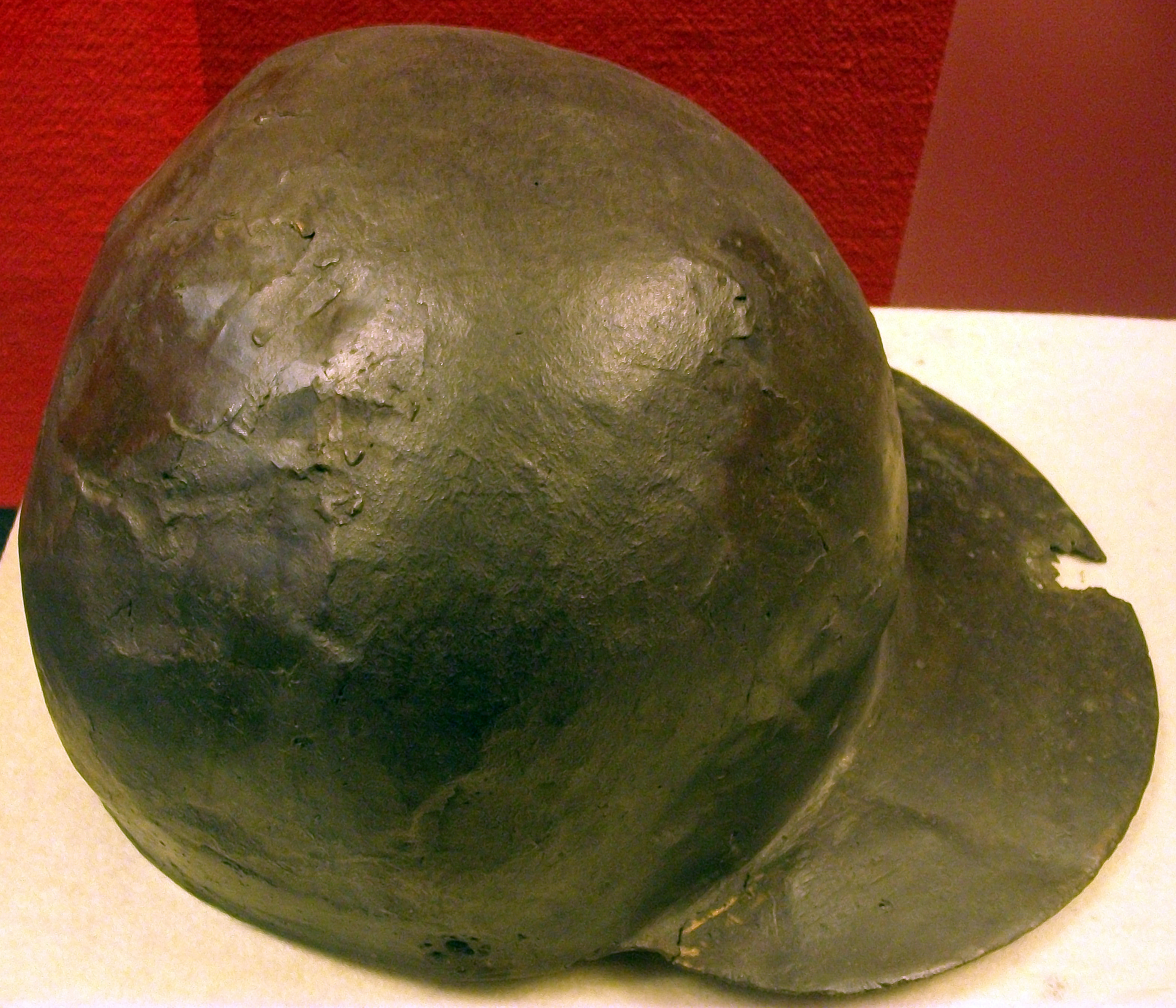
Infanteriehelm, Typ Montefortino, 1. H. des 1. Jh. n. Chr. (Clemens-Sels-Museum, Neuss)